# Palestine (État)
Cet article concerne la Palestine en tant qu'État souverain. Pour la région géographique et historique, voir Palestine (région). Pour les territoires conquis par l’Égypte et la Jordanie de 1948 à 1967 puis par Israël, voir Territoires palestiniens occupés. Pour les autres significations, voir Palestine.
État de Palestine
(ar) دولة فلسطين 
La Palestine , en forme longue l'État de Palestine (arabe : دولة فلسطين, Dawlat Filasṭīn), est un État souverain de jure (loi palestinienne, siège d'État observateur à l'ONU, large reconnaissance internationale), et un proto-État de facto (occupation israélienne, défaut de souveraineté territoriale, absence de monnaie). Situé au Moyen-Orient, l'État de Palestine est présent sur les territoires palestiniens occupés et revendique Jérusalem-Est et l'entièreté de la Cisjordanie, mais il est soumis depuis sa fondation entre 1988 et 1997 à une forte instabilité administrative et territoriale. Ses frontières sont, de facto et depuis les accords d'Oslo signés en 1994, celles des zones A et B de la Cisjordanie, gouvernée par l'Autorité palestinienne, et celles de la bande de Gaza, sous contrôle du Hamas depuis 2007 mais revendiquée par l'Autorité palestinienne. Sa capitale est de jure Jérusalem, cependant le siège du gouvernement palestinien se situe de facto à Ramallah en raison de l'annexion de Jérusalem-Est par Israël.
Anciennement intégrés à l'Empire ottoman, puis passés sous mandat britannique après la Première Guerre mondiale, les Palestiniens émergent comme peuple expulsé ou dépendant ayant vocation à disposer d'un État à la suite du plan de partage de la Palestine, de la déclaration d'indépendance de l'État d'Israël, et de la guerre israélo-arabe de 1948-1949. La déclaration du 15 novembre 1988 de l'Organisation de libération de la Palestine (OLP) en exil à Alger a été retenue comme déclaration d'indépendance et acceptée comme telle par la Ligue arabe et l'Organisation de la coopération islamique. Il adhère à l'Unesco en 2011, et le 29 novembre 2012 à l'Organisation des Nations unies (ONU) en tant qu'État observateur non-membre. C'est l'un des États les plus controversés au monde : sa souveraineté nationale, sa reconnaissance internationale, sa politique, ses réfugiés, son territoire et ses frontières, sa capitale même sont l'objet de conflits armés et de débats politiques incessants. En juillet 2025, il est reconnu par 148 États (75 % des 193 États membres que compte l'Organisation des Nations unies plus le Vatican), mais ne l'est pas par les pays d'Amérique du Nord, ainsi que la plupart de l'Europe de l'Ouest, notamment les pays du G7. 
Urbanisé dès l'Antiquité, ses villes principales sont Jérusalem-Est, sa capitale de jure, Ramallah, sa capitale de facto, Bethléem, Hébron, Jéricho, Naplouse, Jénine, et Gaza, siège du Hamas. Cette urbanisation précoce lui permet de disposer d'un patrimoine urbanistique dense (édifices religieux, palais, sanctuaires, citadelles, fortifications, souks, bains, cimetières, mausolées), de milliers d'écoles, de quarante neuf établissements d'enseignement supérieur, scolarisant des dizaines de milliers d'étudiants, de bibliothèques, d'hôpitaux, ainsi que de scientifiques, d'intellectuels et de cadres (ingénieurs, médecins, juristes, entrepreneurs) bien formés et renommés,.
Embrassant des régions et des villes centrales dans la Bible (Jérusalem, Bethléem, Judée et Samarie) et des lieux saints de l'islam,,,,,,,,,,,, situés historiquement au cœur de plusieurs empires et au croisement de nombreuses routes commerciales, la Palestine dispose en outre d'un patrimoine culturel, historique et archéologique considérable (nombreux musées, vestiges et sites de fouilles), de nombreux sites de pèlerinages religieux (Dôme du Rocher, Saint-Sépulcre, Mur des Lamentations, basilique de la Nativité, Tombeau de Rachel, mosquée al-Aqsa),,,, ainsi que d'un artisanat ancien et reconnu (sculpture de bois d’olivier, broderie, nacre, poterie, verre soufflé, mosaïque, céramique d'Hébron, maroquinerie, orfèvrerie, savons, keffiehs, sandales, dattes medjoul, zaatar),, auxquels s'ajoutent des sites naturels exceptionnels, qui en font une destination touristique potentiellement majeure. En revanche, contrairement à plusieurs de ses voisins, il ne possède pas de ressources en hydrocarbures et minerais avérées.
C'est le plus petit État en superficie et en population du Proche-Orient, derrière le Liban, néanmoins il possède un accès à la Méditerranée et à la mer Morte, ainsi qu'aux fleuves Jourdain et Bésor. Son altitude varie de 423 mètres au-dessous de la mer sur les rives de la mer Morte à un peu plus de 1000 mètres au sommet des monts Jarmuk et Hébron, présente une grande variété de reliefs, avec des régions de plaines, de vallées et de collines, exploitables pour l'agriculture (basse plaine de Jezreel, vallée du Jourdain, plaine côtière de la Bande de Gaza), mais aussi des régions plus montagneuses, arides ou désertiques (Monts de Judée, Désert de Judée, Shéphélah). Il présente la particularité d'être en discontinuité territoriale, réparti depuis 1948 entre la Cisjordanie continentale, enclavée entre Israël et la Jordanie, et une exclave côtière de plus petites dimensions située entre Israël et l'Égypte : la Bande de Gaza, un des territoires les plus densément peuplés au monde. L’État de Palestine a en outre une des populations les plus jeunes et les plus dynamiques du monde en termes de natalité. Ces atouts et ces particularités posent des défis souvent difficiles à relever pour un État palestinien encore largement dysfonctionnel et entravé.
Ainsi, l’État de Palestine figure-t-il parmi les moins développés, les plus corrompus, les plus pauvres et les plus déficitaires commercialement de la région. D'un point de vue économique, son industrie, embryonnaire, est constituée pour l'essentiel de petites unités de production, et largement entravée dans son développement par les régimes normatifs, bancaires, douaniers et fiscaux imposés depuis 1967 par Israël,. Son secteur bancaire est inexistant. Ses villes sont déconnectées de leurs territoires ruraux limitrophes par les schémas d'occupation,. Son agriculture, qui peine à se moderniser, pâtit largement de son morcellement territorial, des confiscation de terres, ainsi que des restrictions de circulation, quotas d'exportation et de la concurrence déloyale israéliens,. Ses infrastructures historiques, désorganisées ou confisquées au gré des guerres, sont aujourd'hui insuffisantes, ou dépassées,.
Si ces difficultés peuvent largement s'expliquer par le conflit israélo-palestinien et spécifiquement par la colonisation israélienne, aboutissant à de fréquentes interventions militaires et annexions, avec un régime d'occupation et de subordination politique et socio-économique très dur qui l'empêche de se structurer comme État indépendant, reconnu et stable, l'État de Palestine souffre aussi de ses dissensions politiques internes, d'une absence de stratégie de développement propre, des ingérences étrangères constantes, et des effets de prédation ou du rejet des pays arabes voisins, particulièrement de l'Égypte et de la Jordanie,, auxquelles il est étroitement uni par son histoire et ses centaines de milliers de frontaliers. Sa diaspora, représente près de la moitié de la population jordanienne et près du quart de la population israélienne (que sont les Arabes israéliens), ainsi que des communautés nombreuses en Syrie, au Liban, en Égypte, en Arabie saoudite, et plus largement partout dans le monde, jusqu'aux États-Unis. Le statut, la situation, les droits et même l'influence des millions de réfugiés palestiniens constituent des enjeux diplomatiques, économiques, logistiques, politiques, démographiques et même militaires majeurs dans la région.

## Histoire
Pour un article plus général, voir Histoire de la Palestine.
- Pour les périodes de l'histoire antérieures à la création de l'État, qui voient l'émergence du mouvement nationaliste palestinien, voir  Nationalisme palestinien et plus généralement Nationalisme arabe
- La chronologie générale relative à la région historique de Palestine  est traitée dans Histoire de la Palestine
- Pour l'histoire plus particulière des Arabes, des chrétiens et des Juifs de la région, voir l'histoire des Arabes en Palestine, chrétiens palestiniens et Histoire des Juifs en terre d'Israël.

### Époque moderne et contemporaine

#### La Palestine ottomane (Arz-i Filistin)

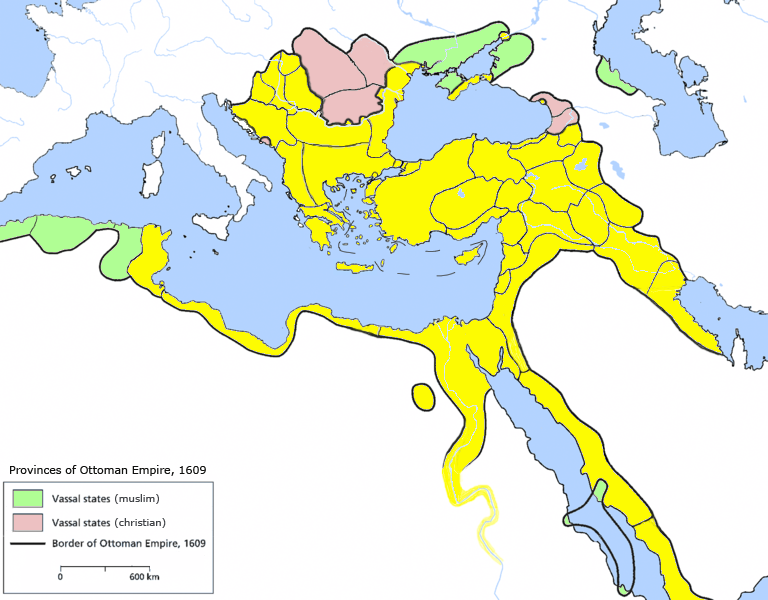
Les provinces (vilayet) de l'Empire ottoman (en jaune) en 1609, avec les états vassaux musulmans (en vert) et les états vassaux chrétiens (en rose).

C'est avec la victoire des armées turques du sultan Selim Ier (1512-1520) sur les mamelouks en 1517 que la Palestine entre dans sa période moderne. Cette victoire, qui replace tout le Proche-Orient dans le giron de Constantinople, inaugure un ordre nouveau dans la région. Dorénavant, ses dirigeants ne sont plus arabes mais turcs, et sa vie politique s'inscrit dans le cadre d'un empire musulman immense et complexe, à cheval sur trois continents. Cet empire, qui assume la relève califale, embrasse toute la Méditerranée orientale comme ses prédécesseurs islamiques, avec la prétention de dominer l'ensemble du monde musulman, mais il a ceci de particulier qu'il continue en même temps à s'étendre militairement dans les Balkans et est activement tourné vers l'Europe, en se posant comme l'héritier de l'Empire byzantin. Cette double orientation géostratégique et ce double ancrage, à la fois européen et oriental, ne sont pas sans conséquences historiques.
N'ayant pas d'unité administrative,,, et au regard de l'importance géostratégique de la région (contrôle des liaisons entre l’Asie et l’Afrique, présence de Lieux saints importants pour les trois religions abrahamiques, point de départ des routes de pèlerinage vers les villes saintes de l’Islam),, la Palestine est placée sous l'autorité directe de Constantinople, et partagée entre deux provinces rivales, selon un découpage qui reflète assez bien la géographie humaine du territoire : d'un côté la plaine côtière, devenue peu à peu une région répulsive du fait de l’extension des marécages, qui est rattachée administrativement au Sud-Liban au sein de du Pachalik de Saïda (Bilad al Ṣaydā), tandis que la région centrale des collines de Galilée, Samarie et Judée qui concentre la majeure partie de la population, appartient au « Pachalik de Damas » (Bilad al Sham), avec l'ensemble des districts recouvrant la Grande Syrie ottomane.
Nommés directement par le pouvoir central, les pachas installés à Sidon et Damas, qui gouvernent le pays, sont investis de l’autorité suprême dans les domaines civil et militaire : ordre et sécurité publique, collecte des impôts, administration générale. Toutefois, les sultans ottomans veillent à ce qu'ils n’acquièrent pas une puissance excessive en limitant la durée de leurs fonctions, et en nommant eux-mêmes les autres responsables de l’administration provinciale, qui les assistent, comme les préposés à l’administration des finances, les juges (cadi) ou le commandant local (agha) des janissaires. À la conquête ottomane, et à la mise en place de l'armature administrative ottomane, succède l'etablissement de l'ordre ottoman.
Étant contraints par les règles de gouvernance islamiques et par les réalités démographiques de terrain, les nouveaux maîtres de la région reprennent les pratiques de gouvernement souples de leurs prédécesseurs byzantins et arabes dont ils se veulent les successeurs et les héritiers, qui permettent le maintien des particularismes palestiniens. Conformément à la pratique bilingue courante dans l'Empire, le turc devient la langue officielle de l'administration, tandis que l'arabe syro-libanais reste la langue de la majorité des populations locales. Le fait que langue arabe ait un caractère coranique sacré qui s'impose aux Ottomans musulmans permet en outre aux intellectuels et religieux musulmans de la région d'avoir un rôle important et prestigieux dans l'Empire, et d'être considérés par le pouvoir. À partir du début du XVIe siècle, le socle de la législation et l'administration en Palestine est la madhhab hanafite, prédominante dans l'Empire ottoman, qui contribue puissamment à forger la culture juridique islamique palestinienne contemporaine.
L’établissement de l’autorité ottomane en Palestine au XVIe siècle, succédant aux désordres du temps des Mamelouks est plutôt bien accueilli. Le sultan Soliman le Magnifique (1520-1566) reconstruit les murailles de Jérusalem qui entourent encore aujourd’hui la vieille ville . Le Proche-Orient connaît, au cours du XVIe siècle, une réelle prospérité dont bénéficie aussi la Palestine. Après avoir conquis la Palestine, les Ottomans permettent à un nombre important de Juifs expulsés d’Espagne à la fin du XVe siècle de s'y implanter malgré l’existence de villages juifs, en Galilée surtout, cette communauté est essentiellement citadine. Les principaux foyers de population juive sont Jérusalem, Hébron, Gaza, Tibériade et Safed. Une fraction importante d’entre eux se consacre aux études religieuses, leur subsistance étant assurée par des subsides versés par les communautés juives de la diaspora. On estime à 10 000 personnes la population juive de Palestine au début de la domination ottomane, Jérusalem, Safed et Tibériade en étant les principaux centres.
L'occupation ottomane permet aussi aux communautés chrétiennes de se développer. La population chrétienne de Syrie-Palestine, très divisée — église orthodoxe grecque passe de 10 % à 20 % de la population totale du XVIe au XIXe siècle. 
Le statut des minorités non-musulmanes de l’Empire ottoman suit la tradition établie dans les premiers siècles de l'islam. Les gens du Livre, Juifs et chrétiens, sont soumis au statut de dhimmis. Les sultans assurent officiellement la protection de leurs sujets non-musulmans, mais ces derniers restent l’objet de discriminations qui sont maintenues ou remises en vigueur.
La situation de la Palestine se détériore au cours des deux siècles suivants. Or c’est lorsque l’Empire ottoman s’est trouvé à l’apogée de sa puissance que la situation des minorités non-musulmanes semble avoir été globalement la plus favorable. Les périodes de troubles, les revers subis face aux puissances chrétiennes s’accompagnent d'un raidissement de l’attitude à l’égard des dhimmis, ce qui conduit à une application plus rigoureuse des pratiques discriminatoires. Ainsi, l’affrontement entre Turcs et Egyptiens dans les années 1830 entraînent de nombreux pillages et massacres dont sont victimes notamment les Juifs. 
Tout en affirmant la prééminence des musulmans, le pouvoir ottoman accorde une large autonomie aux communautés chrétiennes et juives du pays, qui sont organisées surtout à partir du XIXe siècle dans le cadre des millets. Les chrétiens sont les premiers à bénéficier de ce régime. Dans le cadre du système des millets, les capitulations assurent une certaine protection aux prêtres chrétiens de Palestine, puis à l'ensemble des chrétiens de l'Empire ottoman. Grâce à cette protection, la communauté chrétienne du pays, essentiellement urbaine, amorce un véritable redressement. Au XVIe siècle, la région de Syrie-Palestine comptait moins de 10 % de Chrétiens. À la veille de la Première Guerre mondiale, la Palestine seule en compte plus de 20 %, avec une très forte croissance de la chrétienté latine, après plus de deux siècles d’absence, animée par des religieux originaires d’Occident, au détriment des chrétiens orthodoxes. Désireux de n'avoir qu’un seul interlocuteur pour chacune des communautés chrétiennes, le pouvoir ottoman favorise la position des dignitaires religieux catholiques, orthodoxes, etc., qui sont investis de larges compétences. Ce sont eux qui assurent, au nom du sultan, l’administration de leurs coreligionnaires. Ils peuvent édicter des règlements, lever des impôts et prendre des décisions de justice.
Toute autre est la situation des Juifs de l'Empire. Dans un premier temps, pendant les XVe et XVIe siècles, les autorités ottomanes ont accueilli assez volontiers les Juifs en provenance d’Europe qui apportaient avec eux capitaux, connaissances et savoir-faire. Mais passé le XVIe siècle, cette immigration se tarit. Leur rôle dans la vie économique de l’Empire décline. Du fait de cette perte d'influence, l’attitude des Turcs à leur égard devient de plus en plus négative, voire hostile. C’est sans doute au début du XIXe siècle que la situation des Juifs de Palestine est la plus difficile, comme l'attestent les témoignages contemporains qui parlent de déchéance de la communauté juive. Cette condition difficile se traduit institutionnellement. Certes, à partir du XVIIe siècle, la communauté juive de Jérusalem est dirigée par un grand-rabbin, appelé en hébreu Rishon LeTzion (ראשון לציון - le premier à Sion). En revanche, contrairement aux chrétiens, ce qui concerne les Juifs, il n’y a pas, jusqu’au XIXe siècle, de grand rabbin de l’Empire, mais de simples envoyés spéciaux des communautés auprès du sultan pour traiter des affaires en cours. Safed, centre d’étude de la Kabbale connaît une histoire très heurtée mais demeure, jusqu’au début du XIXe siècle, la principale ville juive de Palestine. Pour Jérusalem, il faut attendre le XIXe siècle pour qu’elle s’y développe fortement au point de devenir largement majoritaire. De 5 000 environ vers 1850, le nombre de Juifs de Jérusalem passe à 40 000 à la veille du premier conflit mondial, soit plus de 60 % de la population totale.
Tandis que la situation des Juifs se dégrade, le rôle et l'influence politique des chrétiens tend à se renforcer dans la vie de l’Empire, principalement grâce à l’intensification de leurs relations avec l’Europe. En effet, les chrétiens de l'Empire sont bien placés pour servir d’intermédiaires dans les échanges entre les Turcs et les compagnies européennes. Et surtout les puissances européennes manifestent un intérêt croissant pour le sort réservé aux minorités chrétiennes de l’Empire ottoman, ce qui leur fournit le moyen d’intervenir dans ses affaires intérieures. La protection des puissances européennes ne suffit certes pas à préserver les chrétiens des exactions diverses, mais elle leur laisse une possibilité de recours dont ne disposent pas les juifs, et cette possibilité ne cessera de s'accentuer. Au fur et à mesure que ses particularismes se révèlent à eux ou s'affirment, progressivement, et de façon informelle, les Turcs prennent l'habitude de nommer le pays situé entre la Méditerranée et le Jourdain Arz-i Filistin, et de le distinguer du reste de la province de Damas.
Alors qu'elle avait connu une situation difficile sous domination mamelouk, pendant le premier siècle d'occupation turque, la Palestine bénéficie de la prospérité générale de l’Empire ottoman. Le sultan Soliman le Magnifique (1520-1566) fait effectuer d’importants travaux à Jérusalem. Pour protéger la ville contre les pillards et d’éventuels ennemis, il entreprend d'en reconstruire les fortifications, édifiant une puissante enceinte dont les murs entourent encore aujourd’hui la « Vieille Ville » revendiquée par l'État de Palestine. Le Proche-Orient connaît, au cours du XVIe siècle, une réelle prospérité dont bénéficie aussi la Palestine, bien que son importance économique soit bien moindre que celle des importantes régions voisines d’Egypte et de Syrie.
Mais à partir du XVIIe siècle, la province négligée entre dans un lent déclin, qui a des répercussions sur son organisation politique, son commerce, son agriculture et sa démographie. Dans la Palestine centrale des collines, l’affaiblissement du pouvoir central se mesure à l’importance du rôle reconnu aux chefs des principaux clans tribaux, les cheiks, qui assurent la collecte des impôts (qui leur est affermé à titre héréditaire) et le maintien de l'ordre, mais qui ne sont pas toujours des auxiliaires très sûrs, et s'affrontent parfois dans des guerres tribales qui doivent être réprimées. Dans les régions rurales, il se mesure à sa difficulté à soumettre ou sédentariser les Bédouins, venant de Transjordanie ou du Neguev, qui mènent une existence semi-nomade, et dont les incursions causent des dommages à l’agriculture.
Enfin, ailleurs dans le pays, le déclin de l'Empire se mesure à la multiplication des mutineries des janissaires locaux, qui composent la principale force militaire de la province. Ceux-ci, soldats d'élite à l'origine, pratiquent de plus en plus pour survivre des professions civiles qui les mêlent à la population urbaine. En conséquence à partir de 1658-1659, le gouvernement de Constantinople envoie une garnison de plusieurs centaines de janissaires impériaux pour tenir la citadelle de Damas. La rivalité entre les deux corps de troupe ne fait qu'aggraver les désordres : la caravane du pèlerinage de La Mecque partant de Damas, essentielle pour l'économie de la province,, est attaquée cinq fois entre 1670 et 1700.
Pour compenser ces pertes, au XVIIIe siècle, la Palestine participe à une contribution exceptionnelle annuelle de 135 000 piastres levée sur l'ensemble des districts du sud. À ce moment, la caravane du pèlerinage de La Mecque, le mahmal, et les divers pèlerinages de Jérusalem, sont un des derniers leviers stimulant les activités du pays, par les commandes de chameaux aux caravaniers (des dizaines de milliers chaque année), la fourniture de provisions comme les gâteaux secs (buqsmat), et les marchandises de toutes sortes transportées par les pèlerins : bijoux et pierres précieuses de Perse à l'aller, henné et café du Yémen, étoffes de l'Inde au retour. Entre 1725 et 1783, l'ensemble du pachalik retrouve une certaine prospérité sous l'autorité de la famille al-Azem. Mais entre 1784 et 1804, son passage sous la coupe d'un militaire d'origine bosniaque, Djezzar Pacha, qui se rend à moitié indépendant, contribue à le marginaliser dans l'économie de l'Empire ottoman. Au début du XIXe siècle, la population de la Palestine est réduite de moitié par rapport à ce qu'elle était au XVIe siècle ; il ne reste environ que 280 000 habitants.

#### Réformes et modernisation de la Palestine ottomane
Fragilisée par cette crise des XVIIe et XVIIIe siècles, la domination ottomane sur la Palestine est ébranlée à la fin du XVIIIe siècle et dans la première moitié du XIXe siècle, d’abord par l’expédition française d'Égypte conduite par Bonaparte qui s’empare du pays en 1799, et surtout par la politique d’expansion menée par le pacha d'Égypte Méhémet Ali (1804-1849) qui, s’étant rendu indépendant, entre en conflit avec le pouvoir turc. En 1832, l’armée égyptienne conquiert la Palestine et la Syrie, qui passent sous domination égyptienne pendant neuf ans. La Palestine est concernée au premier chef par la tentative du pacha d’Egypte de recréer à son profit un grand royaume égyptien au Proche-Orient, qui aurait rappelé par son extension l’ancien État des Mamelouks. Une fois la conquête achevée, la région de Syrie-Palestine est placée sous l’autorité de son fils Ibrahim Pacha. Constatant le déclin de la Palestine, celui-ci y installe 20 000 colons égyptiens, et il entreprend d'en moderniser l’administration en ouvrant la région aux influences extérieures, principalement européennes. Mais ses réformes se heurtent à de vives résistances, qui se traduisent par des révoltes fomentées par les milieux les plus attachés à la tradition islamique.
L’entreprise égyptienne tourne court sous la pression des grandes puissances européennes. En 1841, la Palestine repasse sous le contrôle de l’Empire Ottoman. Ce dernier est entré depuis 1839 dans une phase d’importantes réformes politiques, juridiques et administratives. C’est la période dite des Tanzimat (pluriel du substantif arabe tanzim qui signifie « mise en ordre, réorganisation »). Le mouvement réformateur, qui se prolonge durant près de quarante ans, se donne pour objectif de refaire de l’Empire Ottoman un État fort en le modernisant de manière à conjurer les menaces de désagrégation. L’administration provinciale et réorganisée et les pachas désormais assistés de conseils élus ou nommés. On s’efforce également d’améliorer le rendement de la fiscalité avec notamment la création en 1858 d’un cadastre chargé d’effectuer le recensement des propriétés. Entre 1867 et 1884, c'est toute la structure territoriale et administrative de l'Empire qui est remaniée, avec la création et la généralisation du vilayet. Cette rénovation administrative accompagne un mouvement d’expansion économique fondé surtout sur l’essor des échanges. Un fort exode rural entraîne un accroissement rapide des villes.
Pour accélérer le repeuplement de la région, le pouvoir ottoman favorise les migrations internes entre les différentes provinces de l'empire, ainsi que l'implantation de colonies étrangères composées de communautés musulmanes venues d'un peu partout en Afrique, en Europe et en Asie : Circassiens, Algériens, Albanais, Bosniaques, etc. Dynamisée par cette politique, la population palestinienne double et repasse à 6 470 000 en 1880. À ce moment, les régions les plus peuplées du pays sont celles des collines centrales des monts de Judée, espace de culture en terrasses, tandis que les basses terres sont sous-exploitées à cause de la malaria, et qu'en marge de la société sédentaire, les Bédouins restent présents dans les déserts à l'est et au sud de la Palestine. C'est dans ce contexte que commencent à se développer l'immigration juive sioniste et les achats stratégiques de terres.
Parallèlement à ce repeuplement du pays, se pose la question de son statut administratif et international, motivé notamment par la question des Lieux Saints, posée par les puissances coloniales européennes montantes dans le cadre de la Question d'Orient. En effet, le statut des lieux saints de Palestine, revendiqués à la fois par le judaïsme, différentes branches du christianisme et l'islam, est alors un enjeu d'affirmation et d'influence internationale majeur. En 1840, le Royaume-Uni demande à la Sublime Porte un protectorat sur les Juifs de l'Empire ottoman ainsi qu'une autorisation pour les Juifs européens d'émigrer en Palestine. Un an plus tard en 1841, la France, protectrice traditionnelle des chrétiens d'Orient par les capitulations de l'Empire ottoman en même temps que rivale de l'Angleterre sur la scène internationale, demande aussi un droit de regard sur Jérusalem. À l'époque, le pouvoir impérial turc n'est pas en mesure d'opposer militairement une fin de non recevoir à ces demandes, et il s'efforce de ménager les Européens, dans la mesure où il souhaite rester intégré au concert des grandes nations d'Europe, et où il a besoin des investissements étrangers pour développer son territoire et son économie.
En réponse à ces demandes, dans le souci de trouver un équilibre entre ses alliances diplomatiques, l'ingérence occidentale et sa mainmise sur ses sujets, le sultan Abdülmecid Ier émet en 1841 un décret qui autorise les sujets non-musulmans à se faire assister en justice par leur primat ou, s'ils sont ressortissants d'une puissance amie, par leur consul. La même année, le sandjak (district) de Jérusalem reçoit un statut spécial et est placé sous la dépendance directe du gouvernement central. Un an plus tard en 1842, le sultan concède à la Prusse et l'Angleterre la création d'un évêché protestant en Palestine destiné aux millénaristes venus d'Europe. Enfin, trois ans plus tard en 1845, il concède le rétablissement du siège du patriarcat orthodoxe de Jérusalem à la Russie qui réclame un protectorat sur les chrétiens orthodoxes. Rien n'est décrété concernant la « question juive », mais à ce moment, l'immigration juive à motivation religieuse (constituant le Yichouv) est peu nombreuse, très pauvre et dépendante de l'aide de philanthropes occidentaux.
À partir du milieu du XIXe siècle, les prédations multiples des puissances européennes, déterminées à se partager l'Empire ottoman chancelant, forcent le pouvoir ottoman à faire des compromis et à passer des alliances avec les unes contre les autres pour préserver son indépendance. En 1856, la victoire de la coalition occidentalo-ottomane sur la Russie lors de la guerre de Crimée (1853-1856) consolide l'influence française et britannique sur les affaires de l'Empire. Par l'expédition française en Syrie (1860-1861), la France confirme son rôle de principal soutien international des chrétiens et Juifs de l'Empire ottoman. Mais l'ingérence étrangère est mal vue par la population musulmane. En 1856, une émeute éclate à Naplouse, provoquée par un édit d'émancipation des chrétiens, par l'installation d'une cloche dans la chapelle protestante locale et par la levée de drapeaux étrangers sur les consulats. Cependant, l'autorité ottomane est assez solide pour empêcher les violences de s'étendre : la province reste généralement paisible.
Dans ce contexte, pour optimiser et apaiser la gestion du pays, en juillet 1872, le grand vizir Mahmoud Nedim Pacha décide de détacher la Palestine du vilayet de Syrie (Damas) et d'en faire une nouvelle province (vilayet). Celle-ci comprend les sandjaks de Jérusalem, Naplouse et Acre. Cette initiative est accueillie favorablement par les habitants des trois religions. Cependant, deux mois plus tard, craignant que celle-ci[Qui ?] n'essaie de prendre son indépendance, ou ne passe d'un bloc sous influence étrangère, le nouveau grand vizir Midhat Pacha décide de détacher Acre et Naplouse de Jérusalem pour les réunir à nouveau au vilayet de Damas (et plus tard au vilayet de Beyrouth créé en 1887), tandis que Jérusalem constitue un moutassarifat sous le contrôle direct du gouvernement de la Porte, nommé « Moutassarifat de Jérusalem » (en turc : Kudüs-i Şerif Mutasarrıflığı), ou « Sandjak de Jérusalem ».

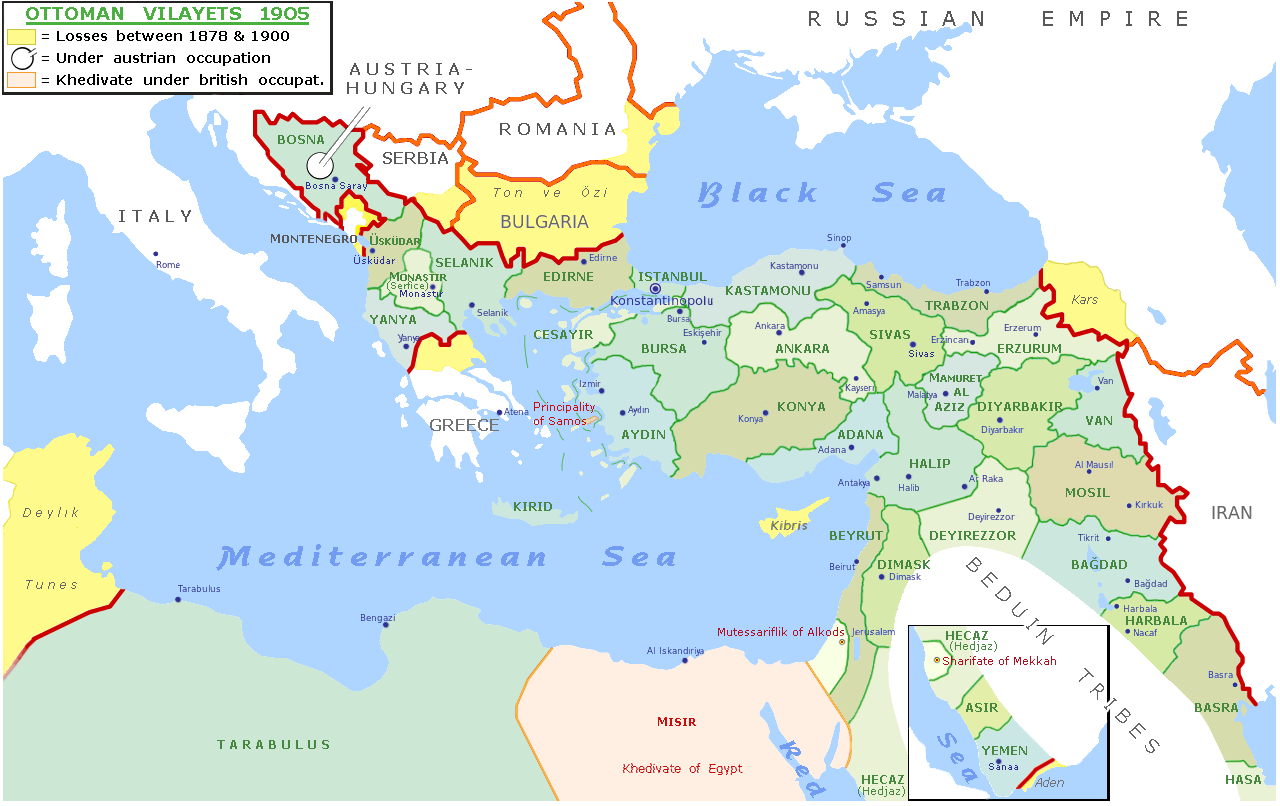
L'Empire ottoman en 1905, en vert, avec le Moutassarifat de Jérusalem qui apparaît clairement sur la carte, détaché des districts d'Acre et Naplouse.

Quoi que sous contrôle direct d'Istanbul, ce nouveau statut concède aux Palestiniens un rôle de partenaires actifs dans la gestion du territoire. Comme dans les autres provinces de l'Empire, le gouverneur (moutassarif) n'est nommé que pour quelques mois et dépourvu de pouvoirs militaires. Il s'appuie sur un conseil de notables nommés, musulmans, chrétiens ou juifs, qui contribuent à l'administration, à la collecte des impôts et à la conscription dans l'armée ottomane. L'affermage des impôts, officiellement aboli depuis 1838, se maintient en fait jusqu'à la fin du XIXe siècle. La justice dépend de la cour d'appel de Beyrouth jusqu'en 1910, date à laquelle une cour est créée à Jérusalem. D'un point de vue territorial, le gouvernorat de Jérusalem compte plusieurs cazas (juridictions) divisées en sous-districts et municipalités. Le caza de Nazareth, lieu de pèlerinage chrétien en Galilée, lui est rattaché. Ce statut spécial et dépendant directement du gouvernement de Constantinople se maintient jusqu'à la Première Guerre mondiale.
Au moment où le gouverneur est établi, la société palestinienne est encore une société largement rurale fondée sur une agriculture familiale d'autosubsistance. Mais une série de réformes a déjà commencé à bouleverser ses schémas économiques et sociaux. Par exemple, alors qu'au milieu du XIXe siècle, la quasi-totalité des terres agricoles se trouvait sous un régime d'exploitation collective villageoise, le musha, avec des champs sont redistribués chaque année entre les familles, à partir du milieu du siècle, le code foncier ottoman de 1858 (en) favorise l'appropriation des terres par les grands propriétaires. En 1918, le musha ne concerne plus que 60 % des terres : 50 % des paysans sont sans terre et 30 % sont métayers tandis que l'endettement des paysans pauvres auprès des grands propriétaires s'accroît. La croissance du commerce extérieur entraîne l'enrichissement des négociants qui deviennent acquéreurs de terres.
Dans ce contexte, l'agriculture familiale d'autosubsistance cède rapidement du terrain à l'agriculture commerciale d'exportation. Les agrumes, comme les oranges de Jaffa, sont le premier article d'exportation : la surface cultivée dans le moutassarifat de Jérusalem, essentiellement dans la plaine côtière, passe de 660 hectares vers 1895 à 3 000 vers 1910. L'huile d'olive, exportée brute jusqu'aux années 1870, donne naissance à une industrie de la savonnerie. L'assainissement des terres passe par des gros travaux de drainage et de plantations comme les eucalyptus qui, en raison de leur coût, sont réservés aux grands propriétaires ou aux sociétés de colonisation.
Au cours des années 1880, des colons allemands et des immigrants juifs apportent des machines modernes et des capitaux nécessaires au développement du pays. Le commerce extérieur, connu essentiellement par le trafic du port de Jaffa, augmente rapidement mais il est marqué par un déséquilibre croissant : pour une base 100 en 1875, les exportations atteignent 121 en 1894-1898 et 266 en 1909-1910 alors que les importations atteignent 246 en 1894-1898 et 549 en 1909-1910. En dehors du savon, la province n'exporte pratiquement que des produits agricoles bruts et importe tous ses produits manufacturés. Ce déficit est compensé par les revenus des pèlerinages et les dons des fondations pieuses des trois religions et par les envois de la diaspora palestinienne en Amérique, essentiellement chrétienne.
La fin de la période ottomane est marquée par un effort soutenu de modernisation. La première route carrossable de Jaffa à Jérusalem est ouverte en 1868. Le réseau routier s'étend dans les années 1870-1880 avec la construction du pont du Jourdain près de Jéricho (sur l'emplacement de l'actuel pont Allenby) en 1885,. En 1888, un entrepreneur juif ottoman, Joseph Navon, obtient une concession pour construire un chemin de fer de Jaffa à Jérusalem (en). La ligne à voie étroite est achevée en 1892 par une compagnie française, la Société du chemin de fer ottoman de Jaffa à Jérusalem et prolongements, et le premier train arrive à Jérusalem le 26 septembre 1892. Mais la compagnie fait faillite l'année suivante, le fret de marchandises étant pratiquement à sens unique vers Jérusalem, et doit être refinancée en 1904. Le port de Jaffa est dépourvu de quais modernes et les cargaisons doivent être transbordées en barges. Les projets de raccordement au chemin de fer de Beyrouth à Damas ou à celui de Damas à Médine, ébauchés avant la guerre, n'aboutissent pas.
Pour gérer le pays en pleins bouleversements, pendant les dernières décennies de l'Empire, le pouvoir ottoman s'appuie sur les mêmes familles de notables, à la fois grands propriétaires fonciers et maîtres d'un solide réseau clientéliste. Ces grandes familles conservent les principales fonctions représentatives : les députés de Jérusalem au parlement ottoman sont Yusuf Zia al-Khalidi en 1876, Ruhi al-Khalidi et Saïd al-Husseini en 1908, Ruhi al-Khalidi et Othman al-Nashashibi (en) en 1912. Lors de la prise de Jérusalem par l'armée britannique du général Allenby, en décembre 1918, le maire de Jérusalem, Hussein al-Husseini, et le mufti, Kamel al-Husseini (en), sont issus de la grande famille Husseini (d'où sera également issu plus tard Yasser Arafat). Dans les zones rurales, autour de Jérusalem, la population se divise en deux branches tribales, les Yaman et les Qays, opposées par une rivalité ancestrale (en) : les Yaman sont soutenus par les al-Husseini et les Qays par les al-Khalidi,,,. Les langues les plus utilisées à ce moment pour communiquer dans la société palestinienne sont l'arabe, langue locale et de prestige, et le turc, langue du pouvoir ottoman, l'hébreu commençant à se développer en remplacement du yiddish  dans les milieux juifs sous l'impulsion d'Éliézer Ben-Yehoudah.
Entre 1890 et 1914, la population palestinienne augmente considérablement : en 1890, on compte 532 000 Palestiniens dont 432 000 musulmans, 57 000 chrétiens et 43 000 Juifs et en 1914 689 000 Palestiniens, 70 000 chrétiens et 94 000 Juifs. Les Juifs constituent encore une minorité, mais dans le contexte de montée en puissance du sionisme, d'achats très actifs de terres par les organisations sionistes, et d'immigration de masse sioniste, la « question juive » prend un caractère de plus en plus politique et problématique au sein de la société palestinienne. Parmi les acquéreurs étrangers de terre au tournant des XIXe et XXe siècles, les immigrants juifs, venus notamment de l'Empire russe et influencés par les idées du sionisme, sont de plus en plus nombreux. Les premières acquisitions menées par le Fonds national juif à partir de 1901 poursuivent dans un premier temps la stratégie foncière de la Jewish Colonization Association en achetant aux propriétaires arabes locaux les terres délaissées à faible coût économique. Dès leur acquisition, les terres achetées sont répertoriées par les organisations sionistes, afin de servir d'assise à un futur État juif, et rendues inaliénables.
En 1922, les colonies agricoles juives représentent 594 000 hectares pour 14 140 cultivateurs juifs. Les terres acquises dans ce contexte sont activement mises en valeur par un travail direct d'assainissement puis d'exploitation. Certaines passent en propriété collective, organisées en système collectiviste, ébauchant le système communautaire des Kibboutzim, qui exclut les non-juifs de leur direction. Au sein de ces Kibboutzim, une douzaine en 1920, émergent ou sont formés des cadres appelés à devenir l'élite d'un éventuel futur État juif. Le but des organisations sionistes est alors d'enraciner rapidement les colons juifs venus d'Europe dans le pays, de créer une société et une identité sionistes nouvelles autonomes en Palestine, autour de structures socio-économiques viables, capables de vivre de leurs propres productions, et de rendre leurs membres indélogeables.
Prenant conscience du caractère particulier, politique et massif, de l'immigration sioniste, le gouvernement ottoman impose de sévères restrictions à l'immigration et à l'achat de terres par les Juifs, sans parvenir à les enrayer totalement. À ce moment, la Palestine est divisée entre les districts d'Acre et de Balqa appartenant à la wilayet de Beyrouth, et le moutassarifat de Jérusalem. Le pays ne présente pas d'unité administrative et politique permettant d'agir d'un bloc, et les colons sionistes peuvent jouer sur la multiplicité des services et les failles de l'administration ottomane pour s'installer durablement. La crainte des sanctions à terme est d'autant plus faible que tous ont alors conscience que les jours de l'Empire, miné par ses pesanteurs administratives internes, par ses défaites répétées dans les Balkans, et qui ne parvient pas à se réformer, sont comptés.

#### Émergence du nationalisme palestinien
Le lent déclin de l'Empire ottoman, qui peine à se réformer, et l'écho très fort du mouvement européen des nationalités du XIXe siècle auprès des élites et intellectuels arabes amènent l’émergence au début du XXe siècle du nationalisme arabe dans les provinces ottomanes d'Afrique du Nord et du Moyen-Orient, particulièrement en Syrie, le terme « Syrie » étant à comprendre à l'époque dans son acceptation historique de « Grande Syrie », englobant le Liban et le nord de la Palestine.
Parmi ses figures émergentes, un des premiers théoriciens du nationalisme arabe est Negib Azoury, un maronite libanais très influencé par Maurice Barrès, qui a exercé comme fonctionnaire à Jérusalem et qui publie en français à Paris, en 1904, « Le réveil de la nation arabe dans l'Asie turque ». Poursuivi par le pouvoir ottoman, il fuit le pays mais continue son action en animant un petit groupe d'opposition en exil en Égypte, d'où il émet le projet de fonder une « Ligue de la patrie arabe », avec le soutien de la France.
En Palestine même, les notables traditionnels restent fidèles au sultan, calife de l'islam, mais un mouvement de contestation apparaît chez les jeunes gens instruits issus des familles de notables ou du monde du négoce, hésitant entre le nationalisme arabe et une simple demande de décentralisation. En mars 1908 à Jaffa, pendant la fête juive de Pourim, des affrontements opposent les immigrants juifs aux Arabes. En 1908 et 1910, la presse palestinienne fait campagne contre la vente de terres aux Juifs sionistes. L'opposition à l'absolutisme du sultan Abdülhamid II trouve aussi des échos chez les jeunes officiers ottomans des garnisons de Jaffa et de Jérusalem à la veille de la révolution des Jeunes-Turcs de 1908.
Très vite, la question de l'avenir de la Palestine, centrale dans le monde musulman, mais aussi pour les chrétiens et les Juifs, et qui fait l'objet de nombreuses prédations, s'impose aux grandes figures arabes. À partir de 1914, cette question devient d'autant plus pressante que la Première Guerre mondiale pousse les Européens à chercher des soutiens partout sur la scène internationale, et au sein des groupes de pression et des grands acteurs des sociétés civiles, et que l'un des mouvements les plus influents de l'époque est le mouvement sioniste, implanté un peu partout en Occident, qui dispose de moyens et de relais politiques, financiers et médiatiques puissants. Tous ont conscience qu'en cas de défaite de l'Allemagne et de l'Autriche-Hongrie, l'Empire ottoman s'effondrera définitivement, et que son immense territoire fera l'objet d'un partage entre les vainqueurs du conflit et leurs alliés.
Pendant la Première Guerre mondiale au Proche-Orient, la Palestine sert de base à l'armée ottomane pendant la campagne du Sinaï et de la Palestine. Elle est le point de départ de la première offensive de Suez (janvier-février 1915) puis de la seconde offensive (août 1916). En 1917, les Britanniques parviennent à rompre les lignes ottomanes et traversent le désert du Sinaï : après un échec devant Gaza (mars-avril 1917), ils s'emparent de Gaza et Bir es-Seba (septembre-octobre 1917) puis de Jérusalem et Jaffa (novembre-décembre 1917).
C'est dans ce contexte que le 2 novembre 1917, la Déclaration Balfour est adressée à l'homme politique sioniste britannique Lord Lionel Walter Rothschild par le gouvernement britannique, qui se déclare en faveur de l'établissement d'un « foyer national pour le peuple juif » en Palestine. Un an plus tard, la défaite de l'Allemagne fait prendre conscience aux grandes familles princières arabes qu'elles ont intérêt à se positionner vite auprès des Britanniques et des Juifs sionistes, pour pouvoir profiter des changements imminents. En 1919, l'émir Fayçal ibn Hussein, fils du roi du Hedjaz et futur roi de Syrie, et le scientifique Chaim Weizmann, futur président de l'Organisation sioniste mondiale, signent l'Accord Fayçal-Weizmann à la Conférence de paix de Paris, qui prévoit d'entamer une coopération judéo-arabe pour le développement d'un foyer national juif en Palestine, alors occupée par le Royaume-Uni, ainsi que la création d'une grande nation arabe unique sur la plus grande partie du Moyen-Orient.
Par le vide de pouvoir et de légitimité qu'il crée, et par les espaces de liberté et les opportunités qu'il ouvre, l'effondrement de l'Empire ottoman en 1920-1923 achève de rendre la question palestinienne explosive. Vainqueurs de la Première Guerre, la France et le Royaume-Uni reçoivent alors des mandats sur ses différents territoires arabes ayant vocation à être partagés. Confronté aux multiples projets de colonisation et de partage de son pays, et voyant que les Palestiniens n'ont pas de représentants et sont exclus de toutes les négociations, dès 1920, le mufti de Jérusalem Mohammed Amin al-Husseini devient l'un des principaux dirigeants du nationalisme palestinien. À ce titre, il s'oppose activement au sionisme et est considéré comme l'instigateur de 1921 à 1937 des émeutes en Palestine, dont le massacre d'Hébron en 1929.
En 1925, le haut notable syrien Izz al-Din al-Qassam lui emboite le pas et lance un premier appel au djihad (la lutte armée religieuse) pour soutenir son action politique, d'abord contre les Français en Syrie, puis très vite contre le mouvement sioniste et les Britanniques en Palestine mandataire, en prônant la lutte armée systématique  comme moyen d'action politique. Pour donner forme à son appel, il fonde en 1930 une organisation paramilitaire, la Main noire qui se lance dans des attaques contre les Juifs et les Britanniques en Palestine. De 1921 à 1935, ses actions sont coordonnées avec celles du grand-mufti Mohammed Amin al-Husseini. Le nationalisme palestinien est alors conforté par les déclarations antisionistes de l'ensemble des dirigeants arabes des régions limitrophes lors de la Conférence de Bloudan de 1937.
Pour comprendre la montée rapide des tensions et des violences dans le pays, et bien saisir les enjeux qui l'entourent et à bien des égards le dépassent, il faut resituer la Palestine à une échelle globale dans le contexte de nationalisme arabe naissant, redéfinissant ses identités : carrefour stratégique entre de multiples régions historiques du Proche-Orient, pont entre l'Afrique du Nord et l'Asie, charnière du monde arabe, fenêtre du Proche-Orient vers l'Occident, pays des lieux saints des trois grandes religions monothéistes, terre de pèlerinages internationaux depuis deux mille ans, destination historique des Croisades, objet d'un projet de colonisation communautaire ethnoreligieux de la part des Juifs d'Europe et d'Amérique, alors que la Première Guerre mondiale a établi en Europe le principe du droit des peuples à disposer d'eux-mêmes.
Tout contribue, à ce moment, à ce que la Palestine devienne un catalyseur de toutes les attentes et frustrations travaillant la région, et un enjeu international qui dépasse largement le simple cadre levantin, d'autant que le mandat pour la Palestine que la Société des Nations a donné au Royaume-Uni en 1920-1923 l'a placée sous la tutelle politique et administrative d'une puissance coloniale européenne lointaine qui favorise son développement, mais qui est prompte à le négocier entre ses différentes communautés selon ses intérêts, et qui a reçu pour mission d'y établir un « foyer national pour le peuple juif », prélude aux yeux de nombreux sionistes à la fondation d'un État juif.

#### La Palestine mandataire: Grande Révolte arabe et Livre blanc

Mandat britannique en Palestine et en Transjordanie.

Avec la défaite, en 1918, puis l'effondrement et le partage de l'Empire ottoman en 1920-1923, qui entraînent l'occupation du Proche-Orient par la France et le Royaume-Uni, commence la période de la « Palestine mandataire ». Cette expression, « Palestine mandataire », désigne deux choses. D'une part, elle fait référence au statut politique et administratif établi au profit du Royaume-Uni par la Société des Nations en Palestine et en Transjordanie en 1920, restreint à partir de 1923 à la seule Palestine. D'autre part, elle fait référence au pays concret auquel s'applique ce statut, connu jusqu'alors sous la seule appellation historique de « Palestine », en tant que réalité humaine et physique, et que potentielle entité étatique indépendante, arrêtée dans des frontières administratives claires et reconnues, situé entre le Jourdain et la Méditerranée, et le Liban et la mer Rouge.
Les termes exacts et la délimitation du mandat politique et administratif du Royaume-Uni sont le fruit de tractations entre Britanniques, Français, Arabes et Juifs, sur la base des différents accords et promesses passés entre eux entre 1914 et 1923. Au moment où ce mandat est établi, tous ont conscience que la période de la Palestine mandataire engage une étape préparatoire avant la prise d'indépendance du pays, et que cette étape a vocation à être d'assez courte durée, surtout en contexte de montée des nationalismes arabes et des premiers mouvements de décolonisation.
Dans les faits, ce régime couvrira effectivement une période assez courte. En effet, quoi qu'elle soit abrogée formellement en 1946, pour laisser place à un régime de tutelle, on considère communément que l'existence de la Palestine mandataire s'étend de 1920 à 1948, année du retrait britannique et de la proclamation d'indépendance de l'État d'Israël, soit une durée de vingt-huit ans. Mais ces vingt-huit années constituent des années charnières dans son histoire, tant du point de vue des clivages qu'elles produisent au sein de sa société, que de sa structuration comme État autonome viable, et futur État indépendant.
Conformément aux dispositions du mandat, la Palestine mandataire est administrée par un « haut-commissaire britannique pour la Palestine », nommé par le gouvernement du Royaume-Uni. Pour mener à bien sa mission, ce dernier est secondé par une administration mixte dominée par les Britanniques, qui s'occupe de la gestion courante des affaires et du développement économique du territoire. Dotée de tous les attributs d'un État fonctionnel, la Palestine mandataire dispose d'une monnaie propre, la livre de Palestine, étroitement liée à la livre sterling, de services publics (écoles, hôpitaux, etc.), d'une législation propre, complétée régulièrement par les administrateurs britanniques, de services postaux, de bureaux statistiques, d'archives, d'infrastructures modernes, d'une économie florissante très intégrée à la région, et de forces armées chargées de la défense du territoire et du maintien de l'ordre.
D'un point de vue juridique, la Palestine mandataire est régie par un Order in Council du 14 août 1922, modifié notamment le 24 juillet 1925. D'un point de vue historique, elle devient très vite le théâtre d'un conflit de plus en plus violent opposant Arabes et Juifs sionistes palestiniens, dont les revendications nationalistes respectives ne peuvent être conciliées par les Britanniques en contexte d'immigration de masse juive européenne.

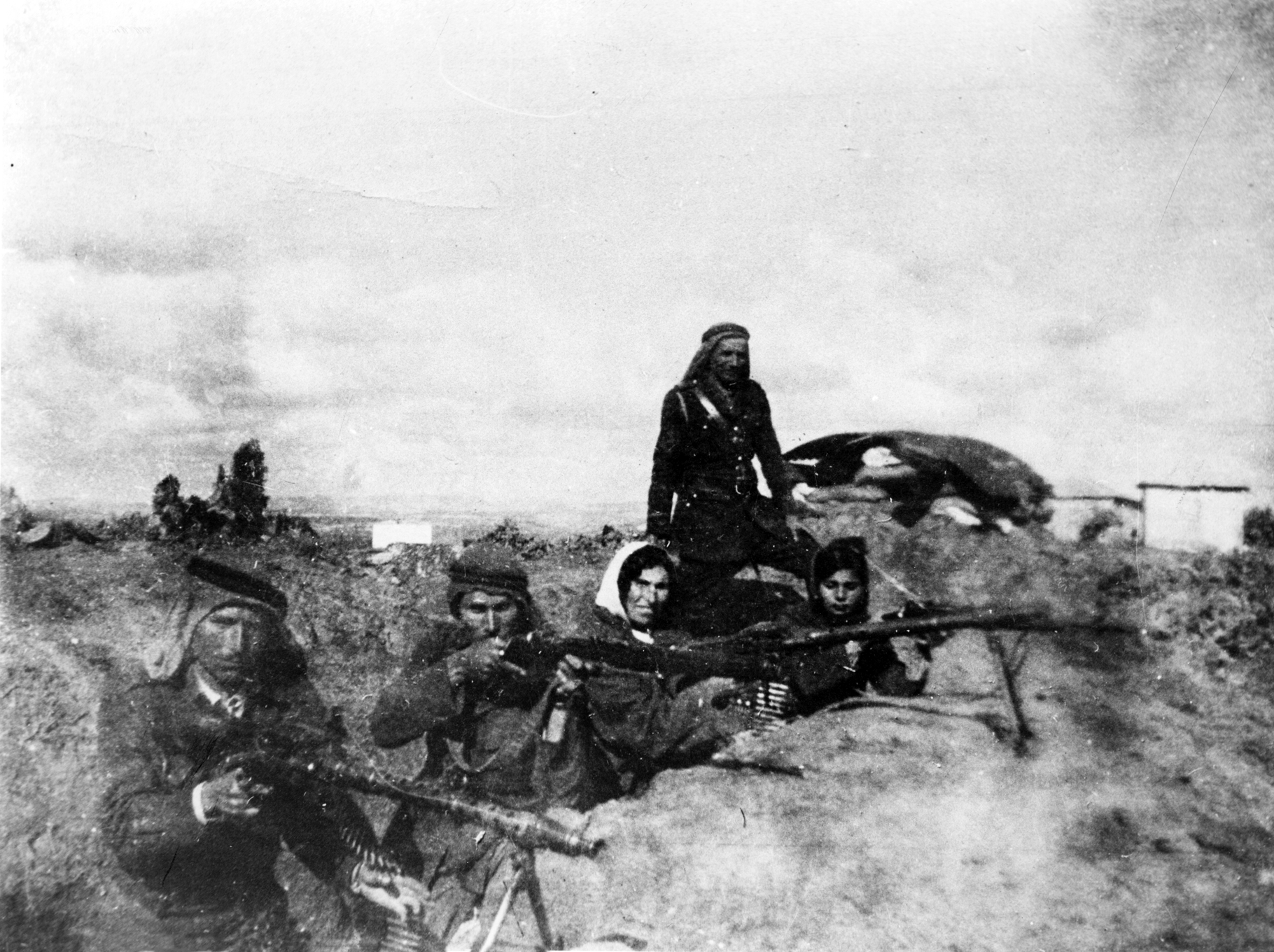
Insurgés arabes lors de la Grande Révolte arabe de 1936-1939.

Établi sous l'égide de la Société des Nations pour une durée limitée, le mandat britannique a pour objectif la mise en place en Palestine d’un « foyer national pour le peuple juif », préalable à l'indépendance du pays, en respectant le fait que rien soit « fait qui puisse porter atteinte aux droits civiques et religieux des collectivités non juives existant en Palestine», conformément aux engagements pris dans la Déclaration Balfour de 1917, repris dans les dispositions du mandat. Toutefois, constatant les tendances parfois hégémoniques de certains sionistes, la politique foncière et de colonisation très agressive de nombreuses organisations sionistes, et le caractère massif de l'immigration juive, tout au long du mandat, de nombreux responsables Britanniques, dont Winston Churchill, rappellent que leur mission est de permettre l'établissement en Palestine d'un foyer national juif, pas de transformer toute la Palestine en foyer national juif,.
Après la Grand révolte de la population arabe de 1936-1939, qui fait plus de 5 000 morts, et afin d'apaiser le la colère de la population arabe du pays, qu'ils craignent de voir basculer dans le camp de l’Allemagne à la veille de la Seconde Guerre mondiale, les Britanniques publient, en 1939, un troisième Livre blanc, par lequel ils s'engagent à réduire drastiquement l’immigration juive, limiter la vente de nouvelles terres aux Juifs, et annoncent que sous dix ans, la Palestine pourra devenir un État indépendant unitaire, comme l’exigent les dirigeants arabes palestiniens. Mais la Seconde Guerre mondiale, qui éclate en 1939, détache un temps les Britanniques des affaires internes palestiniennes, pour les forcer à se concentrer sur la défense de leur territoire et de leur empire, et elle relègue ces questions au second plan. À l'issue de la guerre, malgré les mesures de restriction, l'immigration juive reprend, alimentée par les flux de réfugiés et de rescapés du génocide des juifs d'Europe par l'Allemagne nazie.

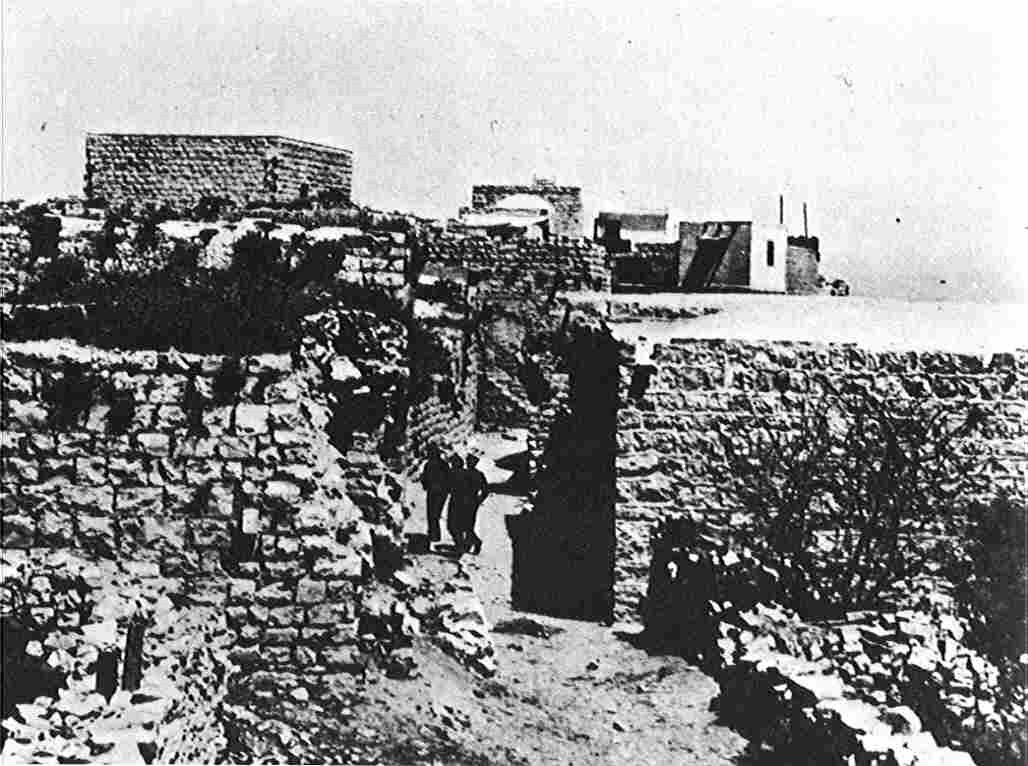
Le massacre de Deir Yassin de villageois palestiniens a été perpétré par des milices terroristes sionistes Irgoun et Lehi durant la guerre israelo-arabe de 1948-1949.

Sur l'ensemble de la période mandataire, la population du pays passe de 55 000 Juifs pour 560 000 Arabes en 1918 à 600 000 Juifs pour 1 200 000 Arabes en 1948. Les violences et les attentats se multipliant après 1945, et voyant que la situation devient ingérable, en février 1947, les Britanniques remettent la question de la Palestine et leur mandat à l’ONU. Celle-ci vote la partition de la Palestine en deux États, un État juif et un État arabe. Les Pays arabes et les Arabes de Palestine Palestiniens ayant rejeté le plan de partition proposé par l'ONU, ayant échoué à faire aboutir leur déclaration d'indépendance du 1er octobre 1949, et n'étant pas parvenus à empêcher la naissance de l’État d'Israël, à la fin du mandat britannique, et à l'issue de la guerre israelo-arabe de 1948-1949, le territoire de la Palestine mandataire a été partagé de fait entre Israël, l'Égypte et la Jordanie.

#### Plan de Partage de la Palestine mandataire et le conflit de 1947-1948

En ouvrant la perspective d'un départ des Britanniques, prélude à l'indépendance du pays, la fin de la Seconde Guerre mondiale fait basculer la Palestine mandataire dans une véritable Guerre civile. De part et d'autres de la société palestinienne, les attentats et les violences se multiplient. Les responsables juifs sionistes et arabes musulmans portent alors des projets d'indépendance opposés, et totalement incompatibles. Le conflit entre la communauté juive et la communauté arabe de Palestine devenant ingérable, les Britanniques décident en février 1947 d'abandonner leur mandat et de le remettre à l'ONU. Très vite, celle-ci propose de procéder au partage du territoire du pays, afin d'y créer deux États, un État juif et un État arabe, tout en faisant de Jérusalem et de ses alentours un corpus separatum sous statut international. Un plan de partage est présenté à l'Assemblée générale des Nations unies en novembre 1947, afin d'être soumis au débat et au vote.
Immédiatement, les Arabes palestiniens et les États arabes voisins rejettent ce plan et réclament l'indépendance de toute la Palestine, avec le maintien de son unité administrative et de son intégrité territoriale. Malgré leur rejet, le plan est voté le 29 novembre 1947. Entretemps le plan rejeté par la partie arabe a été accepté par la partie juive. Le 14 mai 1948, la veille de l'expiration du mandat britannique, David Ben Gourion proclame l'indépendance de l’État d'Israël. En réponse, le 20 septembre 1948, invoquant le droit à l'autodétermination pour les Arabes de la Palestine mandataire, la Ligue arabe déclare la création d'un gouvernement palestinien indépendant. Le 22 septembre un gouvernement arabe de toute la Palestine, est établi dans la Bande de Gaza occupée par l'Égypte. Cette décision n'est pas acceptée par la Jordanie, qui a alors pour projet de fusionner avec la Palestine en un État unique, et qui annexe les territoires qu'elle occupe. Quelques jours plus tard, une Assemblée constituante palestinienne se réunit, élit comme Président le grand-mufti Hadj Mohammed Amin al-Husseini et prend le nom de « Conseil national palestinien ». Cette Assemblée vote également une Constitution provisoire, mais cette proclamation n'est suivie d'aucune reconnaissance internationale.
La situation est alors complexe. Tout de suite après sa proclamation d'indépendance, cinq États arabes avaient déclaré la guerre à l'État d'Israël, afin de prendre la main sur le conflit. Sur le moment, leur intervention avait pu donner le sentiment aux Palestiniens d'un soutien massif. Mais en réalité, à partir de septembre 1948, leur manque de moyens, leur isolement et les ingérences directes parfois intéressées de ces États étrangers, aux stratégies souvent divergentes, et pas coordonnées, font perdre aux Palestiniens la maîtrise de leur destin. Depuis le 15 mai, des contingents de quatre des sept pays membres de la Ligue arabe de l'époque, l'Égypte, l'Irak, la Jordanie et la Syrie ainsi que l'Armée de libération arabe, ont envahi le territoire de l'ex-mandat britannique de Palestine. Au sein de ces forces armées dirigées par des chefs d'États, les Palestiniens n'ont alors qu'un rôle de supplétifs. La guerre, qui dure jusqu'en 1949, se solde par la défaite des armées arabes et des milices palestiniennes. Les Palestiniens qualifient cette défaite de « Naqba », la catastrophe.
En 1949, Israël signe des armistices séparés avec l’Égypte, le Liban, la Jordanie et la Syrie. Selon ces accords d'armistice, le territoire d'Israël comprend environ 78 % de la Palestine mandataire, soit 18 % de plus que défini par proposition de partition de l'ONU. Les lignes de cessez-le-feu, dénommées « Ligne verte », deviennent les frontières de facto de l'État d'Israël et des territoires palestiniens. La bande de Gaza et la Cisjordanie sont respectivement occupées par l’Égypte et la Jordanie, qui annexe le territoire qu'elle occupe ainsi que la Vieille ville de Jérusalem. Israël est reconnu dans ces nouvelles frontières, mais les annexions de la Bande de Gaza par l'Égypte, de la Cisjordanie et de Jérusalem-Est par la Jordanie ne sont pas reconnues par la communauté internationale. À la suite de ce conflit, environ 700 000 des 900 000 Arabes palestiniens ont fui ou ont été expulsés des territoires qui sont devenus l’État d'Israël, sans aucune perspective de retour.

#### Naissance de l'Organisation de libération de la Palestine
Pendant les deux décennies qui suivent la Nakba de 1948, les armistices de 1949, et l'annexion de ses territoires, la cause palestinienne minée par sa défaite face au nouvel État d'Israël cherche un second souffle. Cette démarche est d'autant plus difficile qu'elle se heurte à une forte hostilité de la Jordanie. Tout de suite après avoir annexé la Cisjordanie et Jérusalem-Est, le 20 décembre 1948, le roi Abdallah Ier a remplacé le meneur palestinien Mohammed Amin al-Husseini comme mufti de Jérusalem par son rival de longue date Husam al-Din Jarallah. L'assassinat du roi le 20 juillet 1951, à la veille de pourparlers secrets projetés avec Israël, par un militant partisan de Husseini, Mustafa Ashu, accentue encore l'hostilité jordanienne à la cause palestinienne. En guise de représailles, les autorités jordaniennes interdisent à al-Husseini et ses partisans de revenir à Jérusalem.
N'étant plus en mesure d'accéder à ses propres territoires, le gouvernement palestinien est entièrement transféré au Caire fin octobre 1948 et devient un gouvernement en exil, dénué d'assise territoriale. Si l'on en croit les renseignements israéliens, pendant les années 1950, al-Husseini maintient ses liens avec des cellules armées et orchestre des attaques en Israël, ainsi que de nombreux raids frontaliers depuis les territoires contrôlés par la Jordanie et l'Égypte, ce qui accroit sa popularité dans les pays arabes. En 1951, il participe au Congrès islamique mondial à Karachi, au Pakistan dont il est élu président. Sa présence aux autres congrès islamiques au Pakistan lui permet de renforcer sa popularité dans ce pays. En avril 1955, il assiste à la Conférence de Bandung en Indonésie, en tant que représentant du Yémen, afin d'encourager au soutien de la cause palestinienne dans les pays en voie de développement.
Cette conférence réunissant les pays du Sud constitue une étape importante vers la création du bloc des pays non alignés, qui devient vite un soutien crucial pour la cause palestinienne à l'ONU. À cette occasion, d'après l'historien Léon Poliakov, al-Husseini joue un rôle pivot dans l'alignement de pays africains et asiatiques sur les positions antisionistes défendues par les pays arabes. Tout au long de la conférence, le dirigeant palestinien s'efforce de « révéler les véritables visées sionistes » selon lui, à savoir « la constitution d'un vaste empire s'étendant du Nil à l'Euphrate, incluant la ville sainte islamique de Médine ». Si les autres orateurs arabes prononcent également des discours anti-israéliens pendant la conférence, al-Husseini est selon Poliakov le plus éloquent et convainc son auditoire au point que, selon le compte rendu paru dans Le Monde du 20 avril 1955, « la résolution anti-israélienne est le seul point d'accord de la conférence ». Gêné par cette influence, qui entrave ses propres ambition de leader des non-alignés, Nasser decide de dissoudre le gouvernement panpalestinien historique établi au Caire en 1959, en mettant en avant le projet panarabe d'une République arabe unie englobant la Syrie, l'Égypte et la Palestine.
Après ce premier coup dur porté par Nasser en 1959, la fondation de l'OLP en 1964 avec le soutien du dirigeant égyptien, et sous son autorité, marque la fin définitive de l'influence du gouvernement panpalestinien historique. Au cours des années suivantes, al-Husseini « disparaît graduellement dans la presse arabe » et il n'est plus vu aux conférences arabes ou islamiques. Le nationalisme palestinien connaît un regain d'influence en juin 1967 à l'issue de la Guerre des Six Jours, au cours de laquelle Israël conquiert les territoires annexés par la Jordanie en 1949, Jérusalem-Est incluse, ainsi que la bande de Gaza gérée par l'Égypte et le Golan appartenant à la Syrie. Mais à partir de ce moment, c'est l'OLP qui est à la manœuvre.

##### Un «État dans l'État» jordanien
Par ses structures et sa situation territoriale, l'OLP est une organisation complexe et difficile à appréhender, sorte de confédération de mouvements de résistance (Fatah, FPLP, FDLP), à la fois militaire et politique, ayant pour vocation de représenter la nation palestinienne privée de sa souveraineté, et en même temps d'organiser en son sein sa vie politique, et éventuellement de servir de base pour son retour et la construction d'un État le jour où elle obtiendra son pays. Une autre difficulté tient au fait que la nation palestinienne qu'elle prétend représenter est pour moitié dans des territoires palestiniens occupés ou annexés, et pour moitié réfugiée dans les pays limitrophes, notamment en Jordanie, où elle représente près de 75% de la population.
En s'appuyant sur cette population réfugiée, dans les années qui suivent sa fondation, le Fatah, une des organisations regroupées au sein de l'OLP de Yasser Arafat dont l'infrastructure est chassée de Cisjordanie, installe un véritable « État dans l'État » en Jordanie. Les régions de Jordanie où les Palestiniens rejettent en masse l'autorité du roi Hussein se multiplient. Depuis ces zones palestiniennes, l'OLP effectue des raids et des attaques terroristes contre le reste du territoire jordanien et contre Israël. Yasser Arafat appelle ouvertement au renversement de la monarchie hachémite en s’appuyant sur le fait que 75 % des habitants de la Jordanie sont alors Palestiniens.
Cette hostilité très forte de Yasser Arafat au pouvoir hachémite tient au fait que ce dernier nie l'existence et la légitimité de la résistance palestinienne depuis 1948, qu'il fasse tout pour la saper au niveau international, et qu'il ait purement et simplement annexé les territoires palestiniens limitrophes à son pays après la défaite de 1949, et proclamé le 27 juillet 1953 que Jérusalem-Est était la « capitale alternative du Royaume hachémite et faisait partie intégrante et inséparable de la Jordanie ». Faute de pouvoir disposer de leurs propres territoires, les Palestiniens décident donc après la Guerre des Six Jours de mettre la main sur le territoire jordanien, et de conquérir son État de l'intérieur.
En réaction, le 12 septembre 1970, le roi Hussein de Jordanie déclenche des opérations militaires contre les fedayins de l'Organisation de libération de la Palestine, pour restaurer la légitimité de sa monarchie à la suite de plusieurs tentatives palestiniennes de coups d'État pour la renverser. La violence des combats fait plus de dix mille morts, en majorité des civils palestiniens. Le conflit entre l'armée jordanienne et l'OLP dégénère et se poursuit jusqu'en juillet 1971, date à laquelle Arafat et ses combattants sont finalement expulsés de Jordanie et trouvent refuge au Liban, sous protection de la Syrie.

##### «Fatahland» au Liban
Après son expulsion de Jordanie et son installation au Liban en 1971, l'OLP parvient à prendre le contrôle du sud du pays, qui prend le surnom de « Fatahland », et elle se met à lancer des attaques contre le nord d'Israël. La présence et les actions de l'OLP dans le sud du pays déséquilibrent la vie politique fragile du Liban, pays multiconfessionnel, au point qu'en 1975, la situation dégénère en guerre civile entre soutiens musulmans, panarabistes et socialistes des Palestiniens, et partisans chrétiens et occidentalistes d'Israël. En réaction aux attaques qu'il essuie, et aux désordres qui déstabilisent son voisin, le 6 juin 1982, Israël déclenche l'Opération Paix en Galilée qui vise à expulser l'OLP du Liban du Sud et à y établir un État chrétien allié avec le soutien de milices chrétiennes libanaises des phalangistes.
À l'issue du siège de Beyrouth par l'armée Israélienne, en août 1982, l'OLP est forcée de quitter le Liban pour se réfugier à Tunis. Profitant de ce départ, et déterminées à extirper toute influence palestinienne de leur pays, et à reprendre en main leur territoire, du 16 au 18 septembre 1982, les milices chrétiennes phalangistes libanaises massacrent les Palestiniens du quartier de Sabra et du camp de réfugiés palestiniens de Chatila, situés à Beyrouth-Ouest. Ces dernières justifient le massacre par une vengeance de l'assassinat de leur dirigeant, le président libanais Bachir Gemayel quelques jours plus tôt.
Ces évènements au Liban constituent un immense revers pour l'OLP et le nationalisme palestinien, qui perdent un point d'appui territorial essentiel, et sont vus de plus en plus comme des éléments de déstabilisation par les Etats arabes de la région. La victoire israélienne n'est de son côté que partielle : les forces israéliennes, puis leurs alliés chrétiens doivent se retirer à leur tour du sud du Liban, où le Fatah est très vite remplacé par un nouvel ennemi, le Hezbollah.

##### Première Intifada
Déterminé à éradiquer totalement l'OLP, en 1985, le Premier ministre d'Israël, Shimon Peres, fait organiser le raid israélien contre le quartier général de l'OLP à Tunis ; 50 Palestiniens et 18 Tunisiens sont tués. L'échec de la stratégie terroriste du mouvement, sa situation difficile et sa perte d'influence, amènent alors ses dirigeants à essayer d'élaborer une nouvelle stratégie, en se concentrant sur le sort des territoires palestiniens occupés. C'est dans ce contexte qu'intervient un soulèvement spontané des Palestiniens dans ces mêmes territoires contre l'Autorité israélienne, entre 1987 et 1993, qui s'accompagne d'émeutes populaires et d'attentats contre les colons et les militaires israéliens, ainsi que de conflits entre factions palestiniennes.
Ces évènements, connus sous le nom de Première intifada (littéralement : « première guerre des pierres »), conduisent à une vague de répression israélienne inédite dans les territoires palestiniens occupés, qui choquent par la disproportion des moyens ainsi que le déséquilibre des situations. Les images diffusées dans les grands médias internationaux, montrant notamment des enfants palestiniens armés de pierres faire face à des militaires israéliens dans des tanks, ont un impact immense au niveau mondial. Ce soulèvement populaire, indépendant de l'OLP aboutit à la relance des revendications nationalistes palestiniennes dès 1988, et permet à l'OLP de se remettre en selle, mais en changeant de méthode.
En 1988, l'OLP accepte les résolutions 242 et 338 de l’ONU comme base pour une conférence internationale qui permettrait à la Palestine d'obtenir l'autodétermination : rejet du terrorisme comme moyen d'action et reconnaissance de l'État d'Israël. L'OLP avait implicitement accepté dès 1973 l'existence de l’État d’Israël et modifiera officiellement en avril 1996 sa charte au profit de la solution à deux États,,. Choquées par ce changement de méthode, de nombreuses voix au sein du mouvement national palestinien s’élèvent contre une OLP jugée trop modérée. Le Hamas, proche des Frères musulmans, est fondé en 1987 dans le sillage de la première intifada. Les autorités israéliennes favorisent dans un premier temps le développement de l'organisation islamiste afin d'affaiblir l'OLP. Malgré ces oppositions internes, l'OLP décide de proclamer le 15 novembre 1988 à Alger un « État de Palestine » indépendant, avec le soutien du Conseil national palestinien.

### Proclamation de l'indépendance à Alger en 1988

#### Reconnaissance de l'indépendance de la Palestine par l'Assemblée générale de l'ONU, puis par de nombreux pays
Un mois après sa déclaration d'indépendance d'Alger, le 13 décembre 1988, Yasser Arafat s'adresse à l'Assemblée générale des Nations unies à Genève et réitère la déclaration d'indépendance de l'État de Palestine avec Jérusalem pour capitale. Il réaffirme le droit au retour des réfugiés palestiniens et leur droit à l'autodétermination. Il ajoute son souhait de voir les États de la région bénéficier de la paix, la sécurité et la stabilité et il condamne le terrorisme sous toutes ses formes. À la demande des États-Unis qui lui avaient refusé son visa pour faire la déclaration à New York, il précise de nouveau le 14 décembre que ses vœux de paix concernent « l'État de Palestine, Israël et les autres voisins », qu'il « renonce à toute forme de terrorisme, incluant le terrorisme individuel, de groupe ou d'État » et qu'il reconnaît les résolutions 242 et 338 du Conseil de Sécurité comme base de négociation. Il conclut : « Nous voulons la paix. Nous voulons la paix. Nous sommes engagés pour la paix. Nous voulons vivre dans notre État palestinien. »
Le 15 décembre, la proclamation d'indépendance est reconnue dans la résolution 43/177 de l'Assemblée générale des Nations unies par 104 votes pour, 36 abstentions et 2 contre (les États-Unis et Israël). Dans les mois qui suivent le vote de l'ONU, l'État palestinien est reconnu par un total de 92 États. Reconnue comme son seul représentant légitime, l'OLP siège dorénavant à l'ONU en tant qu'observateur permanent, sous le nom de « Palestine », et entretient des relations diplomatiques ou quasi diplomatiques avec de nombreux États. Forte de ce soutien et de cette reconnaissance, dans la foulée, l'OLP engage une politique active de négociations avec l'Etat d'Israël, afin d'obtenir la dévolution des territoire palestiniens occupés, et de pouvoir y établir un État palestinien souverain, indépendant et fonctionnel.
Une série d'évènements internationaux favorisent l'avancée de la cause palestinienne. Alors que l'OTAN est libérée d'une pression par l'effondrement de l'URSS et la fin du rideau de fer en Europe, le déclenchement de la guerre du Golfe en 1991 fait prendre conscience aux États-Unis de la nécessité de l'ouverture de négociations multilatérales pour régler l'ensemble des problèmes du Proche-Orient et du Moyen-Orient. Dans ce but, George Bush demande à son Secrétaire d'État, James Baker, de prendre contact avec les dirigeants palestiniens et israéliens afin de les mettre autour d'une même table pour discuter. Une première série de négociations se déroulent en Europe, lors de la conférence de Madrid de 1991, puis à Washington, mais piétinent.
Ces difficultés aggravent la crise d'influence et de légitimité que connaît l'OLP de Yasser Arafat, remise en cause en Palestine même pour sa stratégie de compromis. D'autant que lors de la guerre du Golfe, Yasser Arafat avait pris fait et cause pour Saddam Hussein, soutien historique de l'OLP, provoquant en représailles un embargo financier des Territoire occupés de la part des pétromonarchies du Golfe. En 1992, constatant l’érosion de l’influence de son organisation au sein de sa population, Yasser Arafat décide, pour débloquer les négociations, d'adopter le « plan Léopard » par lequel il accepte des concessions de taille à Israël, notamment l'éclatement du territoire palestinien qui deviendrait ainsi une sorte de « peau de léopard », d'où le nom du plan. L'établissement d'un canal secret entre Israéliens et Palestiniens prend forme.

#### Accords d'Oslo et accords intérimaires

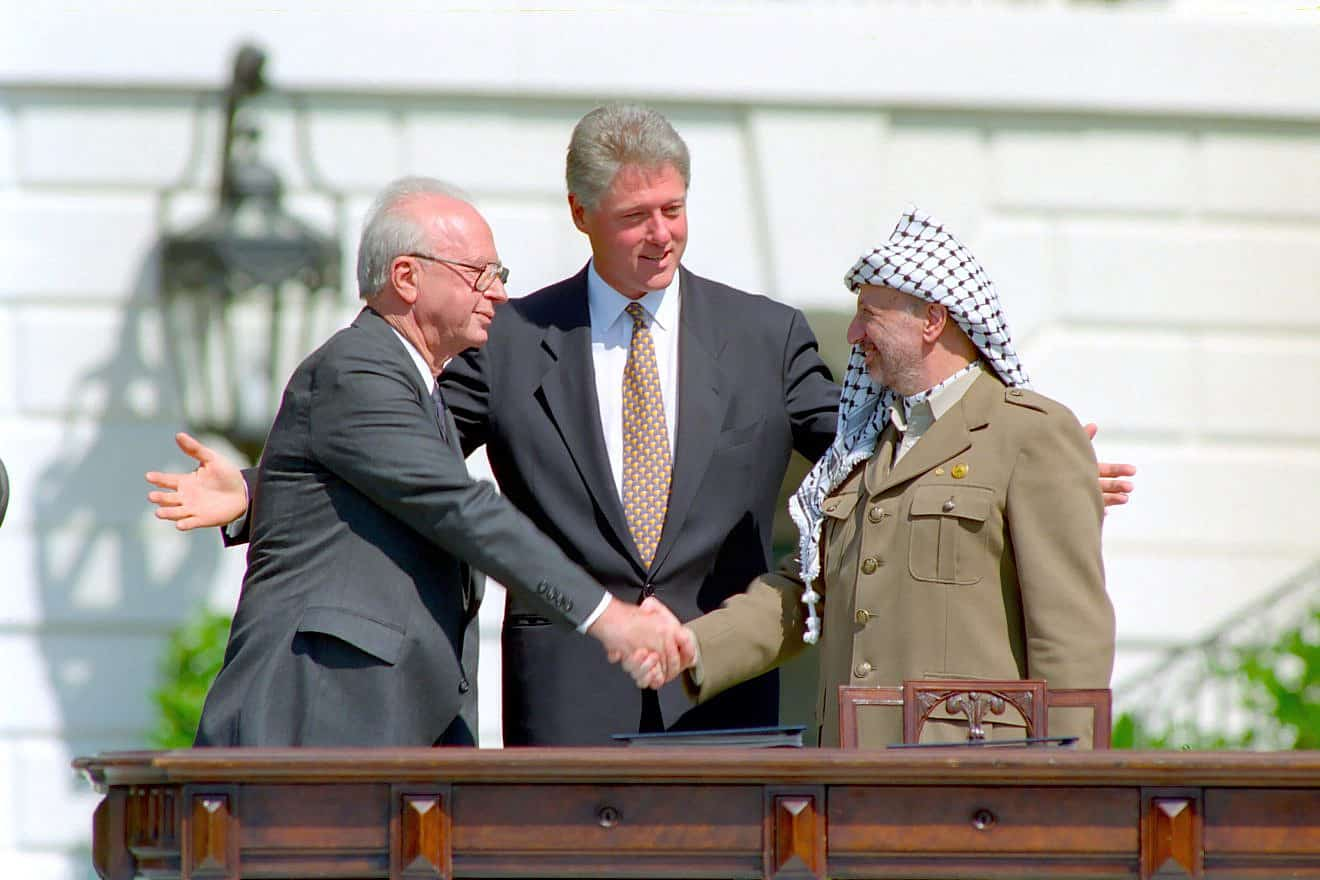
Yitzhak Rabin, Bill Clinton et Yasser Arafat durant les accords d'Oslo le 13 septembre 1993.

À l'issue de plusieurs mois de tractations et de lourdes concessions de part et d'autre, le 7 juillet 1993, les accords d'Oslo sont signés et établissent un accord de principe entre Israël et l'OLP, représentante officielle de la Palestine. Ces accords, qui arrêtent le principe d'une future autonomie palestinienne à Jéricho et à Gaza, sont formalisés publiquement le 13 septembre à Washington sous le parrainage du président Bill Clinton par une vive poignée de mains entre le Premier ministre d'Israël, Yitzhak Rabin, et Yasser Arafat. Ils s'accompagnent d'une déclaration de reconnaissance mutuelle de l'OLP et d'Israël. En préalable à cette reconnaissance mutuelle le 19 janvier 1993, le Parlement israélien avait abrogé la loi interdisant les contacts avec l'OLP. En contrepartie, l'OLP abrogera, le 26 avril 1996, les articles de sa charte affirmant que le « combat armé est le seul chemin pour libérer la Palestine ».
Le 4 mai 1994, L'OLP et l'État d'Israël signent l'accord « Oslo I » au Caire (Égypte), prévoyant l'autonomie de la bande de Gaza et de la ville de Jéricho (Cisjordanie). Le 28 septembre 1995, Israël et l'OLP signent à Washington l'accord intérimaire sur la Cisjordanie et la bande de Gaza, négocié à Taba (parfois appelé « Oslo II »), qui étend l'autonomie en Cisjordanie et prévoie une série de retraits israéliens par étapes. Mais l'assassinat en novembre 1995 d'Yitzhak Rabin par Yigal Amir, un extrémiste israélien, met à mal ce processus.

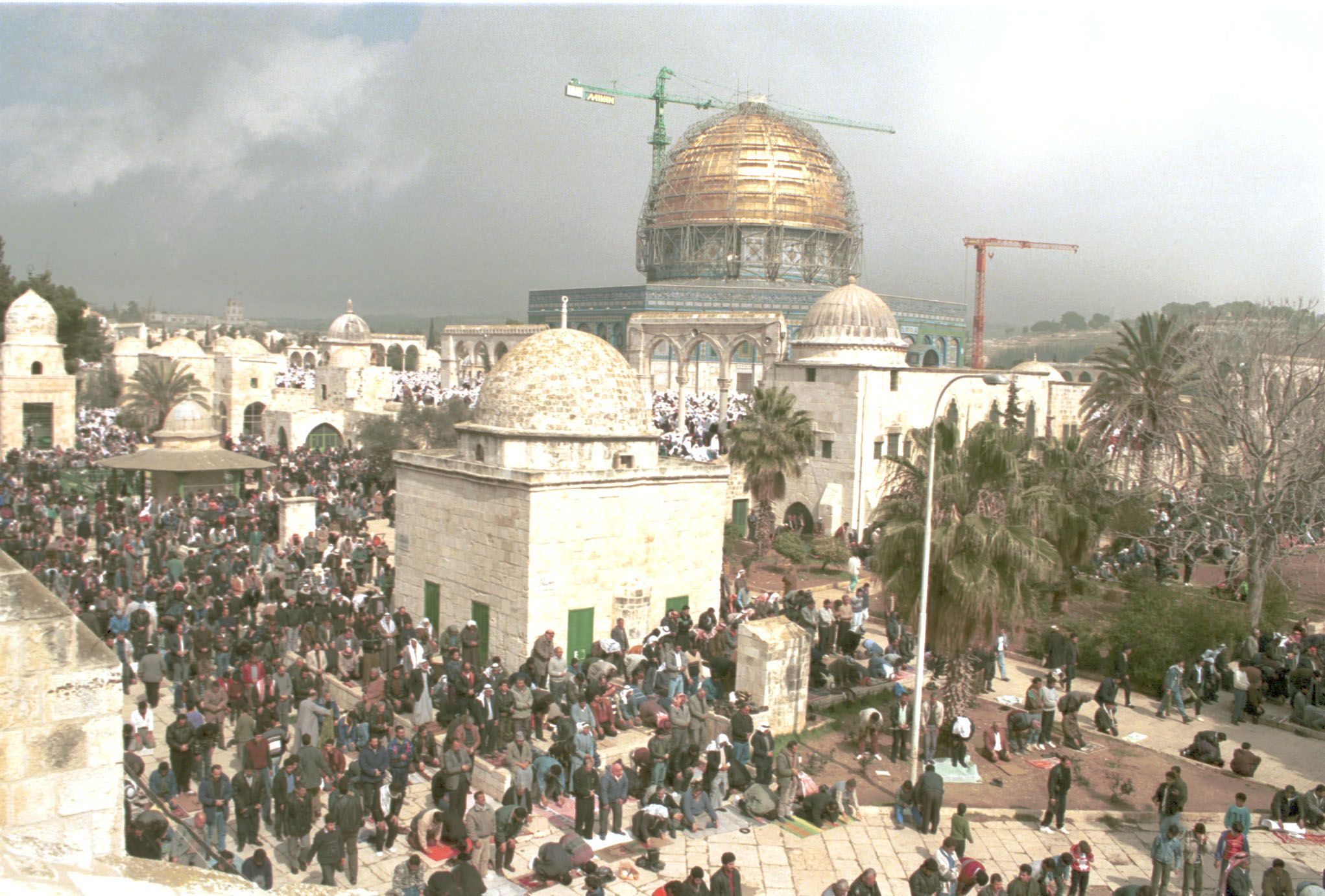
Troubles civils à Jérusalem en février 1994 suite au massacre du Tombeau des Patriarches commis par un colon israélien.

En théorie la concrétisation sur le terrain de l'État palestinien, conçue dans les accords d'Oslo, est censée intervenir en décembre 1998 selon des modalités préparées en commun par le gouvernement israélien et l'Autorité palestinienne. Et la signature des accords de Wye Plantation prépare de nouveaux retraits israéliens en Cisjordanie. Cependant le nouveau gouvernement israélien qui succède à Rabin annonce vouloir garder le contrôle sur de nombreuses régions en Cisjordanie, même si les accords de paix aboutissent. Par ailleurs, malgré le mécontentement de l'Union européenne et des États-Unis, le gouvernement israélien englobe plusieurs colonies dans la supermunicipalité de Jérusalem qu'il vient de créer. En réaction, le 25 mars 1999, l'Union européenne réaffirme le droit à l'autodétermination des Palestiniens et à celui de créer un État. Le 4 septembre suivant, la signature du mémorandum de Charm el-Cheikh semble ouvrir la voie à un traité de paix. Mais parallèlement à ces avancées, Israël intensifie la colonisation des territoires occupés, tandis que le Hamas et d'autres groupes terroristes palestiniens lancent des campagnes d'attentats au cœur d'Israël.

#### Seconde Intifada
Malgré la colonisation et les atermoiements israéliens, et en dépit des activités terroristes du Hamas, le processus de dévolution des territoires occupés se poursuit et permet à l'Autorité palestinienne d'étendre sa zone de souveraineté. Le 21 mars 2000, après un nouveau retrait de l'armée israélienne de 6 % de la Cisjordanie, l'Autorité palestinienne reprend le contrôle — total ou partiel — sur 40 % de son territoire. Cette reprise de contrôle s'accompagne du développement d'une administration palestinienne, principalement issue  des rangs de l'OLP, qui assure les services publics et la gestion courante du pays.
Le 28 septembre 2000 débute la seconde intifada ou Intifada al-Aqsa. Ce matin-là, Ariel Sharon alors ministre de la Défense visite l'esplanade des Mosquées. Cet acte vu comme une provocation est à l'origine d'émeutes, et le lendemain, les manifestants palestiniens sur l'Esplanade lancent des projectiles sur les fidèles juifs au pied du Mur des Lamentations, blessant notamment le chef de la police. Cet événement marque le point de départ de la seconde intifada. Dans ce contexte, pour réaffirmer son soutien au processus de dévolution cours et à la construction de l'Etat de Palestine, en mars 2002, cinquante-cinq ans après le vote de la résolution 181 instituant le partage de la Palestine, le Conseil de sécurité de l'ONU adopte la résolution 1397 qui évoque pour la première fois l'existence d'un État palestinien aux côtés d'Israël. Cette résolution, qui consacre diplomatiquement principe de la solution à deux Etats, est adoptée par quatorze voix et une abstention, celle de la Syrie.

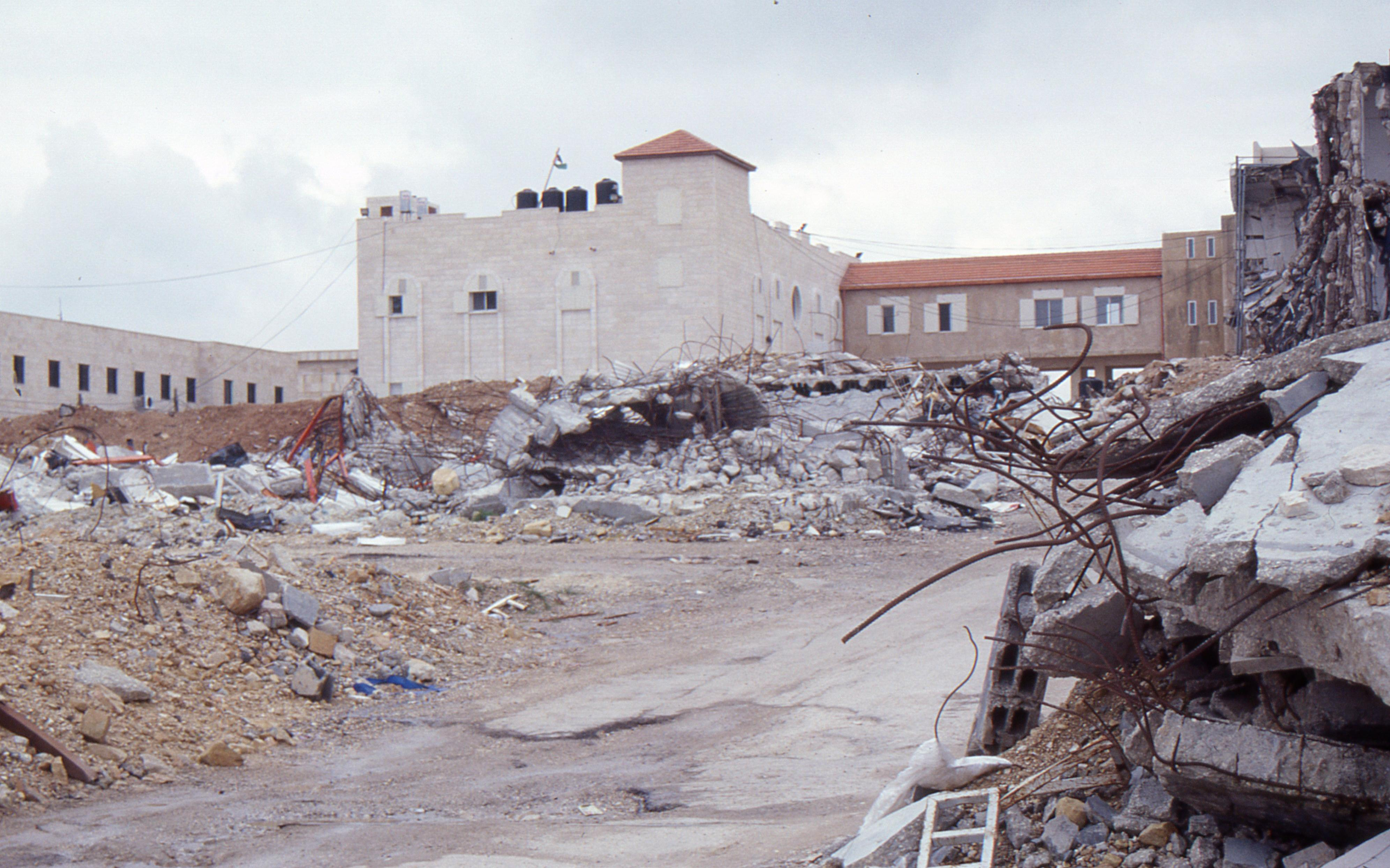
La Mouqata'a de Ramallah partiellement détruite en avril 2002.

En réaction, les opposants à cette solution à deux États entrent dans une surenchère de violences, afin de ruiner tout le processus en cours. Alors qu'elle avait commencé par une insurrection populaire, la seconde Intifada évolue et prend alors la forme d'une série d'attentats-suicides commis par le Hamas. En réaction, les Israéliens réoccupent les villes palestiniennes autonomes au cours de l'opération Rempart en avril 2002, détruisant partiellement le siège de l'Autorité palestinienne à Ramallah, et ils entament la construction d'une immense barrière de séparation entre les territoires palestiniens de Cisjordanie et Israël, pour empêcher la circulation des terroristes. Voyant que le attaques contre son territoire se poursuivent au sud, en 2004, l'armée israélienne lance les opérations Arc-en-ciel et Jours de pénitence dans la Bande de Gaza, où le Hamas est solidement implanté, et occupe militairement le territoire.
Le caractère protéiforme, souvent imprévisible et spontané des violences, et les multiples acteurs impliqués, font que la fin de la Seconde intifada est très difficile à saisir. D'après certains observateurs, le soulèvement prend fin en 2003 avec l'amorce de la Feuille de route pour la paix du Quartet pour le Moyen-Orient, qui établit un accord sur une trêve avec Israël, entre les différentes factions palestiniennes, et marque le début des pourparlers de paix entre Ariel Sharon et Mahmoud Abbas. D'autres auteurs considèrent qu'il a pris fin en 2004 avec la mort de Yasser Arafat. D'autres encore avec le cessez-le-feu observé par le Hamas, qui est la conséquence pour certains de mesures politiques et diplomatiques, ou de la force de dissuasion des assassinats ciblés pour d'autres. La borne la plus large communément admise pour délimiter la durée de la Seconde intifada est l'année 2005, marquée notamment par la rencontre de Charm el-Cheikh entre Ariel Sharon et Mahmoud Abbas, et le désengagement unilatéral israélien de Gaza, contre la paix,,, qui fait basculer les Palestiniens dans de nouvelles problématiques politiques et de nouvelles luttes internes.

#### Plan de désengagement de la bande de Gaza
Le 2 février 2004, le Premier ministre d'Israël, Ariel Sharon, annonce le démantèlement des colonies à Gaza et le retrait unilatéral des forces armées israéliennes du territoire. Le plan concerne les 21 colonies de la bande de Gaza et 4 colonies de Cisjordanie. Le 12 septembre 2005, toutes les colonies de Gaza sont démantelées et les derniers soldats retirés. La bande de Gaza passe alors en partie sous l'administration de l'autorité palestinienne, tandis qu'Israël conserve le contrôle total des frontières, des eaux territoriales et de l'espace aérien,. À la suite de ce retrait israélien de la bande de Gaza, achevé le 12 septembre 2005, le point de passage de Rafah est géré par l'Autorité palestinienne sous surveillance vidéo de l'Union européenne. Rapidement, de nombreux accrochages opposent miliciens du Fatah et du Hamas jusqu'à la victoire de ce dernier et à sa prise de contrôle de la Bande de Gaza en juin 2007.

#### Mort de Yasser Arafat, élection de Mahmoud Abbas et prise de contrôle de Gaza par le Hamas
En raison du poids historique et de l'emprise qu'il avait au sein du mouvement national palestinien, le décès de Yasser Arafat le 11 novembre 2004 constitue un évènement important, qui contribue à modifier les rapports de force entre les différentes factions palestiniennes et à ouvrir de nouvelles perspectives à ses opposants. Deux mois après son décès, le 9 janvier 2005, Mahmoud Abbas est élu président de l'Autorité palestinienne en se présentant comme son héritier politique. À ce moment, la « vieille garde» du Fatah est en proie au népotisme, à la corruption, et sa politique conduit à une forte hausse de la criminalité ainsi qu'au déclin des prestations des services publics dans les territoires palestiniens. Le retrait unilatéral israélien de la Bande de Gaza, effectué dans ce contexte, en 2005, sans concertation avec l'Autorité palestinienne, favorise la progression rapide du Hamas dans le territoire, où la population connait de graves difficultés matérielles, manque de tout, et se sent abandonnée.
La grande crise sociale et sécuritaire touchant le pays, qui se double d'une crise morale, devient alors une crise de régime. Par le mécontentement qu'elle génère et le discrédit qu'elle jette sur les candidats officiels, cette situation contribue largement à la victoire du Hamas aux élections législatives palestiniennes de janvier 2006, en particulier dans la Bande de Gaza, où il fait des scores élevés. À l'issue de ces élections, très disputées, le Hamas obtient 48,3 % des suffrages face au Fatah à 43,8 %, et il est donc autorisé à former un gouvernement. Très vite, malgré sa légitimité démocratique, le caractère subversif du Hamas, qui rejette la stratégie de négociations du Fatah visant à établlir la paix avec Israël par la « solution à deux Etats », amène ses adversaires à refuser de jouer le jeu des institutions, et à engager un bras de fer très dur avec lui.
À partir de mars 2006, les commandants du Fatah refusent d’obéir aux ordres du gouvernement dirigé par le Hamas, tandis que sous la houlette de son nouveau président, l'Autorité palestinienne lance une campagne d'assassinats et d'enlèvements contre ses dirigeants. À l'époque, la plupart des fonctionnaires de l'État de Palestine naissant sont d'anciens membres du Fatah, et les forces de sécurité palestiniennes sont essentiellement formées des anciennes brigades de combattants du Fatah. En réaction, le Hamas entreprend des représailles du même ordre. Plusieurs tentatives sont menées par les deux factions pour parvenir à un accord de partage du pouvoir, mais elles aboutissent toutes à des échecs.
Dans ce contexte, pour reprendre la main politiquement et mettre la pression sur le Hamas, Mahmoud Abbas déclare, le 25 mai 2006, qu'il organisera un référendum national sur la base du texte connu comme le document des prisonniers, qui appelle à la création d'un État palestinien dans les frontières de 1967, si le Hamas ne répond pas favorablement à sa proposition d'union nationale dans un délai de dix jours. La question posée aux Palestiniens serait alors : « Acceptez-vous, ou non, le document élaboré au début du mois par des dirigeants palestiniens détenus en Israël ? ». Ce document appelle à l'établissement d'un État palestinien en Cisjordanie, dans la bande de Gaza et à Jérusalem-Est, territoires conquis par Israël à l'occasion de la guerre de 1967. Fruit d'un de concessions et d'un compromis difficiles à obtenir, il a été négocié pendant quatre semaines par d'importants prisonniers appartenant au Hamas et au Fatah dans la prison israélienne de Hadarim, où se trouve actuellement en détention le dirigeant du Fatah, Marouane Barghouti[réf. nécessaire].
Déterminé à s'imposer comme le seul meneur du pays, et à imposer sa stratégie, le nouveau président de l'Autorité palestinienne réaffirme lors d'une réunion de dirigeants palestiniens qu'il existe un consensus national sur les frontières du futur État palestinien : « Tous les Palestiniens, du Hamas jusqu'aux communistes, nous tous voulons un État palestinien dans les frontières de 1967. Voilà ce qui est à notre portée, ne parlons pas de nos rêves. » Il précise que, si dix jours de dialogue entre le Hamas et le Fatah (dialogue qui a commencé) ne débouchent pas sur un programme commun, il organisera un référendum dans les quarante jours qui suivent. Interrogé sur le soutien dont auraient besoin les Palestiniens pour créer leur État indépendant, Abbas déclare alors : « Les États arabes attendent que nous adoptions cette attitude de réalisme, pour pouvoir travailler en harmonie et faire avancer la cause palestinienne. Ils ne peuvent rien faire pour la cause palestinienne si les Palestiniens s'opposent à tout. » Par cette déclaration, qui confirme la rupture avec les meneurs les plus radicaux du Hamas, et reconnaît tacitement le droit à exister d'Israël, le nouveau président palestinien entend poser une ligne claire de realpolitik, lui permettant d'être audible et crédible auprès de ses potentiels soutiens internationaux et de sa population, et s'inscrire de façon volontariste dans la continuité de Yasser Arafat.
Mais la stratégie de Mahmoud Abbas se heurte à l'opposition frontale du Hamas, qui se sait en position de force dans la Bande de Gaza depuis le retrait israélien de 2005 et les élections de 2006. Le conflit gagne alors en intensité, au point de dégénérer en véritable guerre civile, avec des affrontements de rue violents. De janvier 2006 à mai 2007, plus de six cent Palestiniens sont tués dans les combats à Gaza. À l'issue de plusieurs mois d'affrontements, le 12 juin et le 14 juin 2007 le Hamas chasse définitivement l'OLP de Gaza dans le cadre d'une grande offensive contre les attributs du pouvoir présidentiel de Mahmoud Abbas et plus généralement contre les forces du Fatah. La Croix-Rouge internationale estime que plus de 550 personnes sont blessées et au moins 116 tuées au cours de ces affrontements. Cet épisode, qui consacre la rupture définitive entre les deux grands partis palestinien, le Hamas et le Fatah, aboutit à une cassure de l'État palestinien naissant en deux. À partir de juin 2007, à la suite de la prise de contrôle de Gaza par le Hamas, l'Autorité palestinienne établie à Ramallah n'exerce plus le pouvoir et n'assume plus le fonctionnement ni le financement des services civils dans ce territoire, qui devient indépendant de fait, et qui se dote après 2009 d'un président à part, Abdel Aziz Doweik. En réaction à cette prise de pouvoir du Hamas, les autorités égyptiennes ferment leur frontière avec la Bande de Gaza.

#### Affrontements militaires avec Israël
En décembre 2008, l'État d'Israël lance l'opération militaire Plomb durci. L'objectif est de faire cesser les tirs de roquettes du Hamas sur des villes israéliennes proches de Gaza. Le 18 janvier 2009, Israël déclare et applique un cessez-le-feu unilatéral à 2 h (heure locale). Cette opération militaire suscite une large réprobation dans l'opinion internationale, en raison du caractère jugé « disproportionné » de la riposte israélienne, du nombre de victimes civiles parmi les Palestiniens et des allégations d'utilisation par l'armée israélienne d'armes dont l'usage est restreint ou limité par le droit international humanitaire.

#### Offensive diplomatique palestinienne

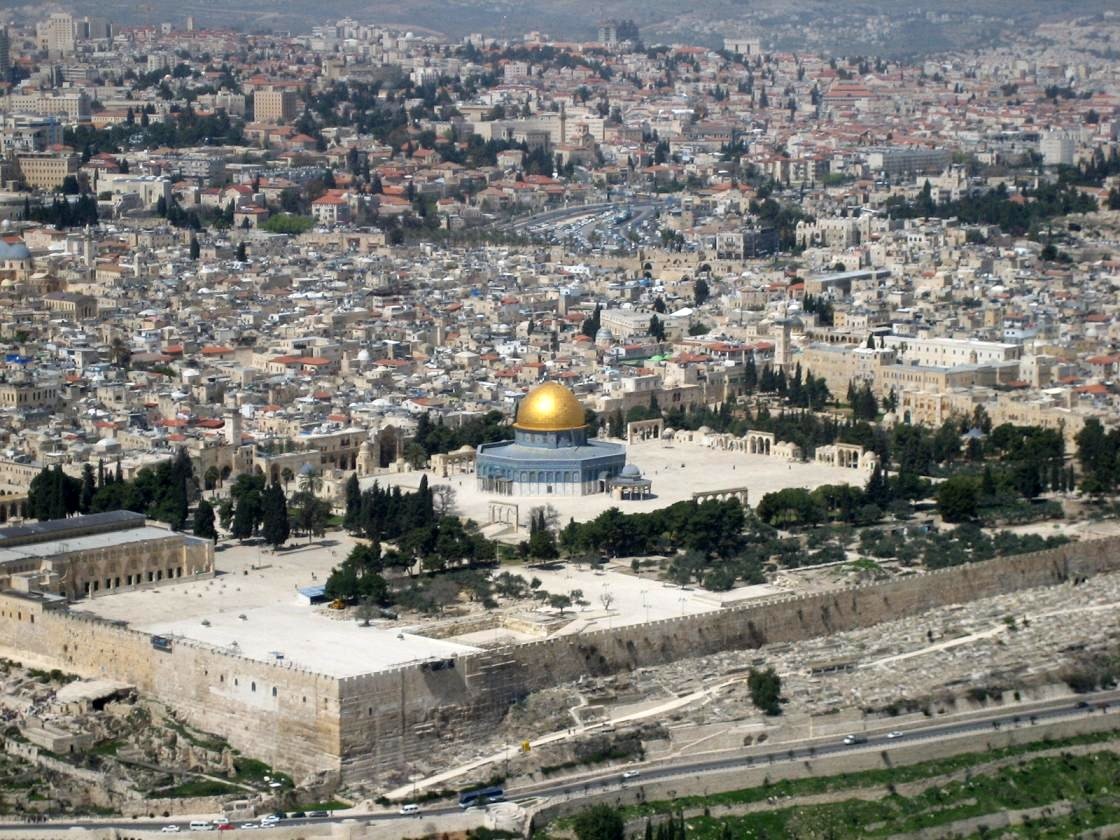
Panorama de Jérusalem. Le dôme du Rocher se dresse au centre de l'Esplanade des Mosquées bâtie sur le Mont du Temple, dont le dernier vestige est le Mur des Lamentations inclus dans les Remparts de la Vieille Ville. La mosquée al-Aqsa est visible en bas à gauche de l'image. Jérusalem est d'une importance symbolique centrale dans le volet religieux du conflit israélo-palestinien car elle contient de nombreux lieux saints pour les trois religions monothéistes.

Constatant le gel du processus de paix, le Président palestinien Mahmoud Abbas opte pour l'offensive diplomatique[réf. nécessaire], afin de forcer la reconnaissance, depuis l'extérieur, de l'Etat palestinien, et d'obtenir que la communauté internationale pèse de tout son poids sur l'Etat d'Israël. Le 13 juillet 2008, l'État de Palestine figure parmi les États membres fondateurs de l'Union pour la Méditerranée. La présence conjointe des dirigeants israéliens et palestiniens lors des réunions préalables est considérée comme un succès pour l'organisation, qui ambitionne d'offrir un cadre favorisant la paix au Proche-Orient. Le 24 septembre 2011, Mahmoud Abbas demande officiellement à la tribune des Nations unies l'adhésion de l'État palestinien à l'ONU. La demande est votée par l'Assemblée Générale et passe favorablement devant le Conseil de Sécurité mais les États-Unis mettent leur véto.
Le 31 octobre 2011, l'Unesco admet la Palestine en tant qu'État membre. Comme elle n'est pas encore un État membre des Nations unies, son admission a dû se faire par la recommandation du Conseil exécutif qui s'est ensuivie d'un vote favorable à la majorité des deux-tiers des États membres de l’ONU présents et votants à la Conférence générale. Le vote a été obtenu avec 107 voix pour, 14 voix contre, et 52 abstentions. L'admission de l'Etat palestinien comme membre de l'UNESCO constitue une victoire diplomatique importante pour l'Autorité palestinienne, et ouvre la voie à l'affirmation et à l'insertion de la Palestine au sein de l'ensemble des instances internationales.
Le 29 novembre 2012, date anniversaire du vote du plan de partage de la Palestine, la reconnaissance de la Palestine en tant qu’État non-membre de l'ONU est portée au vote de l'Assemblée générale,. L'Assemblée générale des Nations unies accepte la Palestine en tant qu’État observateur non membre par 138 voix pour (dont la France), 9 contre (dont les États-Unis, le Canada et Israël), et 41 abstentions (dont l'Allemagne et le Royaume-Uni), officialisant la reconnaissance d'un État palestinien au niveau international.
Le 1er avril 2015, la Palestine devient le 123e membre de la Cour pénale internationale.
Cette offensive diplomatique permet progressivement à l'État de Palestine de gagner en visibilité dans les instances internationales, d'étendre son réseau de contacts sur la scène internationale et de bénéficier de soutiens matériels et diplomatiques plus affirmés. Dès juillet 2008, un palestinien, Rafiq Husseini, est nommé parmi les six Secrétaires généraux adjoints de l'Union pour la Méditerranée, au Département de l’Eau et de l’Environnement.  En avril 2015, la Palestine accueille une Journée de l’entrepreneuriat féminin dans le cadre de cette même organisation . Le 20 mars 2018, la Commission européenne et le gouvernement de Palestine, en partenariat avec l’Union pour la Méditerranée, accueillent une conférence internationale des bailleurs de fonds dans le but de consolider le soutien financier à la construction d’une usine de dessalement de grande envergure et des infrastructures connexes pour l’approvisionnement en eau dans la bande de Gaza.
De la même façon, la présence de l'État de Palestine dans les instances internationales permet de prendre à parti plus efficacement les autres États qui en sont membres lors des crises avec Israël, et de les forcer à se positionner et intervenir en sa faveur. Ainsi, l'invasion de Gaza par Israël en décembre 2008 marque un tournant dans l'histoire du processus EuroMed, et pour la première fois depuis sa création en novembre 1995, des pays boycottent les réunions. Le 23 janvier 2009, le président libyen Mouammar Kadhafi estime que l'offensive israélienne dans la bande à Gaza a « porté un coup à l'Union pour la Méditerranée » dont fait partie Israël, proposant que cette Union se limite aux pays nord-africains et du sud de l'Europe occidentale. En réaction, Henri Guaino est forcé d'annoncer fin mars 2009 le lancement d'une « initiative politique » pour redémarrer le processus. 
À partir d'octobre 2016, à l'issue d'un processus mené en son sein par l’Algérie, l’Égypte, le Liban, le Maroc, Oman, le Qatar et le Soudan, le Conseil exécutif de l’Unesco prend une série de décisions sur la « Palestine occupée », concernant des lieux saints situés dans les Territoires palestiniens occupés. Ces décisions font suite aux nombreuses résolutions du Conseil de Sécurité (252, 476 et 478) et de l'UNESCO dénonçant les tentatives israéliennes de modifier le statut de la ville sainte de Jérusalem. Rappelant en préambule ces résolutions précédentes de la communauté internationale, l'Unesco qualifie à partir de 2016 Israël de « Puissance occupante » à Jérusalem-Est,, en violation du droit international, et déplore que l'Etat israélien « n’ait pas cessé les fouilles et travaux menés constamment dans Jérusalem-Est, en particulier à l’intérieur et aux alentours de la Vieille Ville »,.
Le 10 mai 2024, l’Assemblée générale vote pour l’admission de l’État de Palestine à l’ONU. Adoptée par 143 voix pour, 9 voix contre : Argentine, États-Unis, Hongrie, Israël, Micronésie, Nauru, Palaos, Papouasie-Nouvelle-Guinée et Tchéquie) et 25 abstentions : Albanie, Allemagne, Autriche, Bulgarie, Canada, Croatie, Fidji, Finlande, Géorgie, Italie, Îles Marshall, Lettonie, Lituanie, Macédoine du Nord, Malawi, Moldavie, Monaco, Paraguay, Pays-Bas, Roumanie, Royaume-Uni, Suisse, Suède, Ukraine, Vanuatu. La résolution recommande ainsi au Conseil de sécurité de « réexaminer favorablement » cette question, à la suite du veto du 18 avril des États-Unis. Parmi ces droits et privilèges supplémentaires, on peut citer le droit de siéger parmi les États Membres par ordre alphabétique; le droit de déposer des propositions et des amendements, de les présenter et de s’en porter coauteur; le droit de présenter des motions d’ordre; et le droit de réponse au sujet des positions d’un groupe. Le texte précise en outre que l’État de Palestine, en sa qualité d’État observateur, « n’a pas le droit de vote à l’Assemblée générale ni le droit de présenter sa candidature aux organes de l’ONU,.

#### Après l'accord de consensus national
Le 23 avril 2014, l'OLP et le Hamas signent un accord de consensus national qui « vise à mettre fin à la division politique et à la partition de fait entre la bande de Gaza et la Cisjordanie ». Cet accord prévoit sept points dont les principaux sont : la formation d'un gouvernement d'union, des élections après six mois, la restructuration de l'OLP, la libération des prisonniers politiques respectifs, et des commissions de réconciliation. Le 29 mai, Rami Hamdallah, premier ministre en poste est chargé de former un nouveau gouvernement de consensus national et, le 2 juin, le nouveau gouvernement prête serment.
Toutefois, un an plus tard, la feuille de route agréée par les deux parties n'a pas avancé et Fatah et Hamas sont à couteaux tirés : les élections n'ont pas eu lieu et selon un responsable du Hamas, Mahmoud al-Zahar, c'est l'Autorité Palestinienne qui s'oppose à la réouverture du terminal égyptien de Rafah et à la réouverture des points de passage avec Israël. Le 16 juin 2015, le président palestinien Mahmoud Abbas annonce la prochaine démission du gouvernement, ce que ne confirme pas Ehab Bseiso, porte-parole du gouvernement d'Union palestinien, qui lui parle seulement d'une rencontre le 17 juin entre Mahmoud Abbas et le premier ministre Rami Hamdallah. Mahmoud Abbas dénonce le fait que le Hamas ait continué à gouverner seul la bande de Gaza. Le 17 juin, Rami Hamdallah remet la démission de son gouvernement au président palestinien qui lui demande de former le nouveau gouvernement.

#### La guerre civile syrienne
En avril 2015, les 18 000 réfugiés palestiniens du camp de Yarmouk près de Damas en Syrie sont entrainés dans la guerre civile syrienne quand les djihadistes de l'État islamique prennent le contrôle de 90 % du camp, forçant le gouvernement palestinien à s'exprimer sur le conflit. En effet, selon Georges Malbrunot du Figaro, le camp est menacé par la pénurie tandis que les combats et exactions s'y poursuivent, rendant, selon l'ONU, les conditions de vie « inhumaines » . Un représentant de l'Autorité palestinienne à Damas a affirmé que les groupes palestiniens participeraient aux combats avec les forces loyalistes syriennes, mais à Ramallah, l'OLP, dans un communiqué, « refuse […] de devenir une des parties au conflit ».

## Politique intérieure

### Principes et fonctionnement de l'État palestinien

#### Nature et fondements juridiques
L'État de Palestine est une république semi-présidentielle unitaire, assise sur un système démocratique pluripartite, fondé sur les principes de l'état de droit, de séparation et complémentarité des pouvoirs, et sur l'organisation d'élections libres régulières,.
Ses fondements juridiques sont le plan de partage de la Palestine mandataire de l'ONU du 29 novembre 1947, la déclaration d'indépendance de la Palestine par le premier Conseil national palestinien à Gaza le 1er octobre 1948, la Charte nationale palestinienne élaborée et adoptée démocratiquement à Jérusalem le 28 mai 1964 par le Conseil national palestinien refondé, la seconde déclaration d'indépendance de la Palestine proclamée à Alger par l'Organisation de libération de la Palestine et le Conseil national palestinien le 15 novembre 1988, la Déclaration de principes des accords d'Oslo signés le 13 septembre 1993, l'accord Gaza-Jéricho signé au Caire le 4 mai 1994, l'Accord de Taba signé les 24 et 28 septembre 1995, ainsi que la Loi fondamentale palestinienne du 2 octobre 1997 signée par le président Yasser Arafat le 29 mai 2002, dans sa version révisée de 2003-2005.

#### Organisation des pouvoirs
Du point de vue de l'organisation des pouvoirs, le pouvoir exécutif est réparti entre le président, chef de l’État élu au suffrage universel, dépositaire de la souveraineté nationale et gardien des institutions, et le Premier ministre, chef du gouvernement, nommé par le président au sein de la majorité parlementaire du Conseil législatif, responsable devant cette dernière, en charge de la politique gouvernementale. Cette répartition est le fruit de l'influence des États-Unis, qui ont demandé expressément la création d'un poste de Premier ministre lors de la révision de la Loi fondamentale en 2003, afin d'éviter une trop forte concentration et personnalisation des pouvoirs et l'établissement d'un régime hyperprésidentiel, dans un pays écrasé par la figure historique de Yasser Arafat. Mais leur objectif n'a été que partiellement atteint. En effet, quoi que le Président et le Premier ministres aient des attributions complémentaires et distinctes, du fait du surplus de légitimité que lui offre son élection au suffrage universel, le Président exerce l'autorité suprême sur le pays, mène la diplomatie, et conserve la primauté symbolique sur son Premier ministre d'un point de vue protocolaire. La dernière élection présidentielle a eu lieu en 2005.
Derrière cette première strate de pouvoir exécutif relativement conventionnelle, la plus visible au niveau international, l'État de Palestine présente de nombreuses spécificités liées à son histoire et à sa situation particulière. Il en va ainsi de sa vie parlementaire, organisée selon des modalités plus complexes. En théorie, le pouvoir législatif est exercé par le seul Conseil législatif palestinien, organe législatif monocaméral (comme la Knesset israélienne) fondé en 1993, et élu au suffrage universel par la population parmi les candidats issus des 16 districts des territoires palestiniens occupés. Pour l'essentiel, ce Conseil législatif est en charge du vote des lois à l'intérieur du pays et du contrôle de l'action du gouvernement, issu de ses rangs, et responsable devant lui. Et il dispose de représentants à l'Assemblée parlementaire du Conseil de l'Europe, qui siègent au nom de la Palestine avec le statut de « partenaire pour la démocratie ».
Toutefois, dans les faits, en raison de la situation particulière du peuple palestinien, situé pour moitié hors de son territoire national, ce conseil législatif n'est pas le seul organe parlementaire du peuple palestinien. En effet, la Palestine dispose également d'un Parlement en exil, le Conseil national palestinien qui compte 669 élus. Les membres du Conseil législatif en font automatiquement partie mais il comprend également des représentants de toutes les communautés palestiniennes de la diaspora. Son bureau principal est établi à Amman, en Jordanie, mais il dispose également d'une branche à Ramallah. Cette seconde assemblée parlementaire est en charge de la vie de la diaspora, au sein des sociétés civiles et des nombreux camps de réfugiés où elle est répartie, et surtout de la représentation de l'ensemble de la nation palestinienne, qu'elle soit située à l'intérieur ou à l'extérieur du pays, et des prises de décisions historiques l'impliquant dans son ensemble. Ainsi, c'est elle qui déclara l'indépendance de la Palestine à Alger en 1988.

#### Une démocratie entravée
Si on se fonde sur ses institutions, et particulièrement sur le Conseil national palestinien, l'État de Palestine est l'une des plus anciennes et surtout l'une des seules démocraties des Proche et Moyen-Orient, avec une tradition démocratique qui remonte à l'année 1964, quand le premier Conseil national palestinien constitué de 422 représentants démocratiquement élus des communautés palestiniennes de Jordanie, Cisjordanie, Gaza, de Syrie, du Liban, du Koweït, d’Irak, d’Égypte, du Qatar, de Libye et d’Algérie, s'est réuni en mai à Jérusalem (alors administrée par la Jordanie) et a adopté à une large majorité la Charte nationale palestinienne. Depuis, quoi que largement entravées par leur situation, longtemps en exil, puis sous régime d'occupation très dur, les autorités palestiniennes ont toujours réaffirmé leur attachement aux grands principes démocratiques et de représentativité du peuple palestinien.
À l'intérieur des territoires palestiniens, les premières élections législatives ont eu lieu en 1996. Depuis une réforme du nombre de sièges et du mode de scrutin votée par le Conseil législatif en juin 2005, le nombre de sièges en son sein est passé de 88 à 13, la moitié est désormais pourvue à la proportionnelle, l'autre restant distribuée suivant la méthode du scrutin majoritaire établie en 1996. Les élections législatives palestiniennes de 2006 ont élu les 132 membres du Conseil législatif palestinien actuel. Pour améliorer sa représentativité, début 2021, le président Mahmoud Abbas a assuré qu'au moins sept sièges seraient réservés aux candidats chrétiens au sein du Parlement après les élections législatives qui devaient se tenir en mai de la même année, les premières depuis quinze ans.
Dans la culture politique palestinienne, le terme Mouqata'a désigne les bureaux présidentiels et gouvernementaux de l'Autorité palestinienne. Diverses Mouqata'as sont réparties sur l'ensemble du territoire palestinien, la plupart héritées de la période mandataire britannique, mais deux Mouqata'as principales sont utilisées par le pouvoir palestinien, l'une en Cisjordanie, à Ramallah, siège la Présidence de l'État, et l'autre dans la ville de Gaza, d'où le Hamas exerce de facto le pouvoir exécutif réel sur la Bande de Gaza.
Si elle est fondée sur des principes démocratiques impliquant une participation active des citoyens et un renouvellement régulier de ses représentants, dans les faits, la vie politique palestinienne est largement entravée, d'une part par le conflit opposant l'État de Palestine à l’État d'Israël, le régime d'occupation et le morcellement de son territoire, et l'intervention directe des soldats israéliens, qui empêchent l'organisation et la tenue d'élections libres et régulières, et d'autre part par ses dissentions internes, ses luttes de factions violentes, et des phénomènes de corruption, népotisme, violences, cooptation, etc. En 2020, son indice de démocratie place l'État de Palestine en 113e position sur 167 pays.

### Un État brisé en deux par le conflit opposant le Fatah au Hamas
Depuis que l'État de Palestine a été mis en fonctionnement dans les territoires palestiniens au milieu les années 1990, la lutte de factions la plus violente et qui a eu le plus d'incidence sur son fonctionnement et sa cohérence a sans aucun doute été le conflit opposant le Fatah, vieux parti présidentiel institutionnalisé, héritier de la mémoire et de l'action de Yasser Arafat, et le Hamas, parti et groupe paramilitaire de résistance fondé à la fin des années 1980, en lien étroit avec les Frères musulmans, le Hezbollah et l'Iran, en réaction à la politique de négociations et compromis avec Israël menée par le Fatah et l'OLP.
Pendant les premières années, dans la mesure où le Fatah tendait à incarner l'Autorité palestinienne, où il avait le monopole historique de la représentation officielle des Palestiniens, l'espace qu'avait le Hamas pour exister politiquement était très réduit. C'était le Fatah qui construisait l'État palestinien, qui en accaparait tous les postes de pouvoir, les finances et l'administration. Face à cette situation, le Hamas a du se fixer comme stratégie de gagner en influence au sein de la population par des biais détournés, par un travail de terrain soutenu, en palliant les services publics défaillants, en construisant des infrastructures manquantes ou en prêtant assistance aux plus démunis, mais aussi en étendant ses réseaux d'emprise, par un long travail de propagande, des violences, et en évinçant tout concurrent localement.
Cette situation a duré une quinzaine d'années sans incidences visibles sur le fonctionnement des institutions ou l'unité de la société palestinienne. Puis très vite, au fur et à mesure que l'État de Palestine s'est structuré, entre 1997 et 2005, et que sa vie politique s'est organisée et ouverte, avec des élections, cette lutte d'influence au sein de la population s'est transformée en lutte électorale, livrée publiquement, puis en guerre institutionnelle, et finalement en guerre civile, qui a fini par briser l'État palestinien en deux entités distinctes au milieu des années 2000.
Cette crise du milieu des années 2000 constitue une rupture majeure dans l'histoire de l’État de Palestine. En 2004, après la mort de Yasser Arafat la « vieille garde» du Fatah est en proie au népotisme, à la corruption, et sa politique conduit à une forte hausse de la criminalité ainsi qu'au déclin des prestations des services publics dans les territoires palestiniens. Le retrait unilatéral israélien de la Bande de Gaza, effectué dans ce contexte, en 2005, sans concertation avec l'Autorité palestinienne, favorise la progression rapide du Hamas dans le territoire, où la population connait de graves difficultés matérielles, manque de tout, et se sent abandonnée. La grande crise sociale et sécuritaire touchant le pays, qui se double d'une crise morale, devient alors une crise de régime. Par le mécontentement qu'elle génère et le discrédit qu'elle jette sur les candidats officiels, cette situation contribue largement à la victoire du Hamas aux élections législatives palestiniennes de janvier 2006, en particulier dans la Bande de Gaza, où il fait des scores élevés. À l'issue de ces élections, très disputées, le Hamas obtient 48,3 % des suffrages face au Fatah à 43,8 %, et il est donc autorisé à former un gouvernement.
Très vite, malgré sa légitimité démocratique, le caractère subversif du Hamas, qui rejette tous les principes de droit et de paix sur lesquels s'est fondé l'État de Palestine, amène ses adversaires à refuser de jouer le jeu des institutions, et à engager un bras de fer très dur avec lui. De mars à décembre 2006, les commandants du Fatah refusent d’obéir aux ordres du gouvernement dirigé par le Hamas, tandis que sous la houlette de son président, l'Autorité palestinienne lance une campagne d'assassinats et d'enlèvements contre ses dirigeants. À l'époque, la plupart des fonctionnaires de l'État de Palestine naissant sont d'anciens membres du Fatah, et les forces de sécurité palestiniennes sont essentiellement formées des anciennes brigades de combattants du Fatah. En réaction, le Hamas entreprend des représailles du même ordre.
Après l’échec de plusieurs tentatives des deux factions pour parvenir à un accord de partage du pouvoir, le conflit gagne en intensité, au point de dégénérer en véritable guerre civile, avec des affrontements de rue violents. Ainsi, de janvier 2006 à mai 2007, plus de six cent Palestiniens sont tués dans les combats à Gaza. Mieux implanté dans la Bande de Gaza, le Hamas finit par réussir à mettre la main sur les institutions officielles dans l'ensemble du territoire, et à y prendre le contrôle de l'État de Palestine. De son côté, mieux implanté en Cisjordanie, le Fatah conserve le contrôle de l'État de Palestine dans le territoire, et il en purge tous ses adverses. Le conflit aboutit à la scission de facto de l’Autorité palestinienne en deux régimes politiques séparés, revendiquant chacun d'être les véritables représentants du peuple palestinien.
Cette situation perdure encore aujourd'hui. Actuellement, le Fatah dirige l’Autorité palestinienne en Cisjordanie, et le Hamas contrôle la Bande de Gaza. Plusieurs tentatives de réconciliation et de réunification de l'État de Palestine, ont été tentées dont les accords du Caire en 2011 et de Doha en 2012, mais aucune n'a abouti. L'un des seuls organes où les deux partis cohabitent est le Conseil législatif, mais il est largement dysfonctionnel. Cette situation pose un grave problème de légitimité et de crédibilité à l'Autorité palestinienne sur la scène internationale, dans la mesure où elle ne lui permet pas de prétendre représenter l'ensemble des Palestiniens.

### Poursuite du processus d'édification d'institutions publiques
Malgré la scission territoriale à laquelle elles sont confrontées, et malgré limites imposées par l’occupation israélienne, les autorités palestiniennes de Cisjordanie poursuivent depuis 2008 l'édification de l'État, en se concentrant prioritairement sa viabilité économique. En effet, la situation budgétaire globale de l’État palestinien est soumise depuis sa création en 1988-1997 à des tensions récurrentes, qui entravent son fonctionnement, et sont aggravées, du fait de sa dépendance à l'aide internationale, par les fluctuations du soutien budgétaire extérieur. Le déficit de financement prévu dans le budget 2018 de l’État palestinien s’établissait par exemple à quelque 500 millions de dollars E.-U., en hausse par rapport au déficit de 420 millions de dollars E.-U. enregistré en 2017. Et si la réconciliation avait lieu avec les autorités de Gaza, entraînant l’intégration des services civils gazaouis, le déficit de financement global de l'État palestinien pourrait s’élever à 1 milliard de dollars E.-U.
Pour résoudre ce problème et assurer son indépendance budgétaire, l'État de Palestine doit pouvoir compter sur des revenus propres, et la seule façon de les obtenir est de maintenir une croissance économique soutenue, au dessus de trois pourcent pour compenser la croissance démographique de sa population. Afin d'arriver à cet objectif, le pays dispose de nombreux atouts : population jeune et très dynamique bénéficiant d'un excellent degré de formation, conforme aux standards occidentaux ; existence d'une culture entrepreneuriales et de capacités d'initiatives entrepreneuriales anciennes ; position géographique avantageuse, à la frontière de l'UE, au cœur de la Méditerranée orientale, entouré d'économies plus développées (Chypre, Israël, Turquie, Grèce) ; forte visibilité internationale, suscitant un important capital de sympathie ; nombreux partenaires économiques et investisseurs potentiels, avec des marchés voisins demandeurs de services et produits manufacturés, y compris en Israël ; existence d'un tissu urbain équilibré, avec un très fort potentiel touristique ; savoir-faire et productions propres au pays, notamment d'un secteur agro-alimentaire de détail ancien, et d'un artisanat traditionnel varié et reconnu convertible en artisanat de luxe.
Mais il sait qu'il ne pourra les exploiter sans un assainissement et une refonte son tissu économique. Or cette refonte doit prendre en compte les caractéristiques actuelles de son économie, par exemple le fait que l'essentiel de ses entreprises sont de petites structures, à faible capacités de concentration de capital liées aux difficultés à se financer, ou un très fort taux de chômage, notamment chez les jeunes. Et surtout cette refonte doit se faire en ayant en considération les limitations très nombreuses et dures imposées par l'occupation israélienne : morcellement du territoire, entrave à la libre circulation des biens et personnes ; inexistence du système bancaire totalement entravé par les interdictions et contrôles israéliens ; système normatif et douanier imposé par Israël, qui le soumet à une concurrence déloyale et pèse sur son commerce extérieur.
Il s'agit en fait, pour l’État de Palestine, de créer des oasis de prospérité, principalement dans les territoires de la zone A dont il a le plein contrôle, en déployant de très fortes capacités d'adaptation à son environnement, afin qu'ils servent de base au développement futur du pays. Parmi les principaux axes stratégiques identifiés par les dirigeants palestiniens ces dernières années pour arriver à cela, figurent l'aide au développement des entreprises, notamment par leur accès au crédit et leur association en cooperatives ; la structuration du marché du travail, avec la mise en place d'une protection sociale et juridique des travailleurs ; le renforcement des capacités à créer et imposer des lois et des réglementations perçues comme légitimes, adaptées et souples, avec un renforcement en amont des pouvoirs publics et des services administratifs ; la définition claire d'une base statistique et fiscale pérenne.
Au regard de la complexité de la situation, des défis et des difficultés qui se posent, et de l'instabilite de leur environnement les autorités palestiniennes ont pris conscience de la nécessité de mener une politique par étapes, stable, sur les moyen et long termes. Pour ce faire, elles s'appuient depuis la fin des années 2000 sur une feuille de route, apparentée au plan quinquennal français, élaborée avec l'aide d'experts nationaux et internationaux, qui fixe une stratégie sur cinq ans définie sous le nom de « Programme politique national ». En 2018, le BIT considérait que le Programme politique national 2017-2022 était en voie d’application intégrale, et mentionnait un certain nombre de réussites dans sa mise en œuvre.
Parmi ces succès, une importante étape de l’édification d’institutions publiques a été franchie en 2018 avec la création de la Caisse palestinienne de Sécurité sociale, qui offre dorénavant une couverture complète aux travailleurs du secteur privé. Cette caisse, qui comblait une importante lacune en matière de protection, doit élargir son champ d'action et couvrir quelque 300 000 travailleurs dans dans un délai de dix ans, soit d'ici 2028, même si un soutien international continu est estimé nécessaire à ce stade pour assurer son extension et sa viabilité financière. Autre succès, le recensement organisé par les autorités palestiniennes en 2017, le troisième en vingt ans. Son ampleur et son efficacité ont témoigné du degré de maturité du système statistique palestinien, le recensement fournissant des données cruciales pour la définition d'une base fiscale, l’élaboration des politiques économiques et sociales, et le processus d’édification d’un État.
Le dispositif législatif a également fait l’objet d’un renforcement accru. L’Autorité palestinienne a adopté une loi sur les associations coopératives à la fin de l’année 2017. Plus tôt, en 2016, une nouvelle loi sur les opérations garanties avait facilité l’accès au crédit et le développement des entreprises, palliant les difficultés du système bancaire, largement entravé par le régime d'occupation et normatif israélien. C’est en partie pour cette raison que, dans le rapport de la Banque mondiale intitulé Doing Business 2018, la Cisjordanie et Gaza sont passées du 140e au 114e rang sur 190, ce qui est mieux que la moyenne pour le Moyen-Orient et l’Afrique du Nord. S’agissant de la législation du travail, le besoin de moderniser la législation actuelle, qui date de 2000, reste non satisfait, mais de larges consultations sont planifiées afin de redynamiser le processus.

### Dirigeants actuels de l'État de Palestine
| Fonction                        | Nom               | En fonction depuis le |
| ------------------------------- | ----------------- | --------------------- |
| Président                       | Mahmoud Abbas     | 15 janvier 2005       |
| Premier ministre                | Mohammad Mustafa  | 14 mars 2024          |
| Président du Conseil législatif | Abdel Aziz Doweik | 29 mars 2006          |

### Régime juridique de l'État de Palestine

#### Loi fondamentale
Conformément à ce qui est pratiqué dans la plupart des démocraties et des États de droit, le régime juridique de la Palestine est organisé selon un principe de hiérarchisation des normes. Au sommet du système juridique palestinien, figure la Loi fondamentale palestinienne du 17 mai 1997 (Qanun al- assassi), dont la dernière révision date de 2005, qui fait office de constitution de l'État de Palestine,. L'objet de ce texte constitutionnel est d'établir les principes fondamentaux du droit et de la vie en société dans l'État de Palestine, et de fonder et définir le mode de fonctionnement des institutions démocratiques permettant leur application.
Ainsi, largement inspirée des principes en vigueur dans les grandes démocraties mondiales, la Loi fondamentale palestinienne garantit à tous les citoyens palestiniens la protection et le respect des droits de l’Homme et des libertés fondamentales, indépendamment de leur origine, de leur ethnie ou de leur religion. Parmi les droits et libertés mentionnés explicitement, on peut citer, de façon non-exhaustive, la « liberté de réunion individuelle et collective » sans ingérence ni contrôle de la police ou des services secrets, le « droit pour chaque individu à la liberté d’opinion et d’expression »  « sous toutes ses formes », le droit sacré « à la liberté », ainsi que le « droit à la réparation judiciaire »,. Concernant le régime religieux, l'islam est la religion officielle de l'État palestinien, mais le respect de la sainteté de toutes les autres religions monothéistes est garanti constitutionnellement.
Tout dans la Loi fondamentale palestinienne montre que les constituants avaient conscience que le texte qu'ils élaboraient en 1997-2005 ne faisait que poser les fondements de l'État et du droit dans le pays, et que le système juridique palestinien avait vocation à s'élaborer, dans un processus de réformes et d'harmonisation long, parfois difficile, à différentes échelles. Prenant en considération les pressions intérieures et extérieures dont fait l'objet le pays, depuis 1996 les législateurs palestiniens accordent par exemple une place toujours plus importante au droit international et aux institutions internationales dans la conception et l'application du droit palestinien afin de renforcer sa légitimité.
Ainsi, prenant en considération le fait que la Palestine n’a été reconnue officiellement que très récemment comme un État par l’Assemblée générale de l’ONU, et qu'elle n’a donc pas encore pu ratifier les principaux instruments régionaux et internationaux de défense des droits de l’Homme, la Loi fondamentale palestinienne invite l’Autorité palestinienne à le faire dans les plus brefs délais. Par cette mesure, la Loi fondamentale palestinienne manifeste le souci d'insérer le droit constitutionnel palestinien dans le droit international, d'assurer la possibilité de contrôle de son application aux organismes internationaux reconnus compétents pour le faire, et la possibilité pour les citoyens palestiniens de recourir librement à eux en cas de litige.
Suivant le même principe, la Loi fondamentale palestinienne impose à l'ensemble des services officiels une série de dispositions juridiques garantissant le respect des droits de l’Homme et des libertés fondamentales « conformément au droit international », en prenant en compte leur environnement hostile, ainsi que les conséquences juridiques et pratiques de la construction de murs par Israël dans les Territoires occupés. Ainsi, les agents des services de renseignement et de sécurité palestiniens doivent par exemple respecter strictement le droit à la liberté de réunion dans l’exercice de leurs fonctions, « en vertu du droit palestinien, mais aussi du droit international ».

#### Le régime légal palestinien

##### Principes et spécificités
Contrairement à ce qui se passe dans le domaine constitutionnel, où l'État de Palestine est assis sur des textes récents élaborés par des députés élus, dans les domaines civil et pénal celui-ci est héritier et tributaire d'une tradition ancienne, construite au fil dès siècles, en strates cumulées, par l'association d'apports extérieurs et de législations locales. Cette spécificité est mentionnée clairement dans un rapport de la Commission de Venise, qui qualifie le régime légal palestinien de « particulièrement complexe », en raison de « ses origines très diverses ». Autrement dit, dans les domaines civil et pénal, l'Etat de Palestine est assis sur des structures et sur une culture juridique anciennes, édifiées par les différents régimes qui l'ont précédé, dans l'adaptation des juristes et des populations aux événements et en fonction de leurs besoins. Politiquement, hors droit constitutionnel, les Autorités palestiniennes doivent donc composer avec des textes et des autorités judiciaires locales plus anciens et enracinés qu'elles, auxquelles les populations sont très attachées.
Cette situation présente des avantages et des inconvénients pour l'État de Palestine. En termes d'avantages, cela permet au pays de disposer d'une culture et d'autorités judiciaires locales indépendantes du pouvoir central, fonctionnelles, formées selon des règles et coutumes connues de tous, qui leur confèrent une vraie légitimité. Cela contribue à l'indépendance, la rapidité et l'autonomie de la justice à l'échelle locale. Et cela permet à la justice de continuer à s'exercer même lorsque l'Etat palestinien est entravé dans son action par ses conflits avec Israël, par ses luttes internes entre l'Autorité palestinienne et le Hamas, et même en contexte d'occupation étrangère.
En termes d'inconvénients, cela rend plus difficiles les modifications ou l'unification du droit par les élus, qui sont confrontés à d'autres formes de logiques et légitimité que celles du vote, et cela peut occasionner des conflits entre institutions centrales et autorités judiciaires locales dans la création, l'interprétation et l'application du droit. Cela peut également provoquer des phénomènes de cooptation, corruption ou conflits d'intérêts difficiles à contrôler et réprimer pour l'administration centrale, qui connaît mal les enjeux, réseaux et luttes de pouvoir à l'échelle locale. Cet ensemble d'avantages et d'inconvénients impose aux dirigeants palestiniens d'avoir un souci d'équilibre constant entre les différentes dynamiques qui traversent leur système judiciaire.
Prenant en compte cet état de fait, tout en proclamant le principe de souveraineté populaire, la Loi fondamentale de l'État de Palestine de 1997-2005 observe et dispose que la principale source du droit palestinien réside dans « les principes de la Charia islamique ». Cette formule, qui peut donner lieu à des incompréhensions dans les pays occidentaux peu familiarisés avec le concept de « Charia », ne renvoie pas à un corpus de lois figé, immuable et rigide commun à tous les pays musulmans. En effet bien qu'ils prennent leur source dans le Coran, les principes islamiques de la Charia sont largement conditionnés, dans leur interprétation et leur mise en forme locales, par un ensemble de variables qu'on ne peut comprendre qu'en se penchant sur l'histoire du pays.

##### Construction
Historiquement, le droit islamique palestinien s'enracine principalement dans la période ottomane, qui commence en 1517. Pour cette raison, la culture juridique islamique palestinienne est profondément influencée par la madhhab hanafite sunnite, prévalente dans l'Empire ottoman. À partir de 1839, les réformes Tanzimat ont engagé un mouvement de refonte du droit, codifié à l'occidentale, avec notamment le Medjellé adopté en 1871 et le code de procédure pénale en 1879. Toutefois, dans le Sud de la Palestine, l'Empire ottoman n'a pas établi ses tribunaux nizamiye (it) inspirés du droit français, préférant réorganiser et superviser les systèmes traditionnels de justice locaux.
En 1917, le Royaume-Uni, qui s'empare de la région et met en place la Palestine mandataire, réforme grandement le système judiciaire ottoman en place, mais le style jurisprudentiel de la common law ne s'est pas transplanté en Palestine ,. Le pays conserve un régime juridique mixte original, associant droit religieux (musulman, chrétien et juif), coutumier et jurisprudentiel, et droit écrit, qui échappe aux grandes catégories occidentales.
À ce propos, dans leurs travaux, tels que discutés par Emilio Dabed, Mazen Masri et Nimer Sultany notent très justement que les processus politico-juridiques en Palestine, et plus largement au Moyen-Orient excèdent les catégories du libéralisme et des doctrines juridiques occidentales correspondant, et qu'il serait nécessaire d'entretenir un sens critique et une approche différente pour mieux saisir la politique et le droit palestiniens. Ainsi, parmi les singularités caractérisant le droit palestinien, dès l'époque de la Palestine mandataire, on observe que les femmes palestiniennes agissent pour transformer le droit et le rendre plus égalitaire.
Après la Nakba de 1948-1949, la Jordanie prend le contrôle de la Cisjordanie qu'elle annexe, et l'Égypte envahit la Bande de Gaza, qui est placée sous régime d'occupation militaire. Déterminée à intégrer totalement la Cisjordanie, la Jordanie entreprend un nombre important de réformes législatives visant à unifier le système judiciaire des deux pays, en alignant le système cisjordanien sur le système transjordanien. Dans le même temps, l'administration militaire de la Bande de Gaza par l'Égypte contribue à imprégner le droit gazaoui de droit civil égyptien, et accentue ses particularismes. Cette situation dure jusqu'en 1967, lorsque Israël envahit la Cisjordanie et la Bande de Gaza à l'occasion de la Guerre des Six Jours. Dès lors, l'armée israélienne prend le contrôle de l'ensemble des territoires palestiniens, et s'appuie sur la loi martiale pour faire de vastes réformes législatives, supplantant le pouvoir judiciaire indépendant par plus de 2500 tribunaux militaires qui exercent une tutelle de fait sur les institutions judiciaires locales palestiniennes.
À partir de 1996, avec le processus de dévolution de souveraineté engagé par les accords d'Oslo, l'Autorité palestinienne prend la main sur une partie de son territoire, et donc de son système judiciaire (en lien avec les autorités israéliennes), et engage le processus de construction d'un État de Palestine fonctionnel et indépendant. Dans ce contexte, le Conseil législatif palestinien s'investit dans la création d'une loi fondamentale pour l'État palestinien,, qui est promulguée en 1997-2002, puis réformée en 2003 et 2005, pour aboutir à sa forme actuelle. Cette Loi fondamentale, consacrant l'existence d'un Etat palestinien indépendant, permet d'établir la souveraineté de son système judiciaire, de protéger son intégrité et son fonctionnement, et d'envisager son évolution et d'éventuelles réformes à termes.

##### Droit public
Du fait de cet héritage historique dense, l’État de Palestine possède un régime juridique mixte original associant droit religieux (musulman, chrétien et juif), coutumier et jurisprudentiel, et droit écrit, qui échappe aux grandes catégories occidentales. Comme dans les pays de droit germano-romains, et contrairement aux pays anglo-saxons de common law, le régime juridique palestinien maintient une distinction entre droit public et droit privé, mais avec des spécificités liées au système juridique islamique qui constitue le socle de sa doctrine. Même si la jurisprudence occupe une place centrale dans la construction de certaines branches du droit palestinien, l’État de Palestine s'efforce depuis 1996 de centraliser et d'unifier son régime juridique, et de donner une place centrale aux règles de droit écrit émises par le Conseil législatif, son Parlement, et de faire de la loi la source principale de droit.
Le pouvoir d'initiative et de réglementation des élus palestiniens est largement prévalent dans les branches du droit palestinien de construction récente, notamment dans les parties du droit public qui régissent l'organisation et le fonctionnement politique, administratif et financier de l’État, les règles régissant ses rapports avec des personnes publiques (relations avec des Etats et avec les organisations internationales incluses), ainsi qu'entre les personnes morales de droit public et les personnes privées, et entre personnes publiques et personnes privées. En revanche, il est moins fort dans le domaine du droit privé, et dans de larges pans du droit civil et pénal, qui sont tributaires d'une histoire longue, et d'institutions judiciaires islamiques locales anciennes. Conformément à la Loi fondamentale de 1997-2003, le droit public palestinien défend l'intérêt général avec des prérogatives liées à la puissance publique.
Le droit de la citoyenneté palestinien, qui détermine qui dépend en première intention du régime juridique palestinien, présente de nombreuses particularités liées à son histoire récente. Actuellement, la citoyenneté palestinienne et la naturalisation sont accordées en se fondant sur l'article (12) de la loi sur la nationalité de 1954, établie à l'époque jordanienne, sur la base de quatre critère « impartiaux et objectifs », à savoir : quatre ans de résidence, la maîtrise de l'arabe, une bonne conduite et une bonne réputation. Pour pouvoir être différenciées rapidement lors des contrôles des cartes d'identité israéliennes qui sont bleues, l'État de Palestine émet des cartes d’identité vertes. Par principe, tout Palestinien qui a une carte d’identité a droit à un passeport palestinien. À ce régime principal de la citoyenneté, s'ajoutent des situations particulières de cumul de papiers d'indentité, avec double, voire triple statut, liées aux régimes d'occupations successifs du pays. En raison des prétentions passées de la Jordanie à absorber une partie de la Palestine, les citoyens de Jérusalem-Est et les citoyens de Cisjordanie ont en plus un passeport jordanien temporaire, tandis que leurs concitoyens de la Bande de Gaza n’ont qu’un passeport palestinien. Et les Samaritains ont deux cartes d’identités, une palestinienne et l’autre israélienne, et trois passeports, palestinien, israélien et jordanien.
Quoi que l'Etat palestinien émette des cartes d'identité et des passeports, et dispose de registres d'état civil, le droit de la citoyenneté palestinienne n'a pas encore de législation définitive dédiée. Cette absence de législation définitive s'explique principalement par la question toujours en suspens du droit au retour des réfugiés palestiniens. Depuis 1996, quelques principes fondamentaux ont toutefois été établis tacitement en la matière. Ainsi, prenant en considération le fait que le statut de réfugié place les Palestiniens qui en bénéficient sous un régime juridique à part reconnu par l'ONU ouvrant et fermant un certain nombre de droits, et que la situation avec Israël sur le retour ou le dédommagements des réfugiés est encore litigieuse, le 15 novembre 2011, l'ambassadeur de Palestine au Liban, Abdullah Abdullah, a déclaré que les réfugiés palestiniens établis à l'étranger ou sur le territoire national palestinien, bien qu'identitairement palestiniens, n'avaient pas vocation pour le moment à être considérés automatiquement comme des citoyens palestiniens, pour la préservation de leurs droits individuels et collectifs, et que le nouvel État palestinien ne délivrerait « absolument aucun passeport aux réfugiés palestiniens ».
Le droit des associations, réglementé initialement par la loi ottomane de 1909, a été fortement restreint par les différents pouvoirs successifs qui ont régi la société palestinienne au fil du XXe siècle (égyptien et jordanien, puis israélien), pour des raisons répressives, avant d'être élargi avec la promulgation de la Loi fondamentale palestinienne de 1997-2005, qui aligne la législation du pays sur les standards démocratiques occidentaux, et réaffirme les principes fondamentaux des Droits de l'Homme dans ce domaine. Le droit de l'environnement palestinien est régi par la loi numéro 7 de 1999, qui charge l'Autorité de la qualité environnementale (en) du gouvernement palestinien de préserver l'environnement et de lutter contre la pollution, en s'alignant particulièrement sur les traités internationaux en la matière.
Le droit pénal palestinien s'appuie principalement sur le Code pénal jordanien de 1960, qui est lui-même dérivé du droit pénal ottoman et français. Toutefois, ce droit pénal intégré pendant l'occupation jordanienne est activement amendé et complété depuis 1996 par une série de dispositions et de réformes adoptées ou votées par le Conseil législatif palestinien. Parmi ses principales caractéristiques, le droit pénal palestinien serait fortement marqué par le patriarcat d'après l'activiste israélienne Nadera Shalhoub-Kevorkian, qui appelle le pouvoir législatif palestinien à le réformer. Mais en fait, certaines questions relevant à première vue du droit des individus en Europe, relèvent en réalité en Palestine de questions d'Etat stratégiques, et d'enjeux collectifs vitaux, à replacer en contexte de guerre.
Ainsi, le droit à l'avortement par exemple, qui relève en Europe des droits et libertés individuels, et qui est actuellement interdit en Palestine sur la base conjointe des articles 321 à 325 du Code pénal jordanien et de l'article 8 de la loi n° 20 de 2004, « sauf danger attesté pour la vie de la personne enceinte », est en fait un enjeu collectif et géostratégique complexe, dans un pays, certes à forte natalité dans une situation socio-économique difficile, mais occupé et colonisé par une puissance étrangère également à forte natalité, et en passe d'être débordé démographiquement dans certains de ses territoires occupés, par exemple à Jérusalem-Est.
Enfin, le droit civil palestinien, probablement l'un des plus complexes et stratifiés dans sa conception, associe la coutume islamique ('urf) et les principes islamiques de la charia interprétée principalement dans la tradition de la madhhab hanafite turque ottomane, le droit foncier ottoman, des règles issues du Mandat britannique, le droit civil jordanien pour la Cisjordanie, le droit civil égyptien pour la bande de Gaza, ainsi que les lois et décrets élaborés depuis 1996 par l'Autorité palestinienne.

##### Droit privé
Dans la mesure où il s'est construit dans le cadre des Millets de l'Empire ottoman, qui permettait à chaque communauté religieuse d'exercer sa propre justice en fonction de ses lois et convictions, le droit de la famille appliqué actuellement dans l'Etat de Palestine dépend du statut personnel et donc de la religion de chaque individu. Ainsi, le droit de la famille des Palestiniens musulmans est garanti par un ordre judiciaire islamique spécial,,, différent de celui des chrétiens ou des juifs. Et l'interprétation des lois et les décisions de justice sont rendues par des juges religieux.
Cette situation n'est pas sans provoquer des tensions particulières entre le droit étatique (qanun) et le droit islamique (fiqh) dans ce domaine,, qui tiennent en partie au fait que les cadis officient généralement de manière considérée comme plus efficace. Comme souvent dans les pays musulmans, les femmes palestiniennes développent des stratégies pour tourner à leur avantage les différentes pratiques juridiques, marquées par le patriarcat,, par exemple sur le droit au divorce. L'État palestinien s'efforce de faire évoluer le droit de la famille vers davantage d'égalité entre les femmes et les hommes, notamment dans le cadre du mariage.
Les brevets et la propriété intellectuelle industrielle sont réglementés par une loi de 1953,. En matière de protection des consommateurs, plusieurs juristes experts travaillant pour l'Etat palestinien ont recommandé la transposition du droit de l'Union européenne, qui est considéré comme l'un des plus aboutis au monde dans ce domaine,.

## Politique extérieure

### Reconnaissance internationale

#### Après la proclamation d'Alger

Pays reconnaissant l'État de Palestine.

À la suite de la proclamation de la création d'un « État palestinien » le 15 novembre 1988 par le Conseil national palestinien à Alger, 94 pays le reconnaissent, 47 autres le firent dans les années suivantes
- Afrique : Tous, à l'exception du Cameroun et de l'Érythrée
- Amérique du Sud : Tous
- Amérique du Nord et centrale : Barbade[205], Costa Rica, Cuba, Grenade, Guatemala, Haïti, Honduras, Jamaïque[206], Nicaragua, République dominicaine, Salvador[207], Saint-Vincent-et-les-Grenadines, Sainte-Lucie, Saint-Christophe-et-Niévès
- Asie : Tous, à l'exception de la Birmanie, de la Corée du Sud, du Japon et de Singapour
- Europe : Albanie, Biélorussie, Bosnie-Herzégovine, Bulgarie, Chypre, Espagne, Hongrie, Islande, Irlande, Malte, Norvège, Pologne, Roumanie, Russie, Serbie, Suède, Slovaquie, Tchéquie, Ukraine, Vatican.
- Océanie : Papouasie-Nouvelle-Guinée, Vanuatu.

Certains pays reconnaissent à la Palestine un statut particulier sans aller jusqu'à une reconnaissance réelle. Il existe ainsi différentes formes de reconnaissances diplomatiques particulières comme celle d’une « Délégation générale palestinienne » (en Autriche, Belgique, Allemagne, Grèce, Italie, Pays-Bas, Portugal et Royaume-Uni), d'une « Délégation générale de Palestine » (Colombie, Suisse) ou encore d'une « Mission de Palestine » (France).

#### Comité international olympique
En 1986, la Palestine crée son Comité olympique de Palestine, qui n'est pas reconnu par le Comité international olympique. Finalement, en 1995, le CIO reconnaît à la Palestine le droit de participer aux Jeux olympiques d'Atlanta en 1996 sous la bannière du CIO, devenant la première organisation internationale à reconnaître l'État palestinien. Cela crée des incidents diplomatiques avec Israël qui conteste une « décision politique » mais depuis, la Palestine participe à tous les Jeux olympiques et sous sa propre bannière depuis les Jeux olympiques de Londres, en 2012.

#### UNESCO

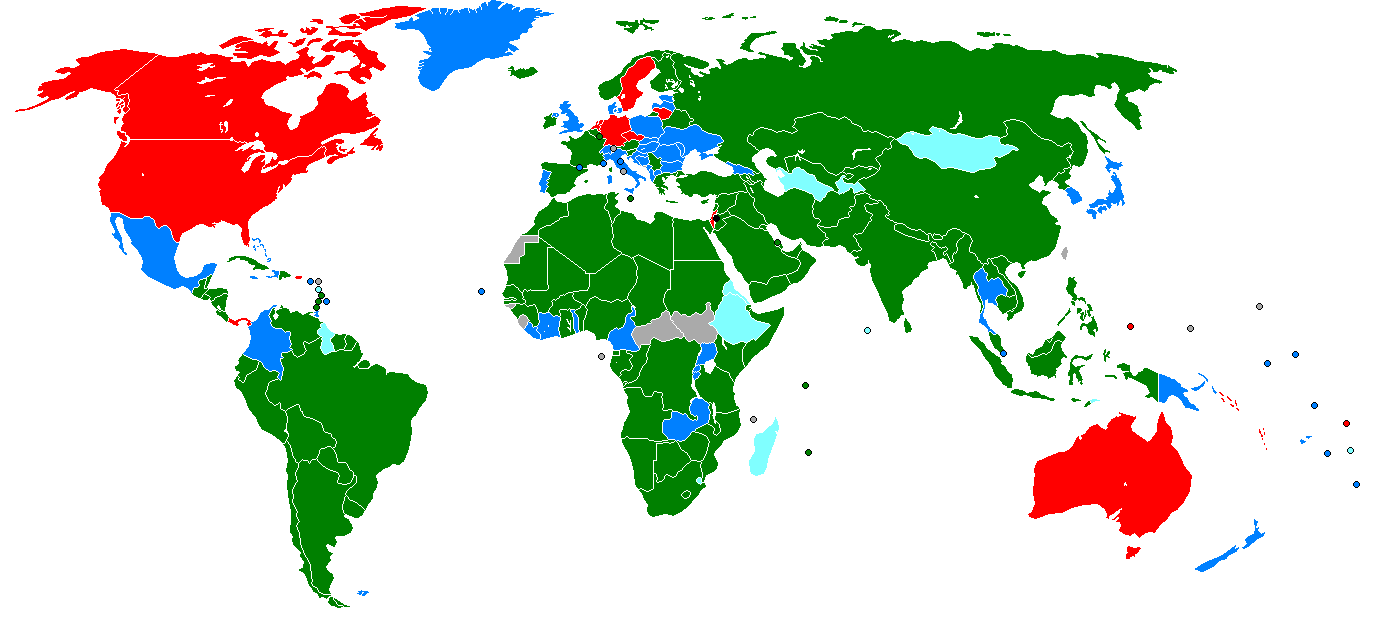
Les votes à l'UNESCO concernant l'adhésion de la Palestine :
Pour
Contre
Abstentions
Absent
Non-membre de l'organisation

Le 31 octobre 2011, l'UNESCO admet la Palestine en tant qu'État membre. Comme elle n'est pas encore un État membre des Nations unies, son admission a dû se faire par la recommandation du Conseil exécutif qui s'est suivie d'un vote favorable à la majorité des deux-tiers des États membres de l’ONU présents et votants à la Conférence générale. Le vote a été obtenu avec 107 voix pour, 14 voix contre, et 52 abstentions,.

#### Conseil de sécurité de l'ONU
Le 23 septembre 2011, Mahmoud Abbas remet au Secrétaire général de l'ONU, Ban Ki-moon, une demande officielle de reconnaissance d'un État palestinien par l'ONU et un statut de membre pour cette organisation,. Le 11 novembre suivant, le Conseil de sécurité conclut qu'il ne recommande pas l'adhésion d'un « État palestinien ». Les États-Unis avaient informé qu'ils s'opposeraient à toute candidature palestinienne en vue d'une reconnaissance comme étant un « État ». La France et le Royaume-Uni avaient déclaré qu'ils s'abstiendraient.
Le 18 avril 2024, l'adhésion pleine et entière de la Palestine à l'ONU est rejetée par le Conseil de sécurité en raison du Veto américain, seul opposant à cette adhésion.

#### Cour pénale internationale
Le 1er avril 2015, la Palestine devient officiellement le 123e État membre de la Cour pénale internationale,. Cette reconnaissance auprès de la CPI permet désormais à la Palestine, si elle le décide, de poursuivre les dirigeants israéliens pour génocide ou crime de guerre ou crime contre l'humanité.
En janvier 2015, Fatou Bensouda, procureure de la CPI, a ouvert un examen préliminaire pour d'éventuels crimes commis par Tsahal durant la guerre de Gaza de 2014.
En juin 2015, l'autorité palestinienne a remis à la CPI plusieurs documents portant notamment sur l'extension des colonies israéliennes en Cisjordanie, sur l'offensive israélienne menée contre Gaza à l'été 2014 et sur le sort des prisonniers palestiniens détenus par Israël. Cette démarche suit la publication d'un rapport officiel de l'ONU affirmant que Tsahal et les groupes armés palestiniens ont commis en juillet et août 2014 des violations importantes du droit humanitaire international susceptibles d'être qualifiées de « crimes de guerre »,.
Le 20 décembre 2019, la Cour pénale internationale annonce qu'elle voulait ouvrir une enquête complète sur d'éventuels crimes de guerre dans les territoires palestiniens. La procureure générale Fatou Bensouda indique qu'elle est convaincue qu'il existe une base raisonnable justifiant l'ouverture d'une enquête sur la situation en Palestine et que des crimes de guerre ont été commis ou sont en train de l'être en Cisjordanie, notamment à Jérusalem-Est, et dans la bande de Gaza. Elle a toutefois réclamé à la CPI de se prononcer quant à la portée de la compétence territoriale de la Cour pénale internationale dans la situation en Palestine. À l'annonce de cette décision, le premier ministre d'Israël Benyamin Netanyahou déclare que Fatou Bensouda a transformé la CPI en outil politique pour délégitimer l'État d'Israël.
En adhérant à la CPI, les Palestiniens sont également exposés à un examen minutieux. Israël a affirmé que le mouvement islamiste militant Hamas et ses milices sont coupables à la fois de cibles aveugles contre des villes et de civils israéliens, ainsi que de l'exposition de leurs propres résidents comme boucliers humains ; ce sont des violations du droit international et des normes humanitaires internationalement acceptées. La violation de la règle de distinction, qui exige que les combattants limitent les attaques à des cibles militaires légitimes.
Amnesty International a également conclu que les organisations militantes palestiniennes sont coupables de crimes de guerre pour les tirs de roquettes aveugles dans des centres de population civile (juive et palestinienne confondues) en Israël,,.

#### Assemblée générale des Nations unies
Un an après cette demande d'adhésion à l'ONU en tant que membre à part entière,, la reconnaissance de la Palestine en tant qu’État non membre de l'ONU est portée au vote de l'Assemblée générale le 29 novembre 2012,.
Le 29 novembre 2012, jour du 65e anniversaire du plan de partage de la Palestine, l'Assemblée générale des Nations unies reconnaît la Palestine en tant qu’État observateur non membre par 138 voix pour (dont la France), 9 contre (dont les États-Unis, le Canada et Israël) et 41 abstentions (dont l'Allemagne et le Royaume-Uni). L'accession à ce statut officialise la reconnaissance d'un État palestinien au niveau international ainsi que, de facto, par un certain nombre d'États individuels qui ne reconnaissaient jusqu'alors qu'un statut d'organisation non étatique à la Palestine voire ne lui reconnaissait aucun statut.

Les votes à l'Assemblée générale des Nations unies concernant l'attribution du statut d'État observateur :
Pour
Contre
Abstentions
Absent

Le gouvernement israélien considère cette démarche de Mahmoud Abbas comme unilatérale et contraire aux Accords d'Oslo et déclare qu'il n'y aura pas « d’État palestinien jusqu'à ce qu'Israël soit reconnu comme un État juif » et qu'une déclaration palestinienne officielle annonce la fin du conflit, soulignant « qu'Israël ne permettra pas que la Judée et la Samarie, deviennent une base terroriste à partir de laquelle des roquettes seront lancées sur les villes israéliennes ».

#### Souveraineté nationale palestinienne et droit international
Dans une tribune publiée le 20 novembre 2011 dans The Wall Street Journal, les juristes américains David B. Rivkin (en) et Lee A. Casey estiment que « l'Assemblée générale ou le Conseil de sécurité de l'ONU n'ont pas le pouvoir de créer des États », L'ONU n’étant pas souveraine et que « l’Autorité palestinienne ne répond pas aux caractéristiques de base d'un État nécessaires pour une telle reconnaissance ». Ils appuient cette expertise en se fondant sur les exigences énoncées par la convention de Montevideo de 1933 sur les droits et devoirs des États. Ce traité dispose que pour se proclamer « État » une entité doit remplir les conditions suivantes : une population permanente, un territoire défini, un gouvernement, la capacité d'entrer en relation avec d'autres États. Selon cette définition, ils rappellent que « l'Autorité palestinienne n'a ni une population permanente, ni un territoire défini, ni un gouvernement qui a la capacité d'entrer en relation avec d'autres États ».
Ils précisent que cette « exigence fondamentale s'exprime par la capacité à établir et à maintenir des accords internationaux », ce qui implique que « le gouvernement contrôle effectivement et sans la présence d'une autre souveraineté au moins une partie de sa population et de son territoire. ». Ils soulignent que l'Autorité palestinienne n'a pas le contrôle exclusif de ne serait-ce qu'une partie de la Cisjordanie dans le mesure où elle est dépendante d’Israël et qu'elle n'a aucun contrôle que ce soit sur la bande de Gaza.
Alefia T. Hussain, une journaliste pakistanaise, écrit dans The News International que « les experts dans le milieu des médias aux États-Unis voient l'effort palestinien comme rien de plus qu'un [acte] symbolique mais convaincant. » Elle cite Steve Coll (en), journaliste lauréat du prix Pulitzer, qui écrit dans The New Yorker « La demande est raisonnable et elle répond aux aspirations légitimes et pacifiques du Printemps arabe ». Il note toutefois que, « bien que selon le droit international le dossier palestinien est solide, il n'est pas hermétique ».

#### Officialisation du statut d'État par la diplomatie palestinienne
Le 3 janvier 2013, Mahmoud Abbas, signe un décret entérinant la dissolution de « l'Autorité palestinienne » qui avait été créée à la suite des accords d'Oslo en 1993 et la renommant « État de Palestine ». Il a ordonné aux représentations palestiniennes à travers le monde à faire de même sans pour autant apporter de modifications aux références à l'OLP, qui reste le représentant légal des Palestiniens. Toutefois, afin de ne pas « provoquer » Israël, les passeports et les cartes d'identité des Palestiniens qui, pour voyager, doivent passer par les points de passage israéliens ne seront pas renommés.
Le porte-parole du gouvernement israélien, Mark Regev, juge le changement de nom « inutile ». Il ajoute que les Palestiniens devraient négocier avec Israël pour mettre fin au conflit et parvenir à la solution « de deux États pour deux peuples au lieu de chercher des gimmicks ». La porte-parole du département d'État des États-Unis américain, Victoria Nuland, déclare « Vous ne pouvez pas créer un État par la rhétorique et avec des étiquettes et des noms », tout en soulignant la nécessité de négociations bilatérales et qualifiant la décision de Mahmoud Abbas comme « provocation et n'apportant aucun changement pour le peuple palestinien ».

#### Ambassades
La première ambassade de Palestine en Europe est ouverte le 10 février 2015 à Stockholm (Suède). Cette reconnaissance officielle entraîne une crise diplomatique entre la Suède et Israël.

#### Accord avec le Vatican
Le Vatican et l’État de Palestine signent le 26 juin 2015 un accord sur les droits de l’Église catholique dans les territoires palestiniens. « Le texte aborde les aspects essentiels de la vie et des activités de l’Église catholique » dans l’État de Palestine. Il réaffirme par la même occasion « le soutien à un règlement négocié et pacifique de la situation dans la région ».

#### Interpol
La Palestine est membre à part entière d’Interpol depuis le 27 septembre 2017.

#### Opération Bordure protectrice
L'opération Bordure protectrice menée à Gaza par Israël contre le Hamas en juillet et août 2014 suscite la colère du président de l'Autorité palestinienne qui déclare en septembre 2014, à la tribune de l'ONU, qu'Israël a alors mené une « guerre de génocide », affirmant qu'il s'agissait de « la troisième guerre en cinq ans menée par l'État raciste occupant », ajoutant que « la différence, cette fois-ci, est l'ampleur plus grande de ce crime génocidaire ». Il réclame ensuite une nouvelle une résolution du Conseil de sécurité de l'ONU contre Israël mais ne fait cependant pas allusion à une saisine de la Cour pénale internationale (CPI).

#### Transactions immobilières avec des Israéliens

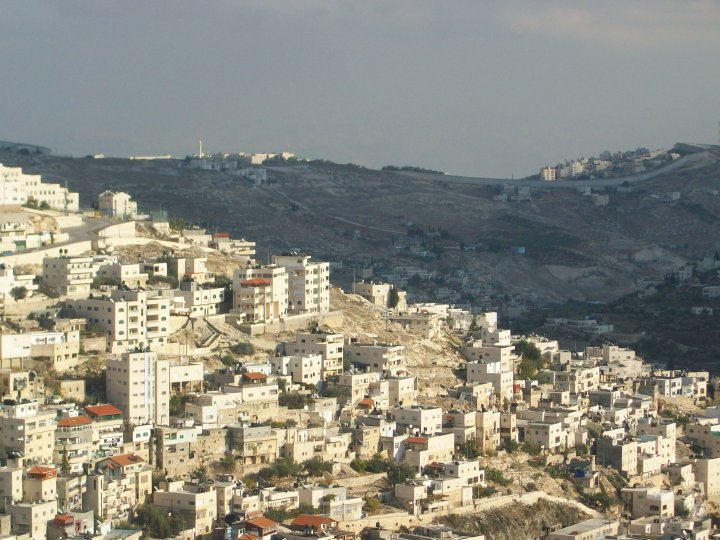
Le quartier de Silwan à Jérusalem-Est, à majorité palestinienne, est coupé de la Cisjordanie par le mur de séparation israélien (en arrière-plan).

La vente de biens immobiliers aux Israéliens est considérée par la loi palestinienne comme une haute trahison. En septembre 2010, une cour martiale palestinienne condamne à la pendaison un Palestinien accusé d'avoir vendu des terrains « ne lui appartenant pas avec de faux documents » à une société israélienne dans le village de Beit Ommar, au nord-ouest d'Hébron. Toutefois la peine n'a pas été exécutée, les condamnations à mort devant être approuvées par le président palestinien Mahmoud Abbas. Le 20 octobre 2014, il promulgue un décret durcissant les sanctions contre les Palestiniens « impliqués dans la vente de biens immobiliers avec des pays ennemis et leurs ressortissants ». Ce décret amende le code pénal palestinien afin d'y inclure « une peine de travaux forcés en plus de la prison à vie ». Cette décision intervient à la suite de l'acquisition de deux maisons par des Juifs dans le quartier de Silwan à Jérusalem-Est. Depuis une quarantaine d’années[Quand ?], plusieurs Palestiniens ont été exécutés pour avoir effectué ce type de transactions immobilières.

### Propositions de formules de résolution du conflit
La proposition à deux États en Palestine, comme solution du conflit israélo-palestinien selon les accords d'Oslo, est soutenue notamment par la feuille de route pour la paix adoptée par le Quartette diplomatique (États-Unis, ONU, Russie et Union européenne) réuni le 30 avril 2003. Les mouvements pacifistes israéliens Bloc de la paix et La Paix maintenant, qui militent avec des Palestiniens et sont des défenseurs actifs des droits des Palestiniens, agissent pour la création d'un État palestinien autonome dans le cadre de la solution à deux États.
La proposition d'État unique est un État binational, englobant à la fois l'État d'Israël et les Territoires palestiniens où la population israélienne et les Palestiniens de Cisjordanie et de Gaza bénéficieraient des mêmes droits constitutionnels. Dans son article du 11 septembre 2003 paru dans Le Monde, l'universitaire et historien israélien Ilan Greilsammer dénonce une certaine frange de la gauche antisioniste israélienne, par exemple Michel Warschawski qui adhère à l'idée de « revenir aux solutions préconisées dans les années 1920 et 1930 d’un seul État arabe à minorité juive entre la mer et le Jourdain (…) à la place de deux États vivant côte à côte, l’un juif, l’autre palestinien », ce qui en soi, n'a rien à voir avec un État binational préconisé dès la fin des années 1930 notamment par Martin Buber et Hannah Arendt.
En janvier 2011, la chaîne qatarie Al Jazeera publie des « documents secrets », appelés Documents Palestine, sur les négociations de paix israélo-palestiniennes portant notamment sur des réunions de coordination sécuritaire entre Israël et les représentants de l'Autorité palestinienne et des concessions faites par cette dernière. Des minutes de discussions montreraient que les Palestiniens auraient exprimé leur volonté de céder des territoires en Cisjordanie et Jérusalem-Est, y compris les grands blocs d'implantation israéliens, en échange de territoires israéliens au nord de la vallée du Jourdain, au sud d'Hébron et à l'est de la bande de Gaza, et de reconnaitre la souveraineté d'Israël sur les quartiers juifs de Jérusalem intra-muros, de Talpiot-Est, Gilo, Givat Zeev au nord de la capitale israélienne. Un document daté de janvier 2010, contiendrait le compte-rendu d'une déclaration de Saeb Erekat à l'envoyé spécial américain au Moyen-Orient, George Mitchell, dont les termes seraient que les Palestiniens ont accepté de donner à Israël « le plus grand Jérusalem dans l'histoire du peuple juif. »,,.

#### Proposition de Donald Trump

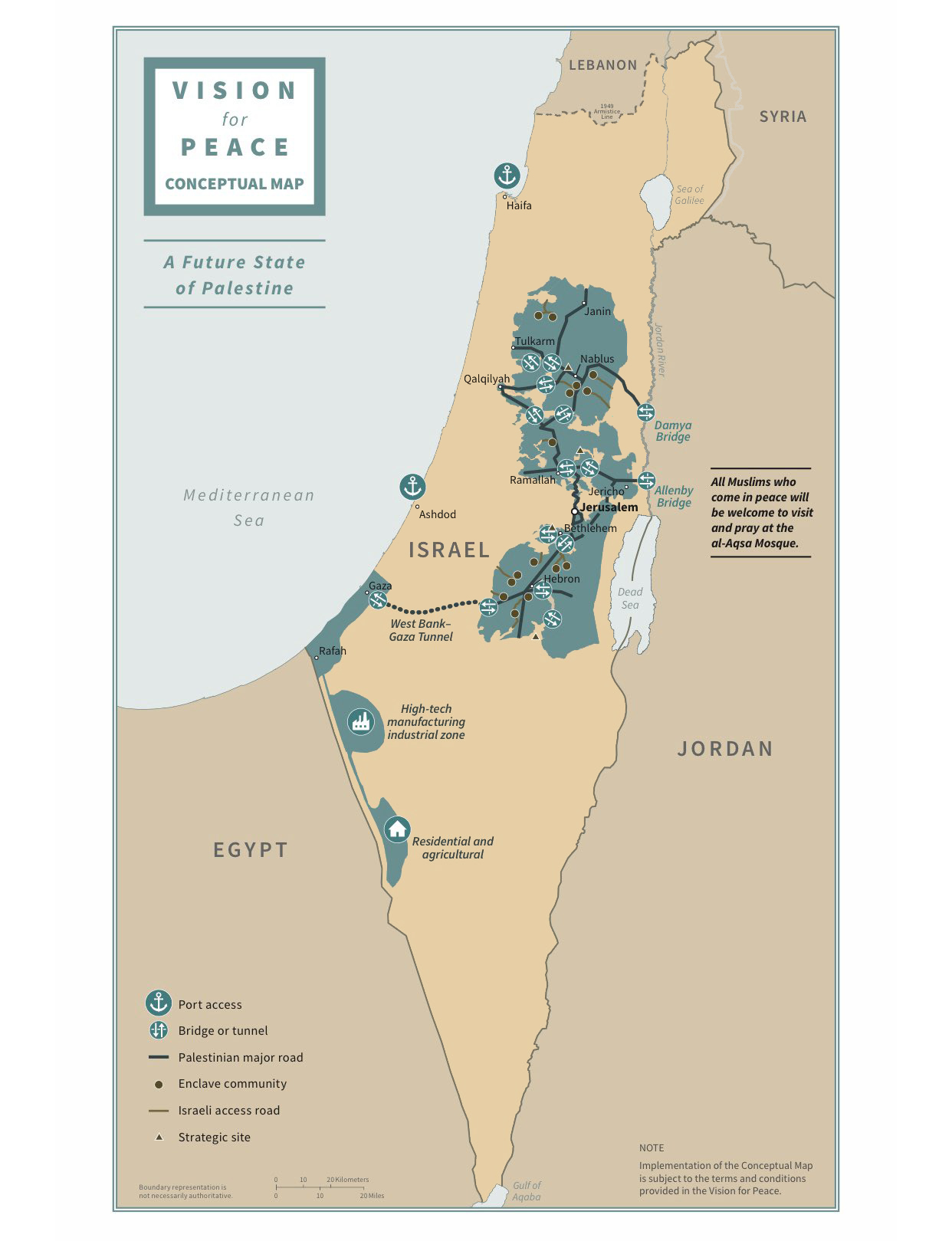
Projet d'État de Palestine proposé par Donald Trump en 2020.

Le 28 janvier 2020, le Président des États-Unis Donald Trump présente un projet de partition des territoires entre Israël et un futur État de Palestine. Ce plan, surnommé « l'accord du siècle » par Donald Trump, a été réalisé en accord avec le gouvernement israélien, mais sans consulter les Palestiniens. Ces derniers rejettent unanimement cette proposition qui ampute la Palestine d'une grande partie des territoires qu'elle revendique. De même, de vives oppositions au plan Trump émergent parmi les Israéliens.

## Géographie des territoires revendiqués
L’État de Palestine est un État d'Asie de l'Ouest, situé au Moyen-Orient, dans la région historique de Palestine (aujourd'hui partagée avec l'État d'Israël, et dans une moindre mesure le Royaume de Jordanie, le Liban et la Syrie). Il dispose d'une ouverture maritime sur le Bassin méditerranéen, en Méditerranée orientale, dans le Bassin levantin, ainsi que d'un accès à la Mer Morte. Avec la Turquie, la Syrie, le Liban, la Jordanie et Israël, il est l'un des six États du Levant.
Les territoires revendiqués comme base constitutive de l'État de Palestine sont la bande de Gaza et la Cisjordanie, incluant Jérusalem-Est.

### Frontières

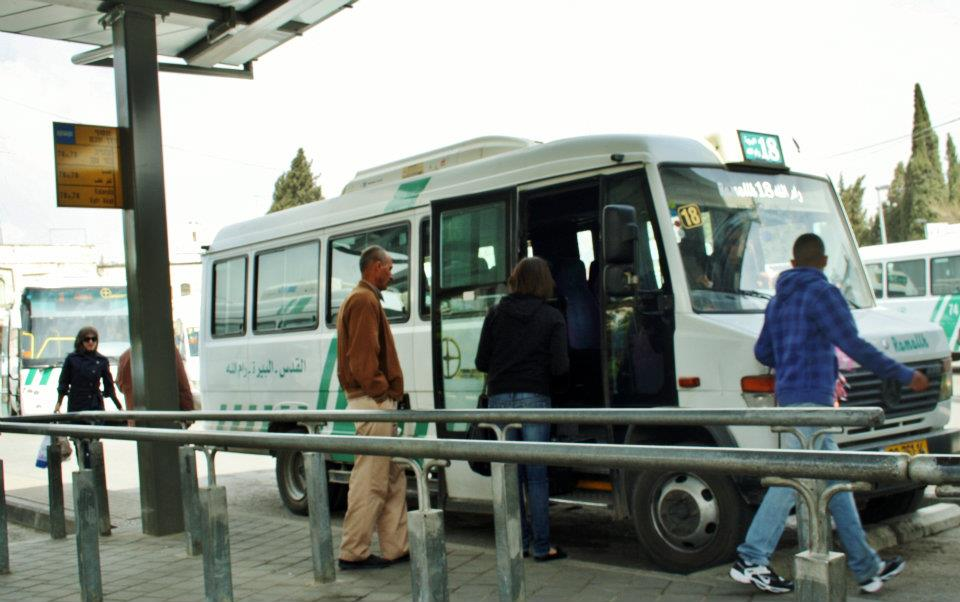
Gare routière connectant Jérusalem-Est aux principales villes palestiniennes de Cisjordanie.

L’État palestinien n'a pas de frontières définies, et il n'a pas la maîtrise de l'intégralité des territoires sur lesquels il est présent administrativement. Toutefois, il revendique l'ensemble des territoires palestiniens, dans les frontières établies par les accords d'armistice de 1949, sur la « ligne verte », et à ce titre, d'avoir des frontières avec l'État d'Israël, la Jordanie, l'Égypte et Chypre. Les frontières de l’État palestinien forment un des sujets majeurs du contentieux israélo-palestinien.

#### Contrôle des frontières
Actuellement, l'État palestinien ne contrôle ni ses frontières, ni ses eaux territoriales, ni son espace aérien, qui sont tous sous contrôle israélien. Les Israéliens quadrillent en outre son territoire d'une multitude de barrages et de postes de contrôle militarisés qui constituent autant de frontières intérieures entravant la libre circulation des Palestiniens dans leur pays. Un vaste « mur de séparation » (également appelé « barrière de séparation » ou « clôture de sécurité ») a été ajouté à ce dispositif de contrôle israélien à partir de 2002 le long de la Ligne verte afin d'empêcher strictement tout passage entre la Cisjordanie, territoire palestinien occupé, et Israël.
Ce « mur de séparation », toujours en cours de construction, et régulièrement remanié, est composée pour environ 95 % d'un système de clôture multi-couches, ainsi que d'un mur de 8 mètres dans les secteurs urbains. Sa longueur finale doit être de 708 km, soit le double de la Ligne verte. Considéré illégal par la Cour Internationale de Justice en 2014, et critiqué par de nombreuses associations de défense des droits de l'Homme, dont Amnesty International, ce mur est considéré par ses détracteurs comme partie intégrante d'un système d'apartheid et de spoliation mis en place par Israël à l'encontre des Palestiniens. Son existence et son tracé sont régulièrement remis en question, essentiellement par les Palestiniens.

#### Territoires revendiqués
Au moment de sa première déclaration d'indépendance le 1er octobre 1948, l'État palestinien revendiquait l'intégralité du territoire de la Palestine mandataire, qui s'étendait sur 26 625,6 km2. Le plan de partage de l'ONU du 29 novembre 1948 lui attribuait 42% du territoire de la Palestine mandataire, et il plaçait la ville de Jérusalem et sa proche banlieue (2 % du territoire) sous contrôle international en tant que corpus separatum. Après la guerre israélo-arabe de 1948-1949, le territoire constituant le mandat britannique sur la Palestine est réparti entre Israël, l'Égypte et la Jordanie. Israël et la Jordanie annexent les zones sous leur administration, tandis que l’Égypte maintient Gaza sous occupation militaire,,. À ce moment, les annexions israéliennes réduisent le territoire dévolu aux Arabes par le plan de partage de l'ONU de 18%. Le 27 juillet 1953, le roi Hussein de Jordanie proclame que Jérusalem-Est est la « capitale alternative du Royaume hachémite et fait partie intégrante et inséparable de la Jordanie ».
À la suite de la guerre des Six Jours en 1967, Israël envahit et occupe la Cisjordanie et la bande de Gaza.
En juin 1988, Hussein de Jordanie renonce à toute souveraineté sur la Cisjordanie et Jérusalem-Est,. Le 15 novembre 1988, le Conseil national palestinien reconnaît l'OLP comme le seul représentant légal du peuple palestinien. Dans sa « Déclaration d'indépendance », il exige  l'autodétermination sur les territoires non occupés par Israël avant la guerre de 1967 (la bande de Gaza et la Cisjordanie, incluant Jérusalem-Est), délimités par le tracé des accords d'armistice de 1949 entre l'Égypte, la Jordanie et Israël (ligne verte). À ce moment, les territoires revendiqués par l'État palestinien, et couramment qualifiés de « territoires palestiniens » ne représentent plus que 22% du territoire de la Palestine mandataire, soit 6 020 km2.
Dans sa résolution 43/177, l'Assemblée générale des Nations unies reconnaît la proclamation de l'État de Palestine et l'usage de la désignation « Palestine », en référence à l'Organisation de libération de la Palestine (OLP), au sein des Nations unies. En outre, l'Assemblée affirme la nécessité pour le peuple palestinien d'exercer sa souveraineté sur les territoires occupés depuis 1967 par Israël.
Au cours des trois mois suivant la Proclamation, 90 États ont reconnu l’État palestinien, dont certains dans ces frontières.

#### Frontières maritimes
À la suite de son accession en novembre 2012 au statut d’État observateur aux Nations unies, l'État palestinien a entamé des démarches pour déterminer ses frontières maritimes et sa zone économique exclusive (ZEE) au large de la Bande de Gaza, dans le cadre de la Convention de l’ONU sur le droit de la mer. Le but de ces démarches est de fixer avec ses voisin les ressources que les autorités et la population palestiniennes peuvent exploiter en mer. En principe une ZEE s’étend à 200 milles marins (370 km) au large, mais dans le Bassin Levantin, comme souvent en Méditerranée, les zones se juxtaposent d’où la nécessité de négocier et d’ajuster. Il est d'autant plus important pour l'État palestinien de mener ces démarches en ayant une stratégie bien définie et en ayant bien préparé son dossier que ni Israël, ni son allié américain, ne sont parties à la Convention de l’ONU. Israël a défini sa ZEE par rapport à Chypre par négociation bilatérale mais n’a par exemple pas réussi à s’entendre avec le Liban.
Pour arriver à son but, la stratégie de l'État palestinien est de passer des accords avec deux de ses voisins en Méditerranée, d’abord l’Egypte puis Chypre, afin de définir par rapport à eux sa zone économique exclusive, puis d’évaluer avec ses juristes quelles pourraient être « les frontières potentielles » avec Israël. Ensuite, dans un second temps, de mandater des experts pour faire l’inventaire des ressources naturelles revendiquées, et déposer le tracé de leur ZEE auprès de la Convention. Pour préparer leur dossier et former leurs cadres aux subtilités du droit de la mer, les autorités palestiniennes ont recruté des juristes spécialisés « parmi les meilleurs dans ce domaine » au début des années 2010. Les négociations avec l’Egypte ont commencé en 2015-2016 au niveau des ministres des Affaires étrangères et se poursuivent entre experts.

### Climat
Malgre ses dimensions reduites, l'État de Palestine présente une grande variété de climats, liés aux différents reliefs, paysages et écosystèmes qu'il abrite. Ainsi, le climat des zones côtières dans la bande de Gaza peut être très différent de celui des zones montagneuses de Cisjordanie, et même de celui de Jérusalem, particulièrement pendant les mois d'hiver.
Située sur le littoral méditerranéen, au nord du désert du Sinaï, Gaza a un climat chaud, semi-aride ou méditerranéen avec des hivers doux et secs, et des étés chauds. Plus à l'intérieur des terres et en hauteur, Jérusalem possède un climat méditerranéen et dans une moindre mesure montagnard, marqué par une forte chaleur et une forte aridité en été, et quelques mois seulement humides en hiver. La neige peut survenir autour de Jérusalem. Plus au Nord de la Mer Morte, Jéricho et la vallée du Jourdain ont un climat désertique chaud.
| Mois                              | jan. | fév. | mars | avril | mai | juin | jui. | août | sep. | oct. | nov. | déc. | année |
| --------------------------------- | ---- | ---- | ---- | ----- | --- | ---- | ---- | ---- | ---- | ---- | ---- | ---- | ----- |
| Température minimale moyenne (°C) | 7    | 7    | 9    | 13    | 15  | 18   | 20   | 21   | 19   | 17   | 12   | 8    | 14    |
| Température maximale moyenne (°C) | 17   | 17   | 20   | 26    | 29  | 31   | 33   | 33   | 31   | 28   | 24   | 19   | 26    |

| Mois                                | jan.  | fév.  | mars | avril | mai  | juin | jui. | août | sep. | oct. | nov. | déc.  | année |
| ----------------------------------- | ----- | ----- | ---- | ----- | ---- | ---- | ---- | ---- | ---- | ---- | ---- | ----- | ----- |
| Température minimale moyenne (°C)   | 6,4   | 6,4   | 8,4  | 12,6  | 15,7 | 17,8 | 19,4 | 19,5 | 18,6 | 16,6 | 12,3 | 8,4   | 13,5  |
| Température moyenne (°C)            | 9,1   | 9,5   | 11,9 | 17,1  | 20,5 | 22,7 | 24,2 | 24,5 | 23,4 | 20,7 | 15,6 | 11,2  | 17,5  |
| Température maximale moyenne (°C)   | 11,8  | 12,6  | 15,4 | 21,5  | 25,3 | 27,6 | 29   | 29,4 | 28,2 | 24,7 | 18,8 | 14    | 21,5  |
| Record de froid (°C)                | −6,7  | −2,4  | −0,3 | 0,8   | 7,6  | 11   | 14,6 | 15,5 | 13,2 | 9,8  | 1,8  | 0,2   | −6,7  |
| Record de chaleur (°C)              | 23,4  | 25,3  | 27,6 | 35,3  | 37,2 | 36,8 | 40,6 | 44,4 | 37,8 | 33,8 | 29,4 | 26    | 44,4  |
| Précipitations (mm)                 | 133,2 | 118,3 | 92,7 | 24,5  | 3,2  | 0    | 0    | 0    | 0,3  | 15,4 | 60,8 | 105,7 | 554,1 |
| Nombre de jours avec précipitations | 12,9  | 11,7  | 9,6  | 4,4   | 1,3  | 0    | 0    | 0    | 0,3  | 3,6  | 7,3  | 10,9  | 62    |

### Cours d'eau

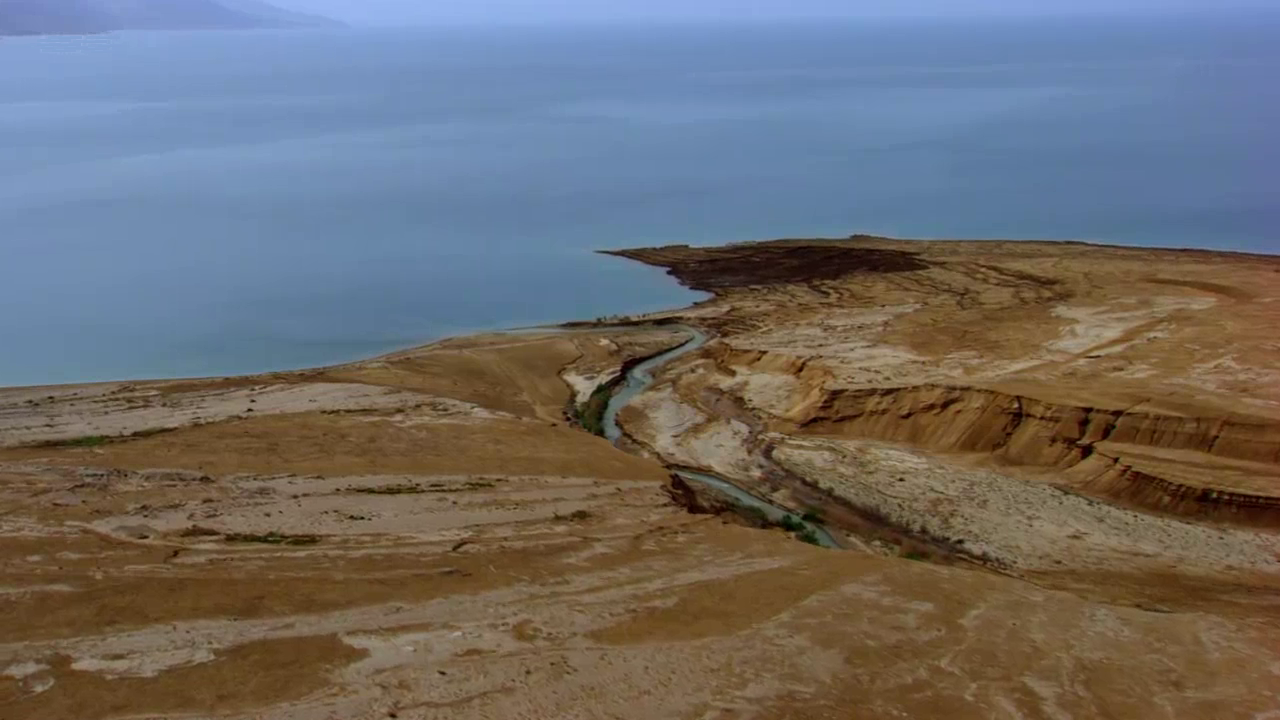
Le Jourdain, qui a donné son nom à la Cisjordanie, se jette dans la mer Morte à l'altitude de −421 mètres.

- La rivière Bésor se jette dans la Méditerranée après avoir traversé la bande de Gaza.
- Le Jourdain s'écoule sur 360 km et sa vallée est la plus basse du monde puisqu'il rejoint la mer Morte à l'altitude de −421 mètres sous le niveau des océans.

## Géographie humaine

### Subdivisions

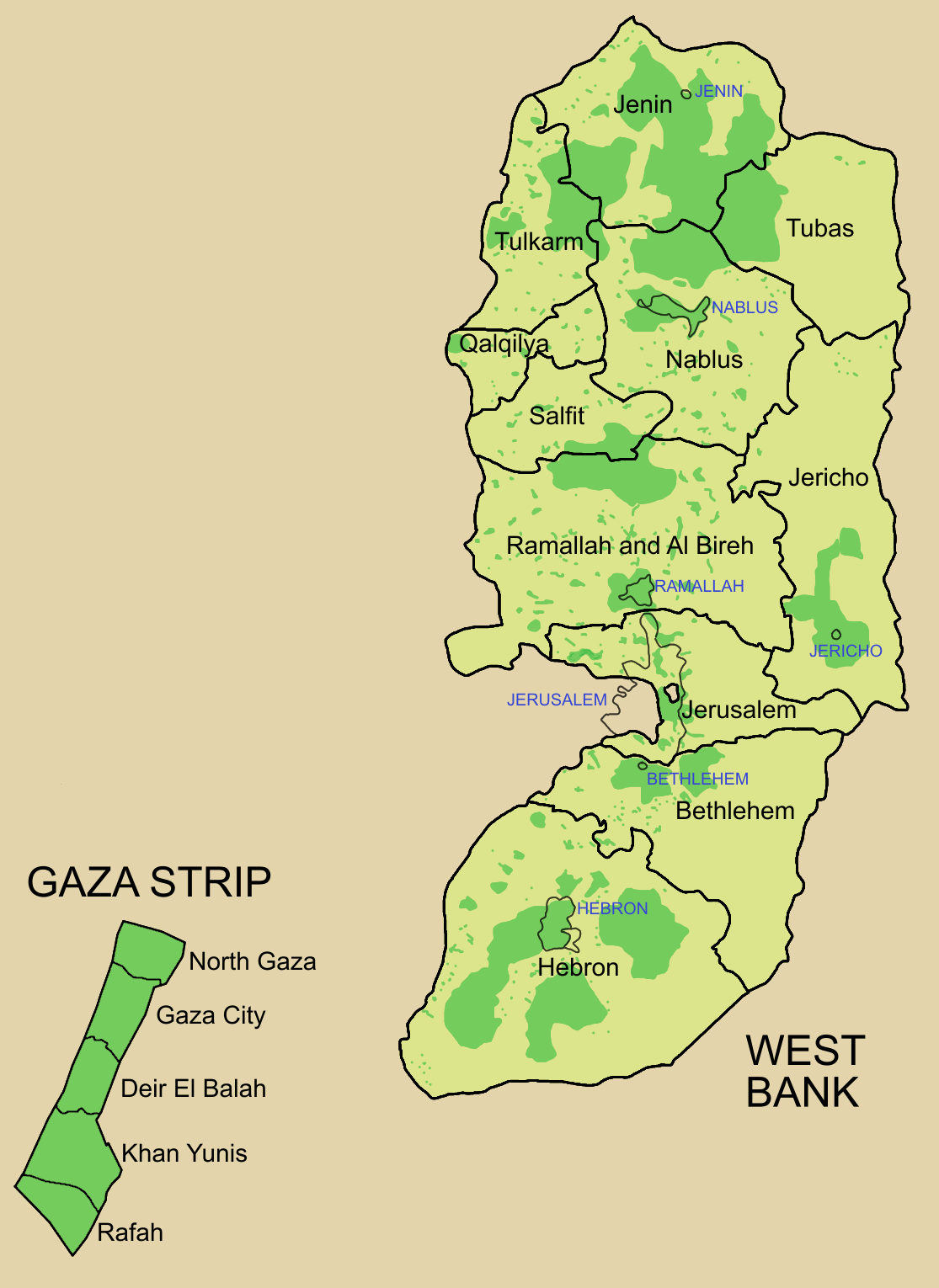
Division administrative des territoires ; les zones A et B sous contrôle total ou partiel de l'Autorité palestinienne sont indiquées en vert foncé.

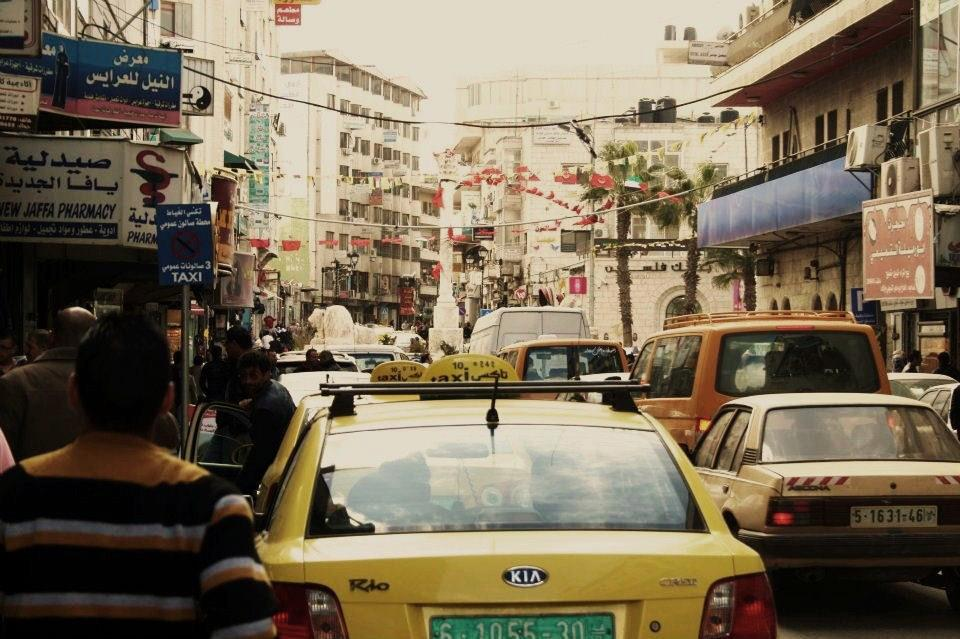
Centre-ville de Ramallah, capitale administrative de facto de l'Autorité palestinienne, située dans la zone de collines du centre de la Cisjordanie.

Les territoires palestiniens occupés en Cisjordanie et dans la bande de Gaza ont été divisés par les accords d'Oslo en trois aires administratives aux statuts différents. Ces zones ont été confirmées par les accords d'Oslo II :
- la zone A (2 %) est la région sous contrôle palestinien total. Elle comprend l'essentiel des villes palestiniennes, à l'exception de Jérusalem-Est qui a été exclue des accords ;
- la zone B (26 %) est la région sous contrôle palestinien civil mais sous contrôle militaire israélien ;
- la zone C (72 %) est la région sous contrôle total israélien.

Ces territoires ont été divisés en seize gouvernorats (5 dans la bande de Gaza et 11 en Cisjordanie), sous la juridiction de l'Autorité palestinienne.
Dans la bande de Gaza :
- Gouvernorat de Deir el-Balah
- Gouvernorat de Gaza
- Gouvernorat de Gaza-Nord
- Gouvernorat de Khan Younès
- Gouvernorat de Rafah

En Cisjordanie :
- Gouvernorat de Bethléem
- Gouvernorat de Hébron
- Gouvernorat de Jénine
- Gouvernorat de Jéricho
- Gouvernorat de Jérusalem
- Gouvernorat de Naplouse
- Gouvernorat de Qalqilya
- Gouvernorat de Ramallah et Al-Bireh
- Gouvernorat de Salfit
- Gouvernorat de Tubas
- Gouvernorat de Tulkarem

### Villes principales

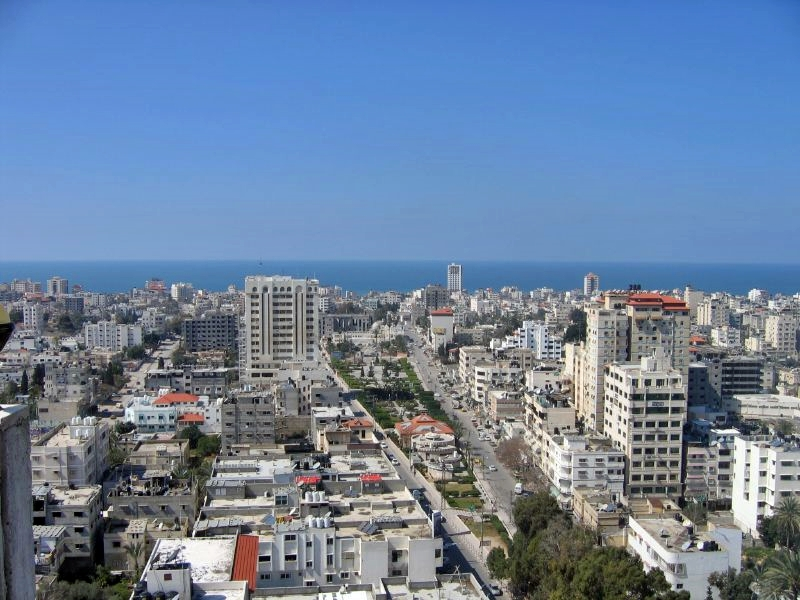
Ville de Gaza (2009).

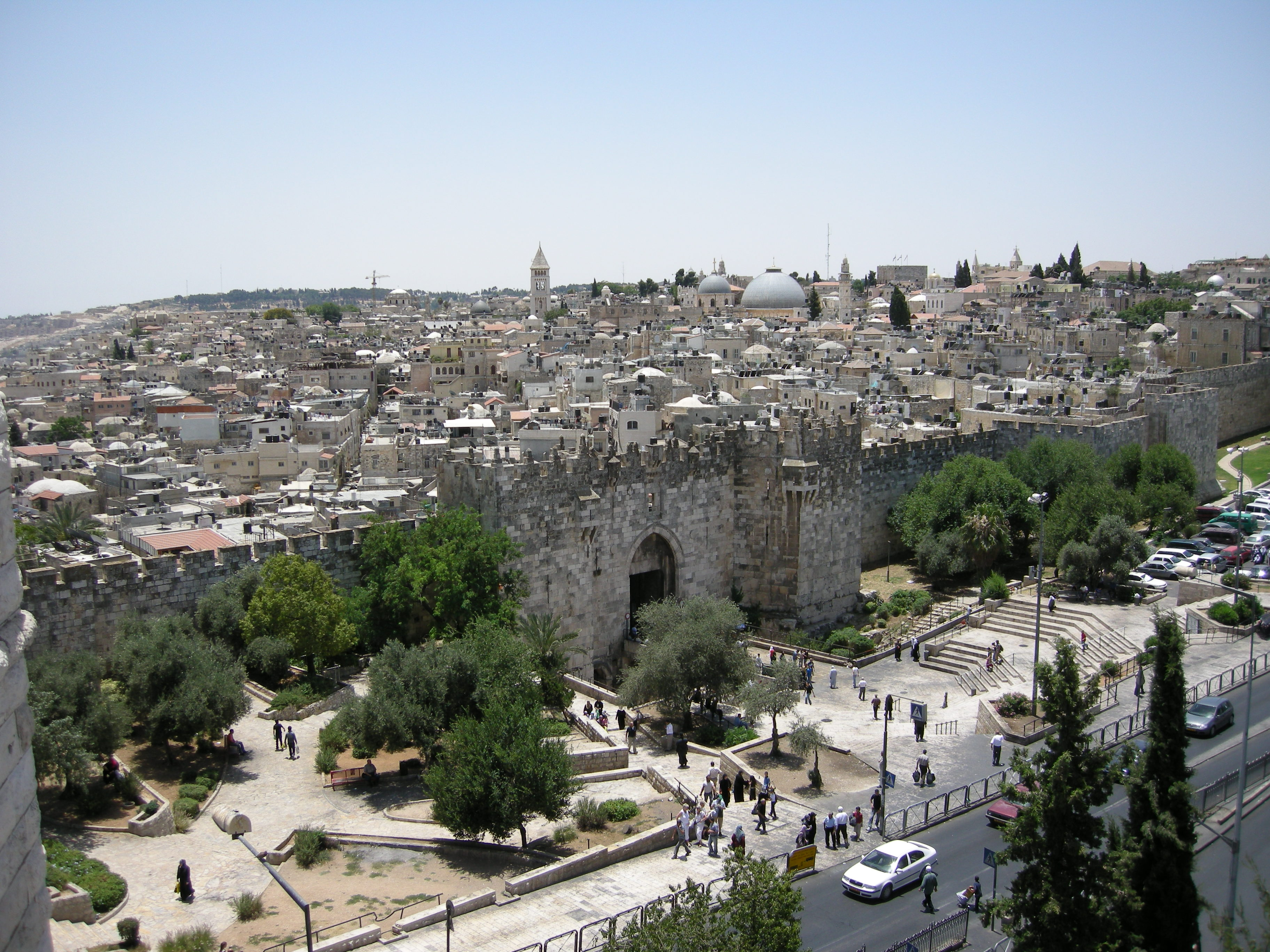
Porte de Damas à Jérusalem-Est.

| Ville         | Population (2017) | Région        |
| ------------- | ----------------- | ------------- |
| Gaza          | 590 481           | Bande de Gaza |
| Jérusalem-Est | 281 163           | Cisjordanie   |
| Khan Younès   | 205 125           | Bande de Gaza |
| Hébron        | 201 063           | Cisjordanie   |
| Jabaliya      | 172 704           | Bande de Gaza |
| Rafah         | 171 899           | Bande de Gaza |
| Naplouse      | 156 906           | Cisjordanie   |
| Beit Lahiya   | 89 838            | Bande de Gaza |
| Deir el-Balah | 75 132            | Bande de Gaza |
| Tulkarem      | 64 532            | Cisjordanie   |
| Ramallah      | 35 140            | Cisjordanie   |
| Bethléem      | 30 000            | Cisjordanie   |

### Barrages routiers
Dans les territoires palestiniens occupés par Israël des centaines de barrages ont été établis par l'armée israélienne et les colons sur les routes afin de limiter les déplacements des Palestiniens. Les trajets entre villes et villages peuvent être allongés de plusieurs heures, forçant les Palestiniens à attendre aux barrages ou faire de longs détours par les petites routes. Ils n'affectent pas les colons israéliens qui évitent les localités palestiniennes en empruntant des routes qui leur sont réservées.

## Démographie palestinienne
Si l'on se fonde sur le dernier recensement officiel palestinien, en 2017 la population de l’État de Palestine était de 4,9 millions d'habitants, répartis sur l'ensemble des territoires palestiniens : 3 millions en Cisjordanie, Jérusalem-Est comprise, et 1,9 million dans la Bande de Gaza. Ces chiffres englobaient uniquement les citoyens palestiniens, et excluaient les juifs israéliens installés illégalement comme colons dans les territoires palestiniens.
Si l'on se fonde sur les statistiques annuelles des Nations Unies pour la Palestine, concordantes pour 2017, en 2022 la population de l’État de Palestine était de 5,35 millions d'habitants, soit près d'un demi million de plus qu'en 2017, repartis sur l'ensemble des territoires palestiniens : plus de 3,1 millions d'habitants en Cisjordanie, Jérusalem-Est comprise, et plus de 2,2 millions dans la Bande de Gaza, avec un accroissement naturel annuel moyen sur l'ensemble du territoire de 126 707 habitants par rapport à 2021. Ces chiffres englobaient aussi les seuls citoyens palestiniens, et excluaient les colons juifs israéliens installés illégalement dans les territoires palestiniens.
Le taux de fécondité en Palestine en 2011-2013 est de 4,1 enfants par femme, soit environ un point au-dessus de la moyenne israélienne (Juifs et Arabes israéliens inclus), et sa croissance démographique nationale annuelle est d'environ 2,8 %, avec Jérusalem-Est à 2,06%, la Cisjordanie à 2,41%, et la Bande de Gaza à presque 3%. L'État palestinien est, à ce titre, l'un des plus dynamiques démographiquement du Proche-Orient et du pourtour du Bassin méditerranéen.

### Diaspora et statut des réfugiés palestiniens

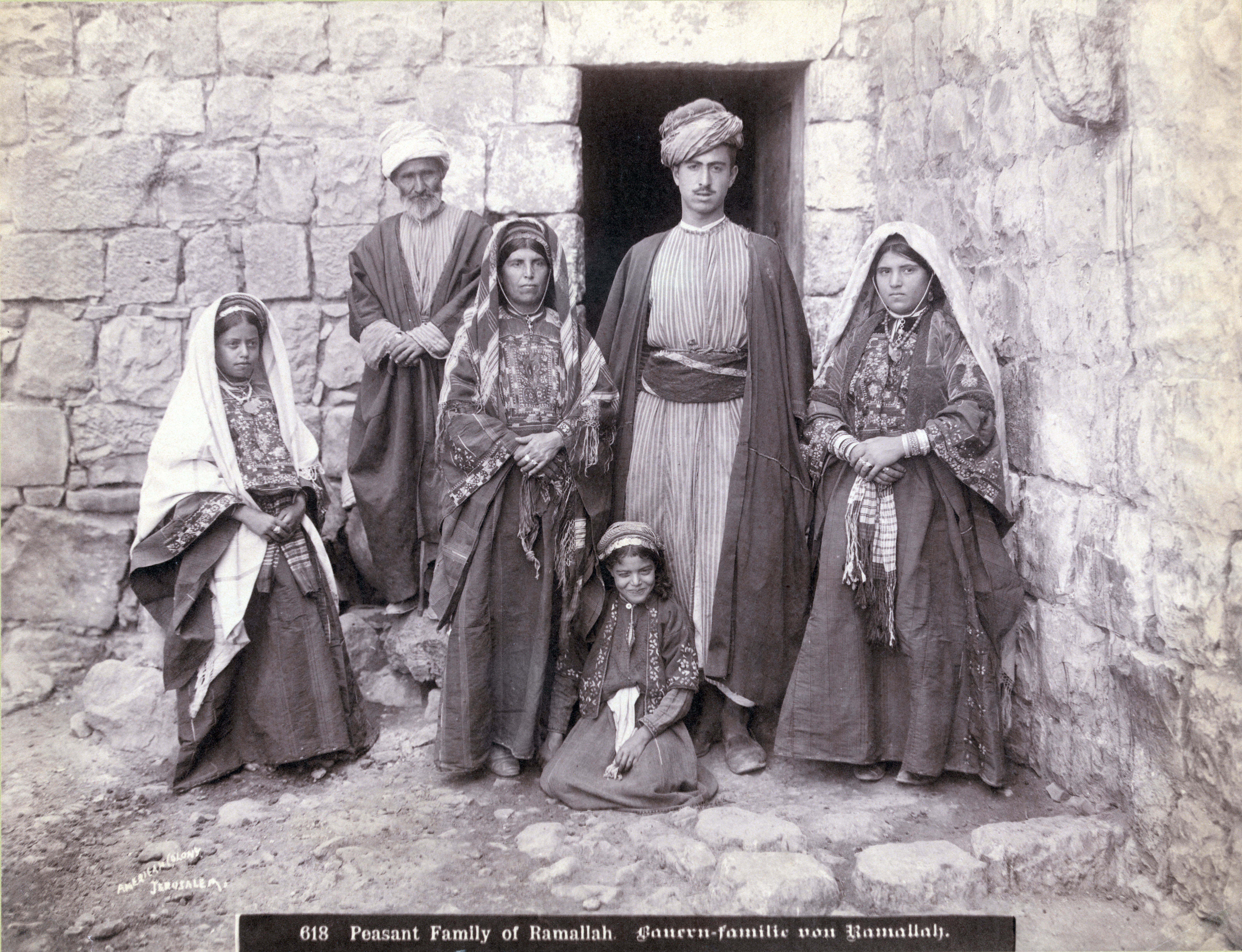
Portrait d'une famille palestinienne datant de 1900.

Le peuple palestinien a la particularité d'être un peuple majoritairement diasporique, dans la mesure où la majorité de ses membres vit hors des frontières de l’État de Palestine. Les Palestiniens partagent cette spécificité diasporique avec leurs voisins juifs israéliens qui concoivent les juifs de leur diaspora, estimée à près de 8 millions de personnes pour 7 millions de nationaux juifs en Israël, comme les membres d'un même peuple juif, ayant droit automatiquement à la citoyenneté israélienne, et avec leur voisin libanais, dont la diaspora est estimée à 9 millions de personnes, pour 5,5 millions de citoyens au Liban.
La diaspora palestinienne compte environ 6 millions d'individus. Plus de 5 millions d'entre eux ont le statut de réfugiés, à la suite de l'exode palestinien de 1948,. Plus de 3 millions vivent en Jordanie et 500 000 sur le continent américain, tandis que le reste est réparti dans le monde arabe. Seuls 3,7 millions de réfugiés palestiniens, issus de déplacements de population intérieurs à l'ex-Palestine mandataire, vivent dans les « territoires palestiniens », Bande de Gaza, Cisjordanie et Jérusalem-Est. Le statut spécial de réfugié palestinien est héréditaire, et reconnu par l'UNWAR, agence de l'ONU. Mais le respect de la résolution 194 de l’ONU votée en 1948, consacrant le droit au retour des réfugiés palestiniens, reste d'application aléatoire dans les territoires palestiniens, et inexistant en Israël.
Le 15 novembre 2011, l'ambassadeur de Palestine au Liban, Abdullah Abdullah, déclare que les réfugiés palestiniens dans les pays tels que le Liban, l’Égypte, la Syrie et la Jordanie ou les 132 autres pays où résident la diaspora palestinienne, bien qu'identitairement palestiniens « ne sont pas automatiquement des citoyens » palestiniens. Ceci est applicable non seulement aux réfugiés vivant dans ces pays mais aussi aux réfugiés palestiniens « qui vivent dans les camps de réfugiés au sein de l’État [palestinien]. Ils sont encore réfugiés. Ils ne seront pas considérés comme des citoyens ». Abdullah ajoute que le nouvel État palestinien ne délivrera « absolument aucun passeport aux réfugiés palestiniens ».

### Langue
La langue palestinienne est l'arabe. Le dialecte palestinien variant de l'arabe littéral fait partie de la famille linguistique sémitique, l'arabe levantin septentrional ou syro-libano-palestinien.
Un des signes distinctifs du dialecte palestinien est sa prononciation singulière de la lettre Qāf (ق). Si communément, celle-ci se prononce [q], elle devient silencieuse en arabe palestinien. Le mot « قلب » (qalb) qui signifie « cœur » se prononce par exemple « 'alb ».

### Religions

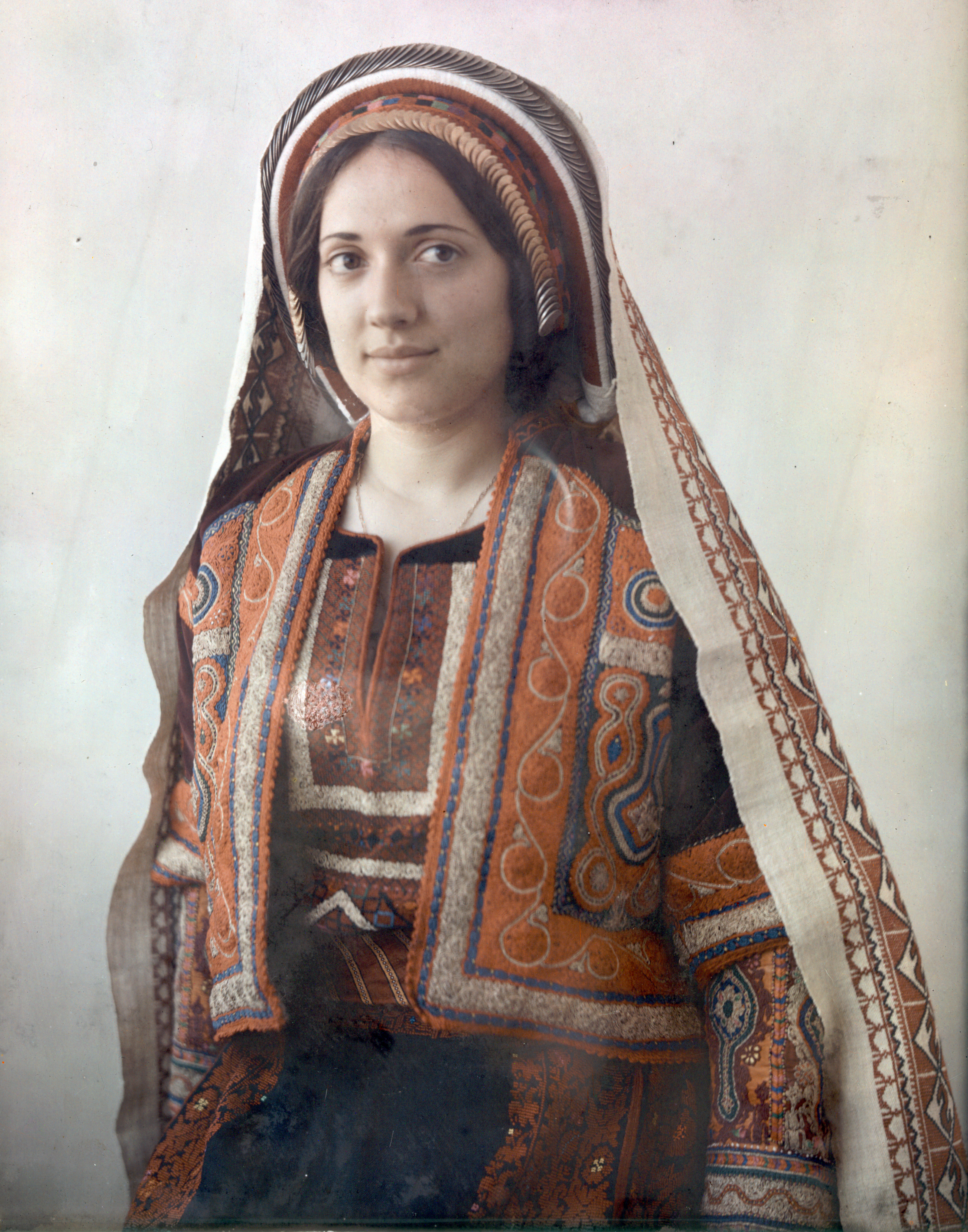
Jeune femme de Ramallah en tenue traditionnelle,.

En 1922, les Britanniques avaient recensé 752 048 Palestiniens (au sens de l'époque, c'est-à-dire sans distinction de religion), dont 589 177 musulmans, 83 790 juifs, 71 464 chrétiens et 7 617 personnes d'autres appartenances. Au XXIe siècle, la population palestinienne est largement musulmane sunnite, avec une faible minorité chrétienne.
Un rapport établi en 2017 par le Bureau central des statistiques de l'État palestinien recense 46 850 chrétiens dans les Territoires palestiniens, soit 1,4 % de la population, mais plus de 600 000 dans le monde (orthodoxes grecs ou arméniens ; catholiques latins, grecs ; protestants luthériens ou anglicans)[pas clair]. Le recensement de 2017 montre une présence chrétienne en constante diminution en Palestine puisqu'elle s'élève à 2 % en 2000,.
Cependant, la Palestine, correspond à une grande partie de la Terre sainte et revêt une importance majeure par ses sanctuaires et pèlerinages chrétiens : Jérusalem, Bethléem (lieu de la Nativité du Christ) et Hébron. D'un point de vue chrétien, cette dernière[Qui ?] est considérée, par son apparition trine auprès du chêne de Mamré, comme étant la préfiguration de la compréhension de la Sainte-Trinité. Le calendrier des saints chrétiens rappellent que plusieurs Palestiniens ont été reconnus comme tels, que cela soit de manière plus étendue au sein du monde chrétien (Chariton le Confesseur, Macaire de Jérusalem et Euthyme le Grand) ou plus restrictive (Marie-Alphonsine Danil Ghattas, Mariam Baouardy, canonisée par l'Église catholique et fondatrice des Sœurs du Saint Rosaire).
Il y a environ 300 Samaritains.

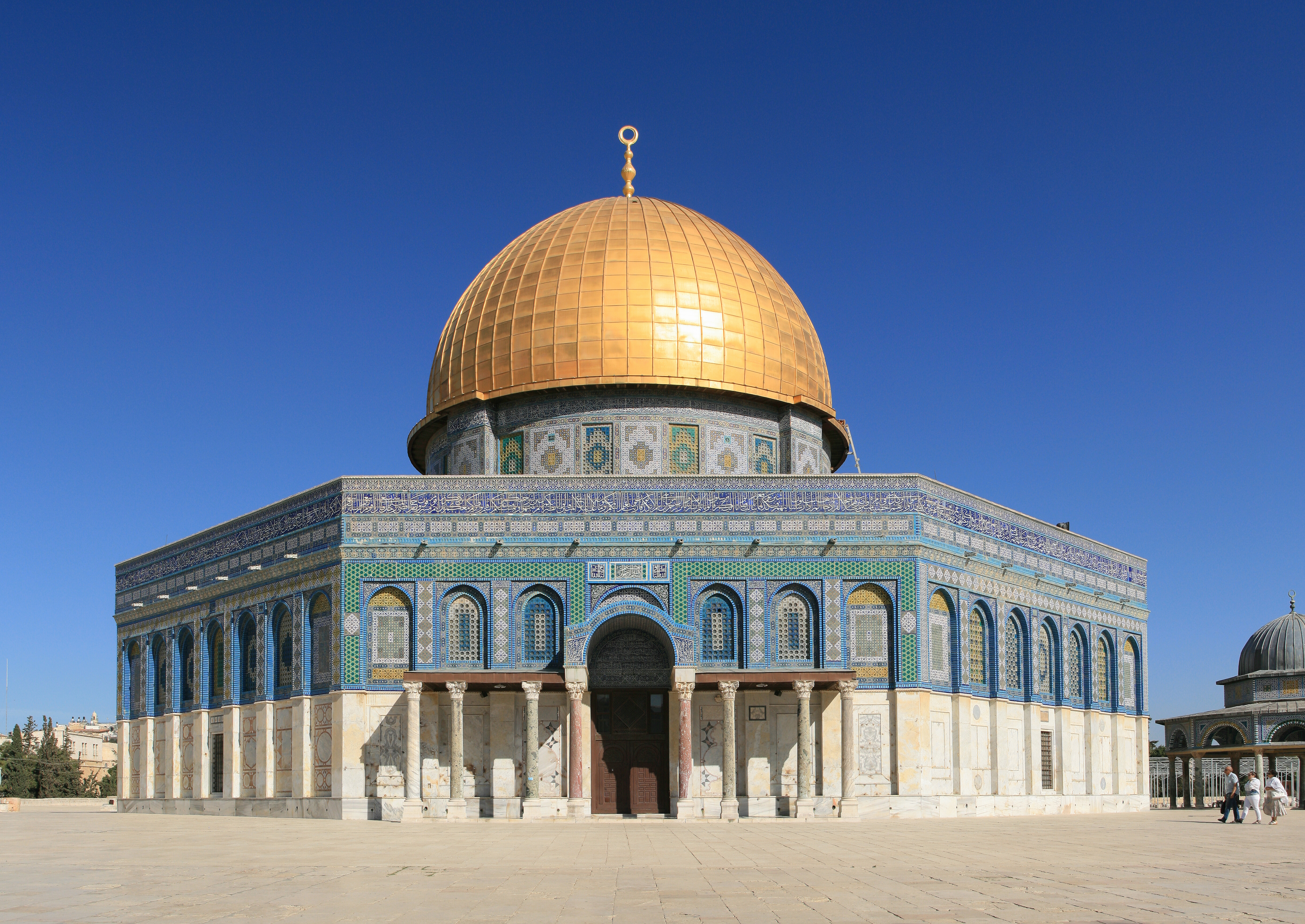
Le dôme du Rocher à Jérusalem.
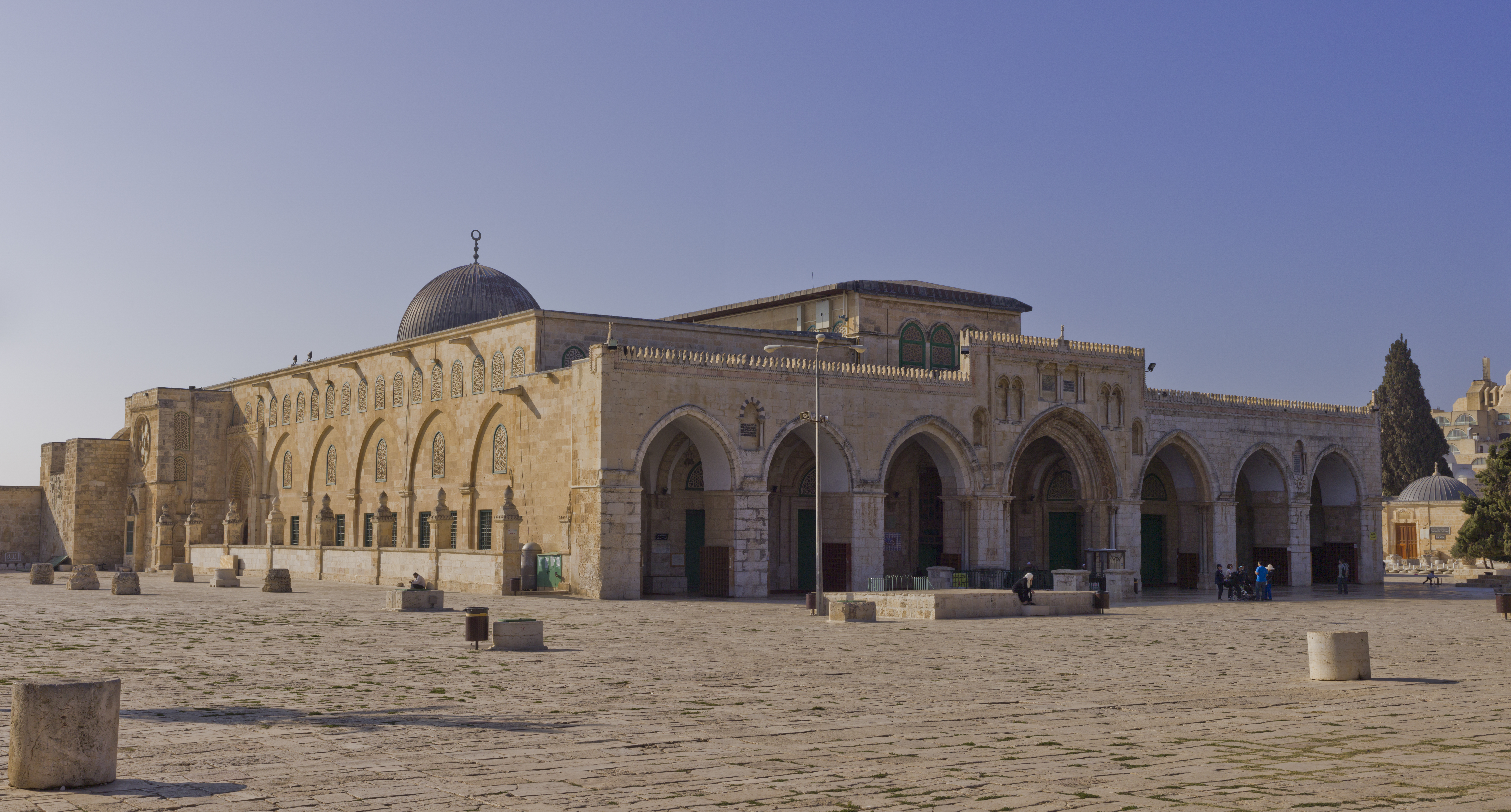
La mosquée al-Aqsa à Jérusalem.
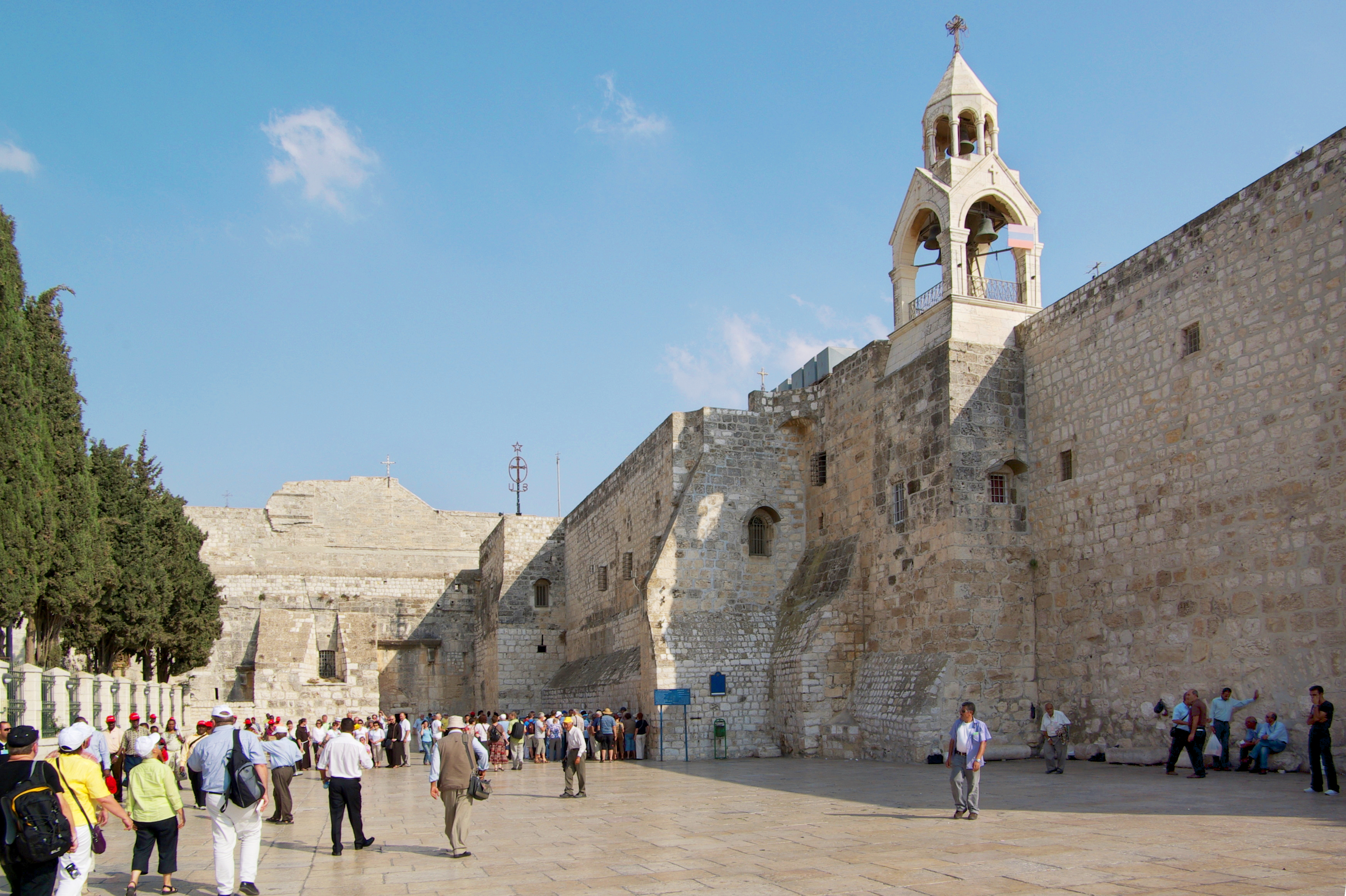
La basilique de la Nativité de Bethléem avec le clocher du monastère arménien en avant-plan.
La mosquée d'Ibrahim à Hébron, aussi appelée Tombeau des Patriarches.
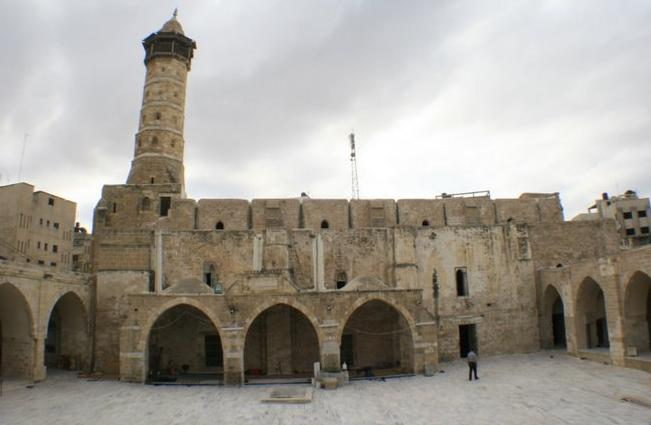
La Grande mosquée de Gaza.

## Symboles d'État

### Drapeau palestinien

Drapeau de la Palestine

Sur la gauche du drapeau palestinien, figure un triangle rouge prolongé par trois bandes horizontales noire, blanche et verte.
- le triangle rouge symbolise la « maison hachémite » de Mahomet ;
- la bande noire symbolise les Abbassides de Bagdad (750-1258) ;
- la bande blanche symbolise les Omeyyades de Damas (661-750) ;
- la bande verte symbolise les Fatimides du Caire (969-1171)[277].

Ces couleurs avaient été adoptées par le mouvement panarabe durant la grande révolte arabe des Hachémites de 1916, soulèvement visant à unifier le Moyen-Orient. La révolte éclata mais une fois les terres arabes libérées de l'occupation ottomane, les Européens se partagèrent la région lors des accords Sykes-Picot.
Après 1948, ces couleurs symboliques de l’Histoire islamique — qui figurent identiquement sur le drapeau officiel du parti Baas syrien — sont adoptées par la partie arabe en Palestine, revendiquant à titre exclusif le nom « Palestine », lui-même volontairement abandonné par la partie juive de la région après la fondation de l'État d'Israël. Le drapeau est adopté officiellement par les Palestiniens lors du premier Congrès de l’OLP, en 1964.

### Hymne palestinien
Avant 1967, Mawtini était utilisé comme hymne national palestinien, qui a été adopté par l'Irak en 2004.
Biladi, Biladi ou Fidai (Ma patrie, ma patrie) est le nouvel hymne national de l'État de Palestine proclamé en 1988 par l'OLP, en accord avec l'article 31 de la Charte de l'OLP. Il est joué au début des concerts donnés par l'Orchestre national de Palestine.

## Économie palestinienne

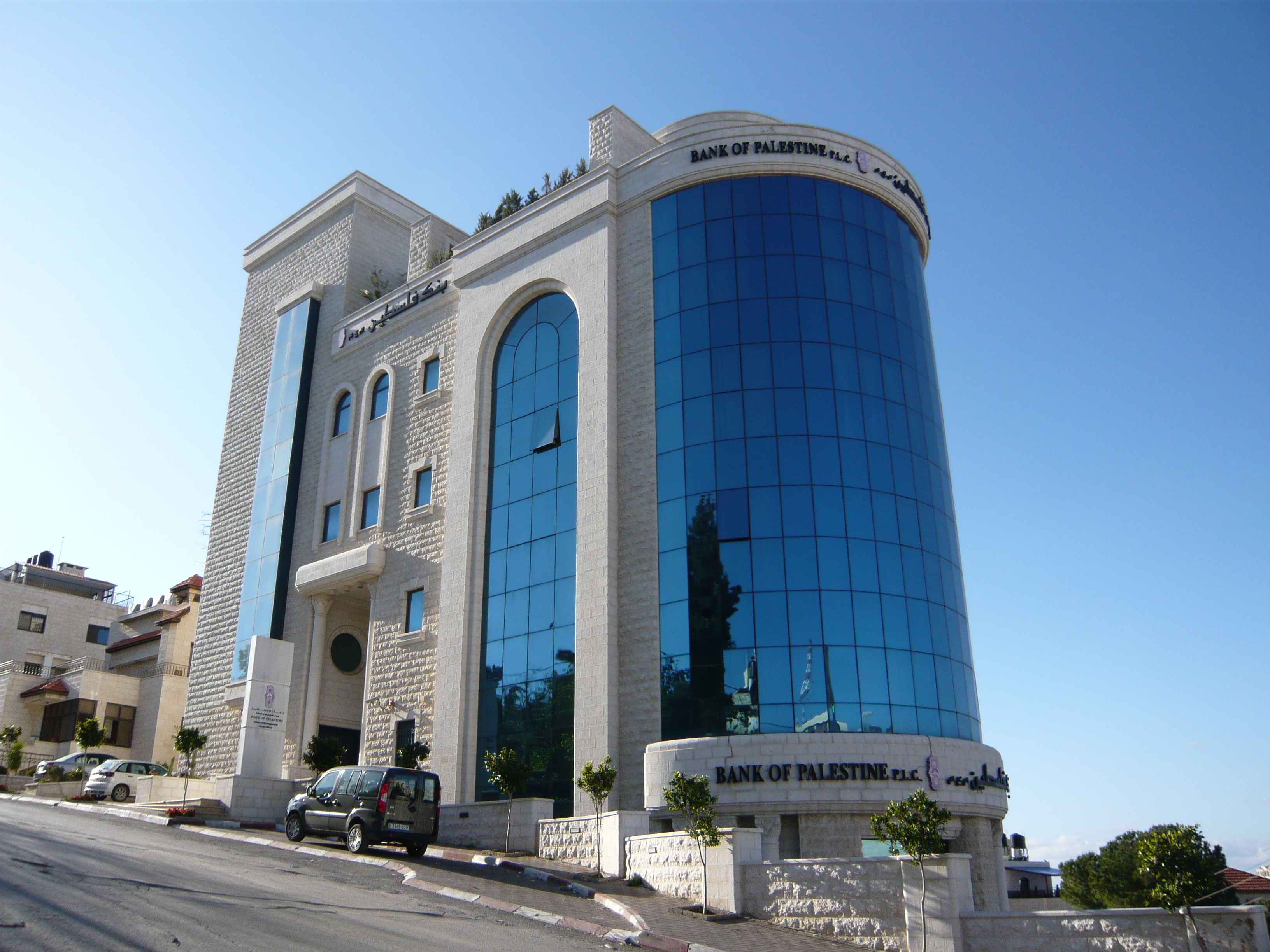
Banque de Palestine à Ramallah.

Le secteur manufacturier est bien représenté en Palestine notamment au travers de l'industrie du verre, de la porcelaine, du savon, du coton ou du textile.
L'activité agricole permet la production et l'exportation de roses et de palmiers.
Le secteur du tourisme se développe au travers d'un certain nombre d'attractions historiques et touristiques comme l'église de la Nativité à Bethléem que l'Autorité palestinienne restaure ou le Palais de Hisham bin Abdul Malik.

### Chômage
Depuis les réductions des fonds versés à l'Autorité palestinienne par les États-Unis, l'activité économique est en berne. La part des secteurs agricoles et industriels a chuté de 27 % en 1994 à 13 % en 2018, sans émergence de nouvelles activités pour relancer l'économie. Le taux de chômage des jeunes palestiniens de la bande de Gaza s'élève à 70 % en 2018.

## Éducation

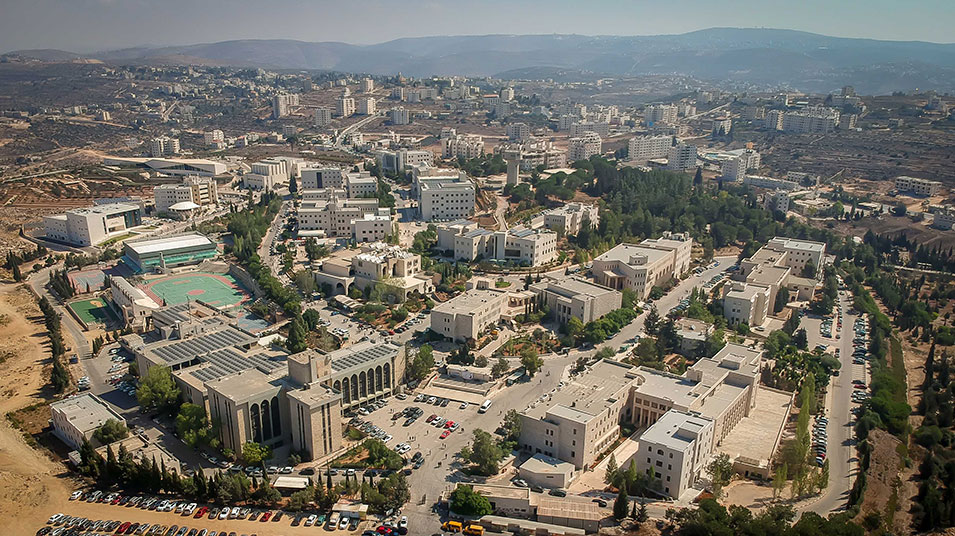
Campus de l'Université de Beir Zeit.

Selon les statistiques de 2005-06 du ministère de l'Éducation de l'Autorité palestinienne, l'enseignement en Palestine se dispense dans 2 276 établissements scolaires, 31 001 classes, pour 1 078 488 écoliers et étudiants et par 48 674 enseignants. Ces lieux d'enseignement se répartissent en trois catégories :
- ceux fonctionnant sous l'égide du ministère de l'Éducation de l'Autorité palestinienne (70 %) ;
- ceux par le biais de l'Office de secours et de travaux des Nations unies (UNRWA) (24 %) ;
- ceux relevant de l'enseignement privé (6 %)[282].

Le prix Global Teacher Price qui est décerné à un professeur exceptionnel qui a apporté une contribution remarquable à la profession, a été attribué en 2016 à Mme Hanan Al Hroub de Cis-Jordanie. Elle a été saluée pour "sa méthode basée sur le jeu et la non-violence".

## Culture palestinienne

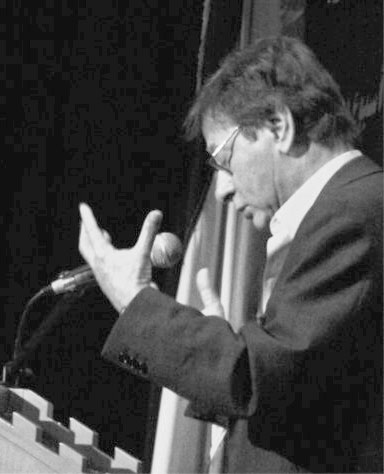
Mahmoud Darwich à l'Université de Bethléem (2006).

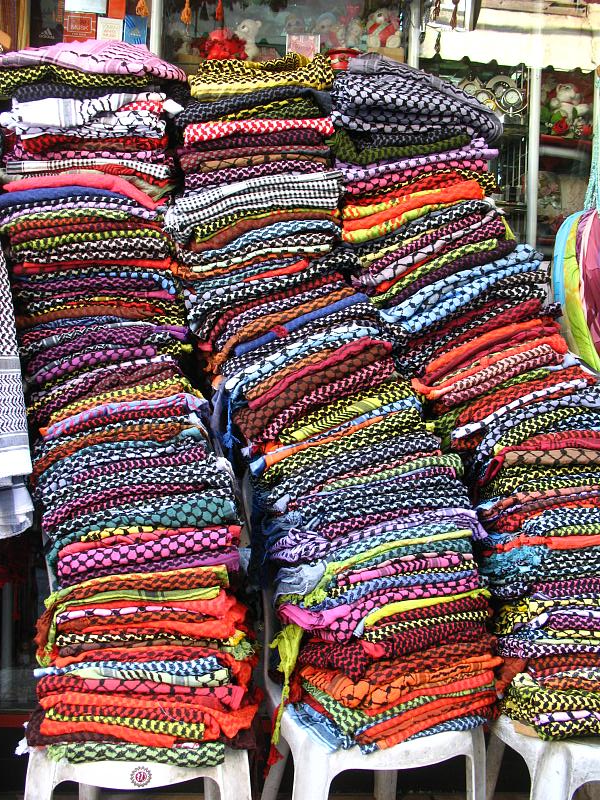
Châles palestiniens (ou keffiehs) vendus en Syrie.

### Littérature
Littérature et poésie palestiniennes sont illustrées par de nombreux auteurs tels Ghassan Kanafani, Mahmoud Darwich et Elias Sanbar.

### Artisanat
Il existe un artisanat traditionnel palestinien : robes brodées au point de croix, châles (keffieh), vanneries en paille de blé ou d'orge dont l'origine remonterait au néolithique, tapis fabriqués à Gaza, verres et céramiques à Hébron où se trouve dans la vieille ville un quartier dénommé « le quartier des souffleurs de verre », et aussi des rabiehs, sortes de greniers à grains nomades et transportables, véritables meubles en pisé.

### Gastronomie
Si elle reste fidèle à la gastronomie locale et orientale avec pour principaux ingrédients dans la population rurale palestinienne, l'huile d'olive, l'olive, l'origan et le pain plat cuit au four appelé taboun, la cuisine palestinienne possède ses propres traditions culinaires régionales.
La cuisine palestinienne provient des populations installées en Palestine, tout au long des siècles. Elle subit les influences arabes, abassides, perses, syrienne et de fortes influences turques aux accents balkaniques dues aux populations arrivées durant la domination de la région par l'Empire ottoman.
Elle est semblable aux autres cuisines du Levant, avec des spécificités régionales liées à la géographie et au climat, notamment les cuisines libanaise (boulghour, riz, viande et kebbé) en Galilée, syrienne au nord, jordanienne à l'est (pain taboun, pita, riz et viande) en Cisjordanie ou égyptienne au sud (riz, poisson, fruits de mer et lentilles) dans la bande de Gaza. Les épices sont partout utilisés et le piment particulièrement dans la bande de Gaza.
Les Palestiniens mangent plusieurs fois par jour - le repas principal étant le déjeuner appelé gheda. Les repas s'agrémentent généralement de salades cuites et crues, de houmous, d'olives pour le maza (mezzé), éventuellement du fromage akkawi, et sont particulièrement variés et copieux lors des fêtes. Le mansaf d'origine jordanienne, apprécié chez les Bédouins. Les plats notables peuvent être différentes variantes du kebbeh (boulettes de boulgour à la viande), le man’ouché ou lahm bi ajeen (pizza au fromage, origan), le chiche-kebab ou lahme mashwi (brochettes de viande), le musakhane (pain taboun au poulet rôti et oignons frits), le maklouba (riz aux aubergines, légumes et viandes), le mansaf (agneau sur pain taboun, riz et yaourt), le sumaghiyyeh (baies de sumac, tahini, blettes, bœuf et pois chiches), la rummaniyya (grenade, aubergines, tahini, lentilles à l'ail), le fukharit ados (ragoût de lentilles), le qidra (riz, agneau, épices), le zibdieh (ragout de tomates et crevettes)…

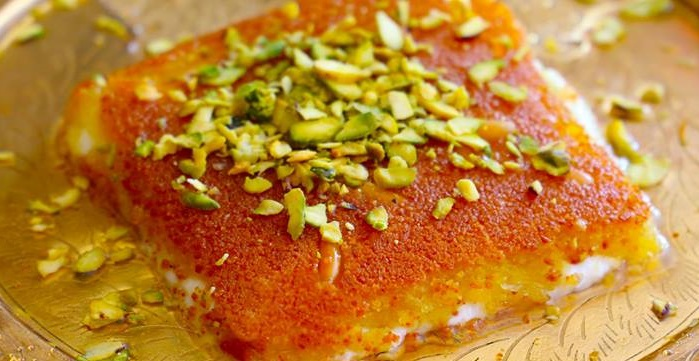
Knafeh de Naplouse.

Les nombreux desserts de la cuisine palestinienne sont principalement des pâtisseries fourrées de fromages sucrés, de dattes ou d'amandes, de noix et de pistaches : les baklavas, la halva, le knafeh, le burma til-kadayif, le mouhalabiyeh…
Comme les mets, la consommation des boissons varie en fonction des fêtes où l'on peut boire des jus de caroube (kharroub), de tamarin (tamar hindi), de réglisse (sous) ou d'abricot (qamar eddine). Le café (à cuire) agrémenté de cardamome est consommé tout au long de la journée et le thé nahnâ (à la menthe) plutôt le soir. Les boissons alcoolisées telles que l'arak ou la bière sont consommées par les chrétiens palestiniens et les musulmans peu conservateurs.
En en-cas, on mange ou sert à son hôte des fruits secs, diverses noix et graines rôties et des dattes.

### Danse

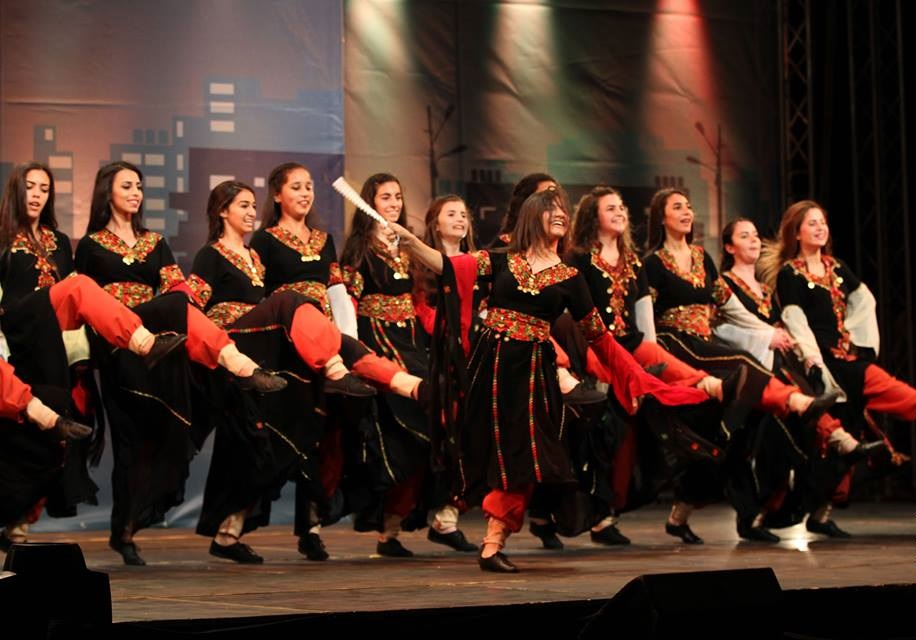
Femmes dansant le dabkeh.

Le dabkeh est un type de danse de groupe en ligne où les danseuses et danseurs se tiennent les mains et frappent le sol fortement. Elle est le plus souvent dansée dans les mariages, les banquets et les fêtes occasionnelles. Les danseurs poussent parfois des cris pour donner de l'énergie à la danse et l'accentuer.

## Sport

### Comité olympique de Palestine

Logo de la Fédération de Palestine de football.

Créé en 1986, le Comité olympique de Palestine peut participer aux Jeux olympiques depuis 1995. Présidé depuis 2016 par la personnalité militaire et politique controversée,, Jibril Rajoub qui est aussi à la tête du Conseil suprême pour la jeunesse et les sports et à celle de la Fédération de Palestine de football, ce Comité est le fédérateur des fédérations sportives palestiniennes. Le Comité olympique palestinien est un membre fondateur de l'Union arabe pour les Jeux Olympiques et le Comité a participé à tous les sessions et les événements arabes sportifs.

### Clubs et fédérations sportifs
La Palestine est riche de plus de 300 clubs et fédérations sportifs placées sous l'égide du Conseil suprême pour la jeunesse et les sports.

### Marathon
Chaque année depuis 2012, se déroule le marathon de Palestine, qui voit la participation de milliers de coureurs